# 乃木坂工事中の放送日程一覧
乃木坂工事中の放送日程一覧（のぎざかこうじちゅうのほうそうにっていいちらん）は、乃木坂46の冠バラエティ番組『乃木坂工事中』の放送日程一覧である。

## 放送日程
- ※ - Blu-ray化された放送回（複数の放送回も含む）[注 1][1]。

2015年、2016年、2017年、2018年、2019年、2020年、2021年、2022年、2023年、2024年、2025年

### 2015年
| 回   | 放送日   | 内容 | フィーチャー ガール                      | ゲスト                                    | スタジオメンバー | 備考     |
| ---- | -------- | --- | ---------------------------------------- | ----------------------------------------- | --- | -------- |
| 1    | 4月20日  | ななせまると愉快な仲間たち | 西野七瀬                                 | 柴田英嗣（アンタッチャブル）              | 秋元真夏、生田絵梨花、桜井玲香、白石麻衣、高山一実、西野七瀬、橋本奈々未、深川麻衣、松井玲奈、若月佑美 |          |
| 2 ※  | 4月27日  | 狩野英孝のリアクション塾 | 秋元真夏                                 | 狩野英孝 與那嶺茂人（リフレクソロジスト） | 秋元真夏、生田絵梨花、衛藤美彩、白石麻衣、西野七瀬、橋本奈々未、星野みなみ、堀未央奈、松井玲奈、松村沙友理 |          |
| 3    | 5月4日   | 生田絵梨花vs催眠術師 | 生田絵梨花                               | 十文字幻斎                                | 生田絵梨花、生駒里奈、齋藤飛鳥、斎藤ちはる、桜井玲香、白石麻衣、西野七瀬、星野みなみ、堀未央奈、松村沙友理、和田まあや |          |
| 4    | 5月11日  | 12thシングル選抜メンバー発表 / 乃木坂46センター討論会                                                                           |                                          |                                           | 秋元真夏、生田絵梨花、生駒里奈、伊藤万理華、井上小百合、衛藤美彩、齋藤飛鳥、斉藤優里、桜井玲香、 白石麻衣、新内眞衣、高山一実、西野七瀬、橋本奈々未、深川麻衣、星野みなみ、松村沙友理、若月佑美                                         |          |
| 5    | 5月18日  | 松井玲奈の世界一教えたい授業 / 乃木坂監視中・特別編                                                                             | 松井玲奈                                 |                                           | 生田絵梨花、生駒里奈、井上小百合、川後陽菜、川村真洋、白石麻衣、中田花奈、西野七瀬、橋本奈々未、星野みなみ、松井玲奈、松村沙友理 |          |
| 6    | 5月25日  | みさみさの1人家飲み / 心理テストで腹黒いメンバーを分析！                                                                        | 衛藤美彩                                 | 亜門虹彦                                  | 秋元真夏、生駒里奈、井上小百合、衛藤美彩、白石麻衣、高山一実、中元日芽香、西野七瀬、深川麻衣、堀未央奈、若月佑美 |          |
| 7    | 6月8日   | 生駒里奈 ハニカミデート | 生駒里奈                                 | AKIRA（DISACODE）                         | 秋元真夏、生田絵梨花、生駒里奈、齋藤飛鳥、白石麻衣、新内眞衣、永島聖羅、西野七瀬、橋本奈々未、樋口日奈、堀未央奈 |          |
| 8 ※  | 6月15日  | 高山一実のアメイジング世界交流 友達100人出来るかな？                                                                            | 高山一実                                 |                                           | 秋元真夏、生駒里奈、伊藤万理華、斎藤ちはる、白石麻衣、新内眞衣、高山一実、中田花奈、西野七瀬、能條愛未、堀未央奈 |          |
| 9    | 6月22日  | 伊藤万理華のコケ探訪 | 伊藤万理華                               | 田中卓志（アンガールズ）                  | 生田絵梨花、生駒里奈、伊藤万理華、井上小百合、斎藤ちはる、桜井玲香、白石麻衣、高山一実、西野七瀬、橋本奈々未、堀未央奈 |          |
| 10 ※ | 6月29日  | みなみの前向き / 乃木坂46クイズ このサインだ〜れ?                                                                               | 星野みなみ                               |                                           | 生田絵梨花、生駒里奈、衛藤美彩、白石麻衣、新内眞衣、高山一実、西野七瀬、橋本奈々未、星野みなみ、 堀未央奈、松村沙友理、若月佑美 |          |
| 11   | 7月6日   | 自分達の映画を宣伝しよう!! |                                          |                                           | 秋元真夏、生田絵梨花、生駒里奈、桜井玲香、白石麻衣、高山一実、西野七瀬、能條愛未、橋本奈々未、星野みなみ、松村沙友理、和田まあや |          |
| 12 ※ | 7月13日  | 12thシングルヒット祈願 / 太陽の下で100本ノック                                                                                  |                                          | バイきんぐ 片岡安祐美                     | 秋元真夏、生田絵梨花、生駒里奈、伊藤万理華、井上小百合、衛藤美彩、齋藤飛鳥、斉藤優里、桜井玲香、 白石麻衣、新内眞衣、高山一実、西野七瀬、橋本奈々未、深川麻衣、星野みなみ、松村沙友理                                                   | [ 注 3 ] |
| 13   | 7月20日  | 番外編 12thシングルヒット祈願                                                                                                   | 生駒里奈                                 |                                           | 秋元真夏、生田絵梨花、生駒里奈、伊藤万理華、井上小百合、衛藤美彩、齋藤飛鳥、斉藤優里、桜井玲香、 白石麻衣、新内眞衣、高山一実、西野七瀬、橋本奈々未、深川麻衣、星野みなみ、松村沙友理                                                   |          |
| 14 ※ | 7月27日  | 堀未央奈のゾンビどっきり㊙報告 / 緊急企画「乃木坂46 お絵描き大会」                                                              | 堀未央奈                                 |                                           | 秋元真夏、生田絵梨花、生駒里奈、白石麻衣、中田花奈、西野七瀬、橋本奈々未、深川麻衣、星野みなみ、堀未央奈 |          |
| 15 ※ | 8月3日   | 中田花奈に密着 地下アイドル24時 / 乃木坂46 経験値チェック                                                                       | 中田花奈                                 |                                           | 生駒里奈、井上小百合、川後陽菜、齋藤飛鳥、桜井玲香、白石麻衣、高山一実、中田花奈、橋本奈々未、深川麻衣、堀未央奈、若月佑美 |          |
| 16 ※ | 8月10日  | ノギフェッショナル 新内の流儀                                                                                                   | 新内眞衣                                 |                                           | 生駒里奈、斎藤ちはる、白石麻衣、新内眞衣、高山一実、能條愛未、橋本奈々未、星野みなみ、堀未央奈、和田まあや |          |
| 17   | 8月17日  | 桜井玲香のアイドル女子会 | 桜井玲香                                 | 菊地亜美 野呂佳代                         | 秋元真夏、生駒里奈、衛藤美彩、川後陽菜、齋藤飛鳥、桜井玲香、高山一実、中田花奈、西野七瀬、橋本奈々未、堀未央奈、若月佑美 |          |
| 18 ※ | 8月24日  | まあやの出来るテレビ / 本気出したら出来ちゃうんじゃない？ 乃木坂チャレンジ中                                                    | 和田まあや                               | 流れ星                                    | 秋元真夏、生駒里奈、伊藤万理華、斎藤ちはる、高山一実、中元日芽香、橋本奈々未、樋口日奈、星野みなみ、 松村沙友理、若月佑美、和田まあや                                                                                                   |          |
| 19   | 8月31日  | 13thシングル選抜メンバー発表 |                                          |                                           | 秋元真夏、生田絵梨花、生駒里奈、伊藤万里華、井上小百合、衛藤美彩、齋藤飛鳥、桜井玲香、白石麻衣、 高山一実、西野七瀬、橋本奈々未、深川麻衣、星野みなみ、松村沙友理、若月佑美                                                             |          |
| 19   | 8月31日  | 初めてのWセンター西野・白石ガチンコチーム対決 前編                                                                              |                                          |                                           | 秋元真夏、生田絵梨花、生駒里奈、伊藤万里華、井上小百合、衛藤美彩、齋藤飛鳥、桜井玲香、白石麻衣、 高山一実、西野七瀬、橋本奈々未、深川麻衣、星野みなみ、松村沙友理、若月佑美                                                             |          |
| 20   | 9月7日   | 初めてのWセンター西野・白石ガチンコチーム対決 後編                                                                              |                                          |                                           | 秋元真夏、生田絵梨花、生駒里奈、伊藤万里華、井上小百合、衛藤美彩、齋藤飛鳥、桜井玲香、白石麻衣、 高山一実、西野七瀬、能條愛未、橋本奈々未、深川麻衣、星野みなみ、松村沙友理、若月佑美                                                   |          |
| 21   | 9月14日  | カワゴしか知らない「ミスiDの世界」 / メンバーが食べられないモノ                                                                 | 川後陽菜                                 | 小宮浩信（三四郎）                        | 生駒里奈、川後陽菜、斎藤ちはる、新内眞衣、高山一実、永島聖羅、西野七瀬、能條愛未、橋本奈々未、深川麻衣、星野みなみ、松村沙友理 |          |
| 22 ※ | 9月21日  | 深川麻衣の脱聖母化計画 / 今だからごめんなさい 乃木坂反省中                                                                      | 深川麻衣                                 | ロッチ                                    | 秋元真夏、生田絵梨花、生駒里奈、衛藤美彩、齋藤飛鳥、桜井玲香、白石麻衣、高山一実、西野七瀬、深川麻衣、松村沙友理、和田まあや |          |
| 23 ※ | 9月28日  | 白石麻衣のおねえさんといっしょ / 緊急企画「乃木坂給食中」                                                                       | 白石麻衣                                 | KABA.ちゃん ゆしん                        | 生田絵梨花、生駒里奈、衛藤美彩、川後陽菜、桜井玲香、白石麻衣、高山一実、西野七瀬、深川麻衣、星野みなみ、松村沙友理、和田まあや |          |
| 24 ※ | 10月5日  | おもいッきりななみん電話 視聴者のお悩みに全員で回答 メンバーからのお悩み相談                                                    | 橋本奈々未                               |                                           | 秋元真夏、生田絵梨花、生駒里奈、衛藤美彩、齋藤飛鳥、白石麻衣、高山一実、西野七瀬、橋本奈々未、深川麻衣、若月佑美、和田まあや |          |
| 25 ※ | 10月12日 | 13枚目シングルヒット祈願 何しようか？ 緊急会議                                                                                  |                                          |                                           | 秋元真夏、生田絵梨花、生駒里奈、伊藤万理華、井上小百合、衛藤美彩、齋藤飛鳥、桜井玲香、白石麻衣、 高山一実、西野七瀬、橋本奈々未、深川麻衣、星野みなみ、松村沙友理、若月佑美                                                             |          |
| 26 ※ | 10月19日 | 13thシングルキャンペーン 何しようか？ 皆で考えよう緊急会議 後編 13thシングルヒット祈願 都内の坂道13本をダッシュで駆け上がろう！ | 齋藤飛鳥、星野みなみ                     |                                           | 秋元真夏、生田絵梨花、生駒里奈、伊藤万理華、井上小百合、衛藤美彩、齋藤飛鳥、桜井玲香、白石麻衣、 高山一実、西野七瀬、橋本奈々未、深川麻衣、星野みなみ、松村沙友理、若月佑美                                                             |          |
| 27 ※ | 10月26日 | 13thシングルヒット祈願! 過酷な神社を参拝                                                                                        | 秋元真夏、生田絵梨花、西野七瀬、深川麻衣 |                                           | 秋元真夏、生田絵梨花、衛藤美彩、齋藤飛鳥、白石麻衣、高山一実、西野七瀬、深川麻衣、星野みなみ | [ 注 5 ] |
| 28 ※ | 11月2日  | 13枚目シングルヒット祈願キャンペーン！ 深川プレゼンツ・縁起のいいグルメを獲ってこ〜い                                           | 衛藤美彩、白石麻衣、高山一実、橋本奈々未 |                                           | 秋元真夏、生田絵梨花、衛藤美彩、齋藤飛鳥、白石麻衣、高山一実、西野七瀬、深川麻衣、星野みなみ |          |
| 29   | 11月9日  | 私にやらせて！ 第1回企画プレゼン大会                                                                                            |                                          |                                           | 秋元真夏、生田絵梨花、衛藤美彩、齋藤飛鳥、白石麻衣、高山一実、中元日芽香、西野七瀬、深川麻衣、 星野みなみ、堀未央奈 |          |
| 30   | 11月16日 | 中元日芽香プレゼンツ わだかまりを無くそう！ リベンジの湯                                                                        | 中元日芽香、伊藤万理華、井上小百合       |                                           | 秋元真夏、伊藤万理華、井上小百合、衛藤美彩、齋藤飛鳥、斎藤ちはる、白石麻衣、高山一実、中元日芽香、西野七瀬、深川麻衣、和田まあや |          |
| 31 ※ | 11月23日 | 堀未央奈プレゼン企画 2期生の良いところもっと知って欲しい!!                                                                      | 2期生                                    |                                           | 秋元真夏、生駒里奈、伊藤かりん、伊藤純奈、衛藤美彩、北野日奈子、相楽伊織、佐々木琴子、白石麻衣、新内眞衣、鈴木絢音、 高山一実、寺田蘭世、西野七瀬、能條愛未、深川麻衣、堀未央奈、山崎怜奈                                               |          |
| 32   | 11月30日 | 私にやらせて！ 第2回企画プレゼン大会 前編                                                                                       |                                          |                                           | 秋元真夏、生田絵梨花、生駒里奈、伊藤かりん、伊藤万理華、井上小百合、衛藤美彩、川村真洋、齋藤飛鳥、桜井玲香、白石麻衣、新内眞衣、 高山一実、中田花奈、永島聖羅、西野七瀬、能條愛未、深川麻衣、星野みなみ、堀未央奈、松村沙友理、若月佑美 |          |
| 33   | 12月7日  | 私にやらせて！ 第2回企画プレゼン大会 後編                                                                                       |                                          |                                           | 秋元真夏、生田絵梨花、生駒里奈、伊藤かりん、伊藤万理華、井上小百合、衛藤美彩、川村真洋、齋藤飛鳥、桜井玲香、白石麻衣、新内眞衣、 高山一実、中田花奈、永島聖羅、西野七瀬、能條愛未、深川麻衣、星野みなみ、堀未央奈、松村沙友理、若月佑美 |          |
| 34 ※ | 12月14日 | 若月佑美の脱マジメ化計画 | 若月佑美                                 | 若林一声                                  | 秋元真夏、生駒里奈、井上小百合、齋藤飛鳥、斎藤ちはる、白石麻衣、高山一実、寺田蘭世、西野七瀬、 橋本奈々未、深川麻衣、星野みなみ、堀未央奈、松村沙友理、若月佑美、和田まあや                                                             |          |
| 35   | 12月21日 | 妄想したっていいじゃない！ これが私の妄想クリスマス2015! 前編                                                                   |                                          |                                           | 秋元真夏、伊藤純奈、井上小百合、衛藤美彩、北野日奈子、齋藤飛鳥、斎藤ちはる、白石麻衣、新内眞衣、高山一実、寺田蘭世、永島聖羅、西野七瀬、 能條愛未、橋本奈々未、深川麻衣、星野みなみ、堀未央奈、若月佑美、和田まあや                     |          |
| 36 ※ | 12月28日 | 妄想したっていいじゃない これが私のクリスマス2015 後編                                                                          |                                          |                                           | 秋元真夏、伊藤純奈、井上小百合、衛藤美彩、北野日奈子、齋藤飛鳥、斎藤ちはる、白石麻衣、新内眞衣、高山一実、寺田蘭世、永島聖羅、西野七瀬、 能條愛未、橋本奈々未、深川麻衣、星野みなみ、堀未央奈、若月佑美、和田まあや                     |          |

### 2016年
| 回   | 放送日   | 内容                                                                                        | フィーチャー ガール              | ゲスト | スタジオメンバー | 備考      |
| ---- | -------- | ------------------------------------------------------------------------------------------- | -------------------------------- | --- | --- | --------- |
| 37   | 1月4日   | 新春! 日村賞大決算祭 前半戦                                                                 |                                  | | 秋元真夏、生田絵梨花、生駒里奈、伊藤かりん、伊藤純奈、伊藤万理華、井上小百合、衛藤美彩、 川後陽菜、川村真洋、北野日奈子、齋藤飛鳥、斎藤ちはる、斉藤優里、相楽伊織、桜井玲香、 佐々木琴子、白石麻衣、新内眞衣、鈴木絢音、高山一実、寺田蘭世、中田花奈、中元日芽香、永島聖羅、西野七瀬、能條愛未、橋本奈々未、樋口日奈、深川麻衣、星野みなみ、堀未央奈、松村沙友理、 山崎怜奈、若月佑美、渡辺みり愛、和田まあや |           |
| 38   | 1月11日  | 新春! 日村賞大決算祭 後半戦                                                                 |                                  | | 秋元真夏、生田絵梨花、生駒里奈、伊藤かりん、伊藤純奈、伊藤万理華、井上小百合、衛藤美彩、 川後陽菜、川村真洋、北野日奈子、齋藤飛鳥、斎藤ちはる、斉藤優里、相楽伊織、桜井玲香、 佐々木琴子、白石麻衣、新内眞衣、鈴木絢音、高山一実、寺田蘭世、中田花奈、中元日芽香、永島聖羅、西野七瀬、能條愛未、橋本奈々未、樋口日奈、深川麻衣、星野みなみ、堀未央奈、松村沙友理、 山崎怜奈、若月佑美、渡辺みり愛、和田まあや |           |
| 39 ※ | 1月18日  | 乃木坂46 内輪ウケものまね大賞 前半戦                                                        |                                  | | 秋元真夏、生田絵梨花、生駒里奈、伊藤万理華、井上小百合、川後陽菜、齋藤飛鳥、斎藤ちはる、斉藤優里、桜井玲香、白石麻衣、高山一実、中田花奈、中元日芽香、西野七瀬、能條愛未、橋本奈々未、深川麻衣、星野みなみ、松村沙友理、若月佑美、和田まあや |           |
| 40 ※ | 1月25日  | 乃木坂46 内輪ウケものまね大賞 後半戦                                                        |                                  | | 秋元真夏、生田絵梨花、生駒里奈、伊藤万理華、井上小百合、川後陽菜、齋藤飛鳥、斎藤ちはる、斉藤優里、桜井玲香、白石麻衣、高山一実、中田花奈、中元日芽香、西野七瀬、能條愛未、橋本奈々未、深川麻衣、星野みなみ、松村沙友理、若月佑美、和田まあや |           |
| 41   | 2月1日   | 14thシングル選抜メンバー大発表                                                              |                                  | | 秋元真夏、生田絵梨花、生駒里奈、伊藤かりん、伊藤純奈、伊藤万理華、井上小百合、衛藤美彩、川後陽菜、川村真洋、北野日奈子、齋藤飛鳥、斎藤ちはる、斉藤優里、相楽伊織、桜井玲香、佐々木琴子、白石麻衣、新内眞衣、鈴木絢音、高山一実、寺田蘭世、中田花奈、中元日芽香、西野七瀬、能條愛未、橋本奈々未、樋口日奈、深川麻衣、星野みなみ、堀未央奈、松村沙友理、山崎怜奈、若月佑美、渡辺みり愛、和田まあや              |           |
| 42 ※ | 2月8日   | 好きです先輩 乃木坂46バレンタイン2016 1期生へプレゼントを渡そう 前編                        |                                  | | 秋元真夏、生田絵梨花、生駒里奈、伊藤かりん、伊藤純奈、伊藤万理華、井上小百合、衛藤美彩、北野日奈子、齋藤飛鳥、相楽伊織、桜井玲香、佐々木琴子、白石麻衣、新内眞衣、鈴木絢音、高山一実、寺田蘭世、西野七瀬、橋本奈々未、深川麻衣、星野みなみ、堀未央奈、松村沙友理、山崎怜奈、若月佑美、渡辺みり愛 |           |
| 43 ※ | 2月15日  | 好きです先輩 乃木坂46バレンタイン2016 1期生へプレゼントを渡そう 後編                        |                                  | | 秋元真夏、生田絵梨花、生駒里奈、伊藤かりん、伊藤純奈、伊藤万理華、井上小百合、衛藤美彩、北野日奈子、齋藤飛鳥、相楽伊織、桜井玲香、佐々木琴子、白石麻衣、新内眞衣、鈴木絢音、高山一実、寺田蘭世、西野七瀬、橋本奈々未、深川麻衣、星野みなみ、堀未央奈、松村沙友理、山崎怜奈、若月佑美、渡辺みり愛 |           |
| 44   | 2月22日  | 5年目に向けて今だからこそ ミンナに伝えたい授業 前半戦                                       |                                  | | 秋元真夏、生田絵梨花、生駒里奈、伊藤純奈、井上小百合、衛藤美彩、川後陽菜、齋藤飛鳥、白石麻衣、高山一実、中田花奈、中元日芽香、西野七瀬、能條愛未、橋本奈々未、深川麻衣、堀未央奈、若月佑美 |           |
| 45   | 2月29日  | 5年目に向けて今だからこそ ミンナに伝えたい授業 後半戦                                       |                                  | | 秋元真夏、生田絵梨花、生駒里奈、伊藤純奈、井上小百合、衛藤美彩、川後陽菜、齋藤飛鳥、白石麻衣、高山一実、中田花奈、中元日芽香、西野七瀬、能條愛未、橋本奈々未、深川麻衣、堀未央奈、若月佑美 | [ 注 7 ]  |
| 46   | 3月7日   | 第1回 おススメ2次元彼氏NO.1決定戦!!!                                                        |                                  | | 秋元真夏、生田絵梨花、生駒里奈、伊藤万理華、井上小百合、衛藤美彩、齋藤飛鳥、白石麻衣、高山一実、寺田蘭世、西野七瀬、橋本奈々未、樋口日奈、深川麻衣、堀未央奈、若月佑美 | [ 注 9 ]  |
| 47 ※ | 3月14日  | 乃木坂46 14枚目シングルキャンペーン in グアム(1)                                            |                                  | | 秋元真夏、生田絵梨花、生駒里奈、伊藤かりん、伊藤純奈、伊藤万理華、井上小百合、衛藤美彩、川後陽菜、川村真洋、北野日奈子、齋藤飛鳥、斎藤ちはる、斉藤優里、相楽伊織、桜井玲香、佐々木琴子、新内眞衣、鈴木絢音、高山一実、寺田蘭世、中田花奈、中元日芽香、西野七瀬、能條愛未、橋本奈々未、樋口日奈、深川麻衣、星野みなみ、堀未央奈、松村沙友理、山崎怜奈、若月佑美、渡辺みり愛、和田まあや                        |           |
| 48 ※ | 3月21日  | 乃木坂46 14枚目シングルキャンペーン in グアム(2)                                            |                                  | | 秋元真夏、生田絵梨花、生駒里奈、伊藤万理華、井上小百合、衛藤美彩、川村真洋、齋藤飛鳥、斉藤優里、桜井玲香、新内眞衣、高山一実、寺田蘭世、中田花奈、中元日芽香、西野七瀬、能條愛未、橋本奈々未、深川麻衣、星野みなみ、堀未央奈、松村沙友理、若月佑美、渡辺みり愛 | [ 注 11 ] |
| 49 ※ | 3月28日  | 乃木坂46 14枚目シングルキャンペーン in グアム(3)                                            |                                  | | 秋元真夏、生田絵梨花、生駒里奈、井上小百合、川村真洋、齋藤飛鳥、高山一実、西野七瀬、能條愛未、橋本奈々未、深川麻衣、堀未央奈、松村沙友理、若月佑美 | [ 注 13 ] |
| 50 ※ | 4月4日   | 乃木坂46 14枚目シングルキャンペーン in グアム(4)                                            |                                  | | 秋元真夏、生田絵梨花、生駒里奈、伊藤かりん、伊藤純奈、伊藤万理華、井上小百合、衛藤美彩、川後陽菜、川村真洋、北野日奈子、齋藤飛鳥、斎藤ちはる、斉藤優里、相楽伊織、桜井玲香、佐々木琴子、新内眞衣、鈴木絢音、高山一実、寺田蘭世、中田花奈、中元日芽香、西野七瀬、能條愛未、橋本奈々未、樋口日奈、深川麻衣、星野みなみ、堀未央奈、松村沙友理、山崎怜奈、若月佑美、渡辺みり愛、和田まあや                        |           |
| 51 ※ | 4月11日  | 齋藤飛鳥・独り立ち計画 初めての○○                                                           | 齋藤飛鳥                         | | 秋元真夏、生田絵梨花、生駒里奈、伊藤万理華、衛藤美彩、齋藤飛鳥、桜井玲香、白石麻衣、高山一実、西野七瀬、深川麻衣、星野みなみ、堀未央奈、松村沙友理、若月佑美 |           |
| 52   | 4月18日  | 私の地元でロケしませんか? 乃木坂46 地元ツーリスト                                           |                                  | | 秋元真夏、生田絵梨花、生駒里奈、伊藤万理華、衛藤美彩、桜井玲香、白石麻衣、高山一実、西野七瀬、橋本奈々未、深川麻衣、星野みなみ、堀未央奈、松村沙友理、若月佑美 |           |
| 53   | 4月25日  | 私にやらせて! 第3回企画プレゼン大会                                                         |                                  | | 秋元真夏、生田絵梨花、生駒里奈、伊藤万理華、衛藤美彩、齋藤飛鳥、桜井玲香、白石麻衣、高山一実、西野七瀬、深川麻衣、星野みなみ、堀未央奈、松村沙友理、若月佑美 |           |
| 54   | 5月2日   | 「乃木恋」発売記念 ドキドキ!理想のカレを大発表                                              |                                  | | 秋元真夏、生田絵梨花、生駒里奈、伊藤万理華、井上小百合、衛藤美彩、齋藤飛鳥、桜井玲香、白石麻衣、高山一実、橋本奈々未、星野みなみ、堀未央奈、松村沙友理、若月佑美 |           |
| 55   | 5月9日   | 来たれ新入部員! 大募集大会! 前編                                                            |                                  | | 秋元真夏、生田絵梨花、生駒里奈、伊藤かりん、伊藤純奈、伊藤万理華、井上小百合、衛藤美彩、川後陽菜、川村真洋、北野日奈子、齋藤飛鳥、斎藤ちはる、斉藤優里、相楽伊織、桜井玲香、佐々木琴子、白石麻衣、鈴木絢音、高山一実、寺田蘭世、中元日芽香、能條愛未、橋本奈々未、樋口日奈、星野みなみ、堀未央奈、松村沙友理、山崎怜奈、若月佑美、渡辺みり愛、和田まあや                                                      |           |
| 56   | 5月16日  | 来たれ新入部員! 大募集大会! 後編                                                            |                                  | | 秋元真夏、生田絵梨花、生駒里奈、伊藤かりん、伊藤純奈、伊藤万理華、井上小百合、衛藤美彩、川後陽菜、川村真洋、北野日奈子、齋藤飛鳥、斎藤ちはる、斉藤優里、相楽伊織、桜井玲香、佐々木琴子、白石麻衣、鈴木絢音、高山一実、寺田蘭世、中元日芽香、能條愛未、橋本奈々未、樋口日奈、星野みなみ、堀未央奈、松村沙友理、山崎怜奈、若月佑美、渡辺みり愛、和田まあや                                                      |           |
| 57   | 6月6日   | 15thシングル選抜メンバー大発表                                                              |                                  | | 秋元真夏、生田絵梨花、生駒里奈、伊藤かりん、伊藤純奈、伊藤万理華、井上小百合、衛藤美彩、川後陽菜、川村真洋、北野日奈子、齋藤飛鳥、斎藤ちはる、斉藤優里、相楽伊織、桜井玲香、佐々木琴子、白石麻衣、新内眞衣、鈴木絢音、高山一実、寺田蘭世、中田花奈、中元日芽香、西野七瀬、能條愛未、橋本奈々未、樋口日奈、星野みなみ、堀未央奈、松村沙友理、山崎怜奈、若月佑美、渡辺みり愛、和田まあや                        |           |
| 58   | 6月13日  | 祝・深川麻衣卒業企画! 第2の聖母オーディション!! 深川への手紙まいまい覚えていますか…         | 深川麻衣                         | | 秋元真夏、生田絵梨花、生駒里奈、伊藤かりん、伊藤純奈、伊藤万理華、井上小百合、衛藤美彩、川後陽菜、川村真洋、北野日奈子、齋藤飛鳥、斎藤ちはる、斉藤優里、相楽伊織、桜井玲香、佐々木琴子、白石麻衣、新内眞衣、鈴木絢音、高山一実、寺田蘭世、中田花奈、中元日芽香、西野七瀬、能條愛未、橋本奈々未、樋口日奈、深川麻衣、星野みなみ、堀未央奈、松村沙友理、山崎怜奈、若月佑美、渡辺みり愛、和田まあや              |           |
| 59   | 6月20日  | 父の日だからお父さんに色々聞いちゃいました 前半戦                                           |                                  | | 秋元真夏、生田絵梨花、生駒里奈、伊藤かりん、伊藤純奈、伊藤万理華、井上小百合、衛藤美彩、川後陽菜、川村真洋、北野日奈子、齋藤飛鳥、斎藤ちはる、斉藤優里、相楽伊織、桜井玲香、鈴木絢音、高山一実、寺田蘭世、中田花奈、中元日芽香、西野七瀬、樋口日奈、星野みなみ、松村沙友理、若月佑美、渡辺みり愛、和田まあや                                                                                                  |           |
| 60   | 6月27日  | 父の日だからお父さんに色々聞いちゃいました 後半戦                                           |                                  | | 秋元真夏、生田絵梨花、生駒里奈、伊藤かりん、伊藤純奈、伊藤万理華、井上小百合、衛藤美彩、川後陽菜、川村真洋、北野日奈子、齋藤飛鳥、斎藤ちはる、斉藤優里、相楽伊織、桜井玲香、鈴木絢音、高山一実、寺田蘭世、中田花奈、中元日芽香、西野七瀬、樋口日奈、星野みなみ、松村沙友理、若月佑美、渡辺みり愛、和田まあや                                                                                                  |           |
| 61 ※ | 7月4日   | 乃木坂46 地元ツーリスト 高山の地元でロケして来ました！                                      | 高山一実                         | | 秋元真夏、生田絵梨花、伊藤万理華、衛藤美彩、齋藤飛鳥、桜井玲香、白石麻衣、高山一実、西野七瀬、橋本奈々未、深川麻衣、星野みなみ、堀未央奈、松村沙友理、若月佑美 |           |
| 62 ※ | 7月11日  | 弱点を無くして、目指せ!パーフェクトアイドル! 催眠術を駆使してメンバーが弱点を克服!          |                                  | 十文字幻斎 | 秋元真夏、生田絵梨花、伊藤万理華、衛藤美彩、齋藤飛鳥、桜井玲香、白石麻衣、高山一実、西野七瀬、橋本奈々未、星野みなみ、堀未央奈、松村沙友理、若月佑美 |           |
| 63 ※ | 7月18日  | 新センター齋藤飛鳥の不安を解消してあげよう！！                                              | 齋藤飛鳥                         | | 秋元真夏、生田絵梨花、生駒里奈、衛藤美彩、北野日奈子、齋藤飛鳥、桜井玲香、白石麻衣、高山一実、中元日芽香、西野七瀬、橋本奈々未、星野みなみ、堀未央奈、松村沙友理、若月佑美 |           |
| 64   | 7月25日  | 「裸足でSummer」発売記念 裸足で○○大会                                                       |                                  | | 秋元真夏、生田絵梨花、衛藤美彩、北野日奈子、齋藤飛鳥、桜井玲香、白石麻衣、高山一実、中元日芽香、西野七瀬、星野みなみ、堀未央奈、松村沙友理、若月佑美 |           |
| 65   | 8月1日   | 乃木坂MV注目中 / 15thシングルキャンペーン めくってめくって大発表!                           |                                  | | 秋元真夏、生田絵梨花、生駒里奈、衛藤美彩、北野日奈子、齋藤飛鳥、桜井玲香、白石麻衣、高山一実、中元日芽香、西野七瀬、橋本奈々未、星野みなみ、堀未央奈、松村沙友理、若月佑美 |           |
| 66   | 8月8日   | 真夏の30秒で怖い話大会2016 前半戦                                                           |                                  | 島田秀平 | 秋元真夏、生田絵梨花、伊藤万理華、井上小百合、衛藤美彩、川後陽菜、北野日奈子、齋藤飛鳥、斉藤優里、桜井玲香、白石麻衣、鈴木絢音、高山一実、中田花奈、中元日芽香、西野七瀬、能條愛未、橋本奈々未、樋口日奈、星野みなみ、堀未央奈、松村沙友理、若月佑美 |           |
| 67   | 8月15日  | 真夏の30秒で怖い話大会2016 後半戦                                                           |                                  | 島田秀平 | 秋元真夏、生田絵梨花、伊藤万理華、井上小百合、衛藤美彩、川後陽菜、北野日奈子、齋藤飛鳥、斉藤優里、桜井玲香、白石麻衣、鈴木絢音、高山一実、中田花奈、中元日芽香、西野七瀬、能條愛未、橋本奈々未、樋口日奈、星野みなみ、堀未央奈、松村沙友理、若月佑美 |           |
| 68 ※ | 8月22日  | 15thシングルキャンペーン 新センター・齋藤飛鳥のミャンマー1人旅                              | 齋藤飛鳥                         | | 秋元真夏、生田絵梨花、生駒里奈、衛藤美彩、北野日奈子、齋藤飛鳥、白石麻衣、高山一実、中元日芽香、西野七瀬、星野みなみ、堀未央奈、松村沙友理、若月佑美 |           |
| 69 ※ | 8月29日  | 1カ月あったらこれ出来ます! 乃木坂46夏休みの目標発表会                                       |                                  | | 秋元真夏、生田絵梨花、伊藤純奈、井上小百合、衛藤美彩、川村真洋、北野日奈子、齋藤飛鳥、相楽伊織、桜井玲香、白石麻衣、高山一実、寺田蘭世、中田花奈、中元日芽香、西野七瀬、星野みなみ、堀未央奈、松村沙友理、若月佑美、渡辺みり愛 |           |
| 70   | 9月5日   | 橋本奈々未に聞かせたい! 乃木坂46不幸話グランプリ                                            | 橋本奈々未                       | | 秋元真夏、生田絵梨花、生駒里奈、井上小百合、川後陽菜、齋藤飛鳥、白石麻衣、高山一実、中田花奈、西野七瀬、能條愛未、橋本奈々未、樋口日奈、堀未央奈、若月佑美、和田まあや |           |
| 71   | 9月12日  | 白黒ハッキリつけよう 乃木坂46ウワサ話徹底検証                                               |                                  | | 秋元真夏、生田絵梨花、伊藤万理華、衛藤美彩、齋藤飛鳥、桜井玲香、白石麻衣、高山一実、西野七瀬、橋本奈々未、星野みなみ、堀未央奈、松村沙友理、若月佑美 |           |
| 72   | 9月19日  | 真夏の全国ツアー 裏でも表でもこんな事がありました 前編                                      |                                  | | 秋元真夏、生田絵梨花、伊藤かりん、伊藤純奈、伊藤万理華、衛藤美彩、川後陽菜、川村真洋、北野日奈子、齋藤飛鳥、斎藤ちはる、斉藤優里、相楽伊織、佐々木琴子、白石麻衣、新内眞衣、鈴木絢音、高山一実、中田花奈、中元日芽香、西野七瀬、樋口日奈、星野みなみ、堀未央奈、松村沙友理、山崎怜奈、渡辺みり愛、和田まあや                                                                                                  |           |
| 73   | 9月26日  | 真夏の全国ツアー 裏でも表でもこんな事がありました 後編                                      |                                  | | 秋元真夏、生田絵梨花、伊藤かりん、伊藤純奈、伊藤万理華、衛藤美彩、川後陽菜、川村真洋、北野日奈子、齋藤飛鳥、斎藤ちはる、斉藤優里、相楽伊織、佐々木琴子、白石麻衣、新内眞衣、鈴木絢音、高山一実、中田花奈、中元日芽香、西野七瀬、樋口日奈、星野みなみ、堀未央奈、松村沙友理、山崎怜奈、渡辺みり愛、和田まあや                                                                                                  |           |
| 74 ※ | 10月3日  | 1カ月あったらこれ出来ます! 乃木坂46夏休みの課題大披露 前編                                  | 渡辺みり愛、川村真洋、中元日芽香 | | 秋元真夏、生田絵梨花、井上小百合、衛藤美彩、川村真洋、北野日奈子、齋藤飛鳥、相楽伊織、高山一実、寺田蘭世、中田花奈、中元日芽香、西野七瀬、能條愛未、星野みなみ、堀未央奈、松村沙友理、渡辺みり愛 |           |
| 75 ※ | 10月10日 | 1カ月あったらこれ出来ます! 乃木坂46夏休みの課題大披露 後編                                  | 相楽伊織、寺田蘭世、生田絵梨花   | | 秋元真夏、生田絵梨花、井上小百合、衛藤美彩、川村真洋、北野日奈子、齋藤飛鳥、相楽伊織、高山一実、寺田蘭世、中田花奈、中元日芽香、西野七瀬、能條愛未、星野みなみ、堀未央奈、松村沙友理、渡辺みり愛 |           |
| 76 ※ | 10月17日 | 1カ月あったらこれ出来ます! 乃木坂46夏休みの課題大披露 完結編 / 16thシングル選抜メンバー発表 | 中田花奈、井上小百合             | | 秋元真夏、生田絵梨花、井上小百合、衛藤美彩、川村真洋、北野日奈子、齋藤飛鳥、相楽伊織、高山一実、寺田蘭世、中田花奈、中元日芽香、西野七瀬、能條愛未、星野みなみ、堀未央奈、松村沙友理、渡辺みり愛 |           |
| 77   | 10月24日 | これが私の宝物! 乃木坂46トレジャー鑑定団                                                    |                                  | | 秋元真夏、生田絵梨花、生駒里奈、伊藤かりん、井上小百合、川後陽菜、齋藤飛鳥、相楽伊織、白石麻衣、高山一実、中田花奈、西野七瀬、橋本奈々未、堀未央奈、松村沙友理 |           |
| 78   | 10月31日 | 橋本奈々未がバナナマンに卒業・引退を語る / 乃木坂46 16thシングルキャンペーン in 北海道      | 橋本奈々未                       | | 秋元真夏、生田絵梨花、生駒里奈、衛藤美彩、北野日奈子、齋藤飛鳥、桜井玲香、高山一実、中元日芽香、西野七瀬、橋本奈々未、星野みなみ、堀未央奈、松村沙友理、若月佑美 |           |
| 79   | 11月7日  | 16thシングルキャンペーン 1日で11カ所を弾丸訪問ツアー in 北海道 2週目                        |                                  | | 秋元真夏、生田絵梨花、生駒里奈、衛藤美彩、北野日奈子、齋藤飛鳥、桜井玲香、高山一実、中元日芽香、西野七瀬、橋本奈々未、星野みなみ、堀未央奈、松村沙友理、若月佑美 |           |
| 80   | 11月14日 | 16thシングルキャンペーン 1日で11カ所を弾丸訪問ツアー in 北海道 3週目                        |                                  | | 秋元真夏、生田絵梨花、生駒里奈、衛藤美彩、北野日奈子、齋藤飛鳥、桜井玲香、高山一実、中元日芽香、西野七瀬、橋本奈々未、星野みなみ、堀未央奈、松村沙友理、若月佑美 |           |
| 81   | 11月21日 | 乃木坂46イチのクールガール 絢音ちゃんの笑顔が見たい!                                        | 鈴木絢音                         | | 秋元真夏、生田絵梨花、伊藤かりん、伊藤純奈、伊藤万理華、井上小百合、衛藤美彩、川後陽菜、川村真洋、北野日奈子、齋藤飛鳥、斉藤優里、相楽伊織、桜井玲香、佐々木琴子、白石麻衣、新内眞衣、鈴木絢音、高山一実、寺田蘭世、中田花奈、中元日芽香、西野七瀬、能條愛未、樋口日奈、星野みなみ、堀未央奈、松村沙友理、若月佑美、渡辺みり愛、和田まあや                                                                    |           |
| 82   | 11月28日 | バナナマンに教えたい 乃木坂46「私の1曲」                                                    |                                  | | 秋元真夏、生田絵梨花、生駒里奈、衛藤美彩、川後陽菜、北野日奈子、齋藤飛鳥、桜井玲香、相楽伊織、高山一実、寺田蘭世、中田花奈、中元日芽香、西野七瀬、橋本奈々未、星野みなみ、堀未央奈、松村沙友理、若月佑美、和田まあや |           |
| 83   | 12月5日  | 乃木坂46 私服コレクション2016冬 前半戦                                                      |                                  | 広海・深海 | 秋元真夏、生駒里奈、伊藤万理華、井上小百合、川村真洋、斉藤優里、桜井玲香、白石麻衣、高山一実、中田花奈、西野七瀬、能條愛未、橋本奈々未、松村沙友理、若月佑美 |           |
| 84   | 12月12日 | 乃木坂46 私服コレクション2016冬 後半戦                                                      | 北野日奈子、樋口日奈             | 広海・深海 | 秋元真夏、生田絵梨花、生駒里奈、伊藤純奈、伊藤万理華、井上小百合、川村真洋、北野日奈子、齋藤飛鳥、斎藤ちはる、斉藤優里、相楽伊織、桜井玲香、佐々木琴子、白石麻衣、鈴木絢音、高山一実、寺田蘭世、中田花奈、中元日芽香、西野七瀬、能條愛未、橋本奈々未、樋口日奈、星野みなみ、堀未央奈、松村沙友理、山崎怜奈、若月佑美、渡辺みり愛、和田まあや                                                                  |           |
| 85   | 12月19日 | まだまだいるよ 乃木坂46隠れた逸材を探そう!                                                  |                                  | | 秋元真夏、生田絵梨花、伊藤かりん、伊藤万理華、井上小百合、衛藤美彩、川後陽菜、北野日奈子、齋藤飛鳥、斉藤優里、相楽伊織、桜井玲香、白石麻衣、新内眞衣、鈴木絢音、高山一実、中田花奈、中元日芽香、西野七瀬、能條愛未、橋本奈々未、樋口日奈、星野みなみ、堀未央奈、松村沙友理、山崎怜奈、渡辺みり愛、和田まあや                                                                                                  |           |
| 86   | 12月26日 | 今夜決定! 乃木坂46流行語大賞2016                                                            |                                  | | 秋元真夏、生田絵梨花、生駒里奈、伊藤かりん、伊藤万理華、井上小百合、川後陽菜、川村真洋、北野日奈子、齋藤飛鳥、斎藤ちはる、斉藤優里、白石麻衣、新内眞衣、高山一実、中元日芽香、能條愛未、樋口日奈、星野みなみ、堀未央奈、松村沙友理、若月佑美、和田まあや |           |
| SP   | 12月30日 | 乃木坂46&欅坂46合同忘年会                                                                   |                                  | 欅坂46（石森虹花、今泉佑唯、上村莉菜、尾関梨香、織田奈那、小池美波、小林由依、齋藤冬優花、志田愛佳、菅井友香、鈴本美愉、長沢菜々香、長濱ねる、土生瑞穂、原田葵、平手友梨奈、守屋茜、米谷奈々未、渡辺梨加、渡邉理佐） 土田晃之、澤部佑（ハライチ） | 秋元真夏、生田絵梨花、生駒里奈、伊藤かりん、伊藤純奈、井上小百合、衛藤美彩、川後陽菜、川村真洋、北野日奈子、齋藤飛鳥、斎藤ちはる、斉藤優里、相楽伊織、桜井玲香、佐々木琴子、白石麻衣、新内眞衣、高山一実、寺田蘭世、中田花奈、中元日芽香、西野七瀬、能條愛未、樋口日奈、堀未央奈、松村沙友理、山崎怜奈、若月佑美、渡辺みり愛、和田まあや                                                                      |           |

### 2017年
| 回    | 放送日   | 内容                                                                                | フィーチャー ガール                                            | ゲスト | スタジオメンバー | 備考                               |
| ----- | -------- | ----------------------------------------------------------------------------------- | -------------------------------------------------------------- | --- | --- | ---------------------------------- |
| 87    | 1月9日   | 乃木坂46&欅坂46合同忘年会 未公開SP                                                  |                                                                | 欅坂46（石森虹花、今泉佑唯、上村莉菜、尾関梨香、織田奈那、小池美波、小林由依、齋藤冬優花、志田愛佳、菅井友香、鈴本美愉、長沢菜々香、長濱ねる、土生瑞穂、原田葵、平手友梨奈、守屋茜、米谷奈々未、渡辺梨加、渡邉理佐） 土田晃之 | 秋元真夏、生田絵梨花、生駒里奈、伊藤かりん、伊藤純奈、井上小百合、衛藤美彩、川後陽菜、川村真洋、北野日奈子、齋藤飛鳥、斎藤ちはる、斉藤優里、相楽伊織、桜井玲香、佐々木琴子、白石麻衣、新内眞衣、高山一実、寺田蘭世、中田花奈、中元日芽香、西野七瀬、能條愛未、樋口日奈、堀未央奈、松村沙友理、山崎怜奈、若月佑美、渡辺みり愛、和田まあや |                                    |
| 88    | 1月16日  | 新成人をお祝いしよう! 2017                                                          | 生田絵梨花、北野日奈子、斎藤ちはる、中元日芽香、堀未央奈       | | 秋元真夏、生田絵梨花、生駒里奈、井上小百合、衛藤美彩、北野日奈子、齋藤飛鳥、斎藤ちはる、桜井玲香、白石麻衣、新内眞衣、高山一実、中元日芽香、西野七瀬、堀未央奈、松村沙友理、若月佑美 |                                    |
| 89    | 1月23日  | 乃木坂46 持ち寄り新年会2017 前半戦                                                  |                                                                | | 秋元真夏、生田絵梨花、生駒里奈、伊藤かりん、伊藤万理華、井上小百合、川後陽菜、川村真洋、北野日奈子、齋藤飛鳥、斎藤ちはる、斉藤優里、相楽伊織、佐々木琴子、白石麻衣、新内眞衣、鈴木絢音、高山一実、寺田蘭世、中田花奈、中元日芽香、能條愛未、樋口日奈、星野みなみ、堀未央奈、松村沙友理、山崎怜奈、若月佑美、渡辺みり愛、和田まあや |                                    |
| 90    | 1月30日  | 乃木坂46 持ち寄り新年会2017 後半戦 / 17thシングル選抜メンバー発表                   |                                                                | | 秋元真夏、生田絵梨花、生駒里奈、伊藤かりん、伊藤万理華、井上小百合、川後陽菜、川村真洋、北野日奈子、齋藤飛鳥、斎藤ちはる、斉藤優里、相楽伊織、佐々木琴子、白石麻衣、新内眞衣、鈴木絢音、高山一実、寺田蘭世、中田花奈、中元日芽香、能條愛未、樋口日奈、星野みなみ、堀未央奈、松村沙友理、山崎怜奈、若月佑美、渡辺みり愛、和田まあや |                                    |
| 91    | 2月6日   | 祝 選抜入り パパに色々聞いてみました                                                | 斉藤優里、寺田蘭世、中田花奈、樋口日奈                         | | 生駒里奈、伊藤万理華、井上小百合、衛藤美彩、北野日奈子、齋藤飛鳥、斉藤優里、白石麻衣、新内眞衣、高山一実、寺田蘭世、中田花奈、西野七瀬、樋口日奈、星野みなみ、堀未央奈、松村沙友理、若月佑美 |                                    |
| 92    | 2月13日  | 乃木坂46 買ってよかったオブ・ザ・イヤー                                             |                                                                | | 生駒里奈、伊藤かりん、伊藤万理華、井上小百合、衛藤美彩、川後陽菜、北野日奈子、齋藤飛鳥、斉藤優里、相楽伊織、新内眞衣、高山一実、寺田蘭世、中田花奈、西野七瀬、樋口日奈、星野みなみ、堀未央奈、松村沙友理、若月佑美 |                                    |
| 93    | 2月20日  | 自分史上 最高顔 最低顔 高低差グランプリ 前半戦 / 橋本奈々未がやり残したこと         | 橋本奈々未                                                     | | 秋元真夏、生駒里奈、伊藤かりん、伊藤純奈、伊藤万理華、井上小百合、衛藤美彩、川後陽菜、川村真洋、北野日奈子、齋藤飛鳥、斉藤優里、相楽伊織、桜井玲香、佐々木琴子、白石麻衣、新内眞衣、鈴木絢音、高山一実、寺田蘭世、中田花奈、西野七瀬、能條愛未、橋本奈々未、樋口日奈、星野みなみ、堀未央奈、松村沙友理、山崎怜奈、若月佑美、渡辺みり愛、和田まあや |                                    |
| 94    | 2月27日  | 自分史上 最高顔 最低顔 高低差グランプリ 後半戦                                      |                                                                | | 生駒里奈、伊藤かりん、伊藤万理華、井上小百合、衛藤美彩、北野日奈子、齋藤飛鳥、斉藤優里、相楽伊織、白石麻衣、新内眞衣、高山一実、寺田蘭世、中田花奈、西野七瀬、樋口日奈、星野みなみ、堀未央奈、松村沙友理、若月佑美 |                                    |
| 95    | 3月6日   | 乃木坂46 ドッキリリアクション大賞 前半戦                                            |                                                                | | 秋元真夏、生駒里奈、井上小百合、北野日奈子、齋藤飛鳥、斉藤優里、相楽伊織、桜井玲香、佐々木琴子、新内眞衣、寺田蘭世、中田花奈、西野七瀬、能條愛未、樋口日奈、星野みなみ、堀未央奈、山崎怜奈、若月佑美、和田まあや |                                    |
| 96    | 3月13日  | 乃木坂46 ドッキリリアクション大賞 後半戦                                            |                                                                | | 秋元真夏、生駒里奈、井上小百合、北野日奈子、齋藤飛鳥、斉藤優里、相楽伊織、桜井玲香、佐々木琴子、新内眞衣、寺田蘭世、中田花奈、西野七瀬、能條愛未、樋口日奈、星野みなみ、堀未央奈、山崎怜奈、若月佑美、和田まあや |                                    |
| 97 ※  | 3月20日  | 乃木坂46 17thシングルキャンペーン 前編                                              | 秋元真夏、生駒里奈、齋藤飛鳥、寺田蘭世、星野みなみ、渡辺みり愛 | | 秋元真夏、生駒里奈、井上小百合、北野日奈子、齋藤飛鳥、斉藤優里、桜井玲香、新内眞衣、寺田蘭世、中田花奈、西野七瀬、樋口日奈、星野みなみ、堀未央奈、若月佑美 |                                    |
| 98 ※  | 3月27日  | 乃木坂46 17thシングルキャンペーン 完結編                                            | 秋元真夏、生駒里奈、齋藤飛鳥、寺田蘭世、星野みなみ、渡辺みり愛 | | 秋元真夏、生田絵梨花、生駒里奈、伊藤万理華、井上小百合、衛藤美彩、北野日奈子、齋藤飛鳥、斉藤優里、桜井玲香、白石麻衣、新内眞衣、高山一実、寺田蘭世、中田花奈、西野七瀬、樋口日奈、星野みなみ、堀未央奈、松村沙友理、若月佑美、渡辺みり愛 |                                    |
| 99 ※  | 4月3日   | 先輩プレゼンツ 3期生PR大作戦                                                        | 伊藤理々杏、大園桃子、佐藤楓、山下美月                         | | 秋元真夏、生田絵梨花、生駒里奈、伊藤万理華、伊藤理々杏、井上小百合、岩本蓮加、梅澤美波、衛藤美彩、大園桃子、北野日奈子、久保史緖里、齋藤飛鳥、斉藤優里、阪口珠美、佐藤楓、新内眞衣、高山一実、寺田蘭世、中田花奈、中村麗乃、西野七瀬、樋口日奈、星野みなみ、堀未央奈、向井葉月、山下美月、吉田綾乃クリスティー、与田祐希、若月佑美 |                                    |
| 100   | 4月10日  | 第2回 先輩プレゼンツ 3期生PR大作戦                                                  | 久保史緒里、中村麗乃、向井葉月、吉田綾乃クリスティー           | | 秋元真夏、生田絵梨花、生駒里奈、伊藤理々杏、井上小百合、岩本蓮加、梅澤美波、衛藤美彩、大園桃子、北野日奈子、久保史緖里、齋藤飛鳥、斉藤優里、阪口珠美、佐藤楓、新内眞衣、高山一実、寺田蘭世、中田花奈、中村麗乃、星野みなみ、堀未央奈、向井葉月、山下美月、吉田綾乃クリスティー、与田祐希、若月佑美 |                                    |
| 101 ※ | 4月17日  | 第3回 先輩プレゼンツ 3期生PR大作戦                                                  | 岩本蓮加、梅澤美波、阪口珠美、与田祐希                         | | 秋元真夏、生田絵梨花、生駒里奈、伊藤理々杏、井上小百合、岩本蓮加、梅澤美波、衛藤美彩、大園桃子、北野日奈子、久保史緖里、齋藤飛鳥、斉藤優里、阪口珠美、桜井玲香、佐藤楓、白石麻衣、新内眞衣、高山一実、寺田蘭世、中田花奈、中村麗乃、西野七瀬、星野みなみ、堀未央奈、松村沙友理、向井葉月、山下美月、吉田綾乃クリスティー、与田祐希 |                                    |
| 102   | 4月24日  | 乃木坂46 コメントクイーン決定戦                                                     |                                                                | | 秋元真夏、生田絵梨花、生駒里奈、井上小百合、衛藤美彩、北野日奈子、齋藤飛鳥、斉藤優里、桜井玲香、白石麻衣、新内眞衣、高山一実、寺田蘭世、中田花奈、西野七瀬、星野みなみ、堀未央奈、松村沙友理 |                                    |
| 103 ※ | 5月1日   | 乃木坂46 春の1万円ツアー                                                            |                                                                | | 秋元真夏、生田絵梨花、生駒里奈、井上小百合、衛藤美彩、北野日奈子、齋藤飛鳥、斉藤優里、新内眞衣、寺田蘭世、中田花奈、星野みなみ、堀未央奈、松村沙友理、若月佑美 |                                    |
| 104   | 5月8日   | 自分のキャラを再確認! 乃木坂46 キャッチコピー選手権                                 |                                                                | | 秋元真夏、生田絵梨花、生駒里奈、井上小百合、衛藤美彩、北野日奈子、齋藤飛鳥、斉藤優里、新内眞衣、寺田蘭世、中田花奈、星野みなみ、堀未央奈、松村沙友理、若月佑美 |                                    |
| 105   | 5月15日  | 3期生も参戦!! これって我が家だけ?グランプリ 前半戦                                  |                                                                | | 秋元真夏、生田絵梨花、生駒里奈、伊藤理々杏、井上小百合、岩本蓮加、衛藤美彩、大園桃子、北野日奈子、久保史緒里、齋藤飛鳥、斉藤優里、阪口珠美、新内眞衣、寺田蘭世、中田花奈、星野みなみ、堀未央奈、松村沙友理、山下美月、与田祐希、若月佑美 |                                    |
| 106   | 5月22日  | 3期生も参戦!! これって我が家だけ?グランプリ 後半戦                                  |                                                                | | 秋元真夏、生田絵梨花、生駒里奈、伊藤理々杏、井上小百合、岩本蓮加、衛藤美彩、大園桃子、北野日奈子、久保史緒里、齋藤飛鳥、斉藤優里、阪口珠美、新内眞衣、寺田蘭世、中田花奈、星野みなみ、堀未央奈、松村沙友理、山下美月、与田祐希、若月佑美 |                                    |
| 107   | 5月29日  | 一番魅力的な軍団はどれ? 新軍団員 勧誘プレゼン大会 前半戦                            |                                                                | | 秋元真夏、生田絵梨花、伊藤かりん、伊藤純奈、伊藤万理華、川後陽菜、川村真洋、斎藤ちはる、斉藤優里、相楽伊織、桜井玲香、佐々木琴子、白石麻衣、鈴木絢音、高山一実、寺田蘭世、中田花奈、西野七瀬、能條愛未、樋口日奈、星野みなみ、松村沙友理、渡辺みり愛、和田まあや |                                    |
| 108   | 6月12日  | 一番魅力的な軍団はどれ? 新軍団員 勧誘プレゼン大会 後半戦                            |                                                                | | 秋元真夏、生田絵梨花、伊藤かりん、伊藤純奈、伊藤万理華、川後陽菜、川村真洋、斎藤ちはる、斉藤優里、相楽伊織、桜井玲香、佐々木琴子、白石麻衣、鈴木絢音、高山一実、寺田蘭世、中田花奈、西野七瀬、能條愛未、樋口日奈、星野みなみ、松村沙友理、渡辺みり愛、和田まあや |                                    |
| 109   | 6月19日  | 先輩たちが全面サポート 3期生お悩み相談室                                            |                                                                | | 秋元真夏、生田絵梨花、伊藤万理華、伊藤理々杏、岩本蓮加、梅澤美波、大園桃子、久保史緒里、斉藤優里、阪口珠美、佐藤楓、桜井玲香、白石麻衣、高山一実、寺田蘭世、中田花奈、中村麗乃、西野七瀬、樋口日奈、星野みなみ、松村沙友理、向井葉月、山下美月、吉田綾乃クリスティー、与田祐希 |                                    |
| 110 ※ | 6月26日  | 胃袋とハートを鷲掴み 乃木坂46手作りお弁当GP 前半戦                                  |                                                                | | 秋元真夏、生田絵梨花、伊藤かりん、伊藤万理華、川後陽菜、斎藤ちはる、斉藤優里、桜井玲香、白石麻衣、高山一実、寺田蘭世、中田花奈、西野七瀬、能條愛未、樋口日奈、星野みなみ、松村沙友理、山崎怜奈、渡辺みり愛、和田まあや |                                    |
| 111 ※ | 7月3日   | 胃袋とハートを鷲掴み 乃木坂46手作りお弁当GP 後半戦                                  |                                                                | | 秋元真夏、生田絵梨花、伊藤かりん、伊藤万理華、川後陽菜、斎藤ちはる、斉藤優里、桜井玲香、白石麻衣、高山一実、寺田蘭世、中田花奈、西野七瀬、能條愛未、樋口日奈、星野みなみ、松村沙友理、山崎怜奈、渡辺みり愛、和田まあや | 0:30 - 1:00に放送 （30分繰り下げ） |
| 112 ※ | 7月10日  | 18thシングル選抜メンバー発表!                                                       |                                                                | | 秋元真夏、生田絵梨花、生駒里奈、伊藤かりん、伊藤純奈、伊藤万理華、伊藤理々杏、井上小百合、岩本蓮加、梅澤美波、衛藤美彩、大園桃子、川後陽菜、川村真洋、北野日奈子、久保史緖里、齋藤飛鳥、斎藤ちはる、斉藤優里、阪口珠美、相楽伊織、桜井玲香、佐々木琴子、佐藤楓、白石麻衣、新内眞衣、鈴木絢音、高山一実、寺田蘭世、中田花奈、中村麗乃、中元日芽香、西野七瀬、能條愛未、樋口日奈、星野みなみ、堀未央奈、向井葉月、山崎怜奈、山下美月、吉田綾乃クリスティー、与田祐希、若月佑美、渡辺みり愛、和田まあや |                                    |
| 113   | 7月17日  | バナナマン日村＆乃木坂46 夢の共演に完全密着                                         | バナナマン                                                     | | 全編VTR |                                    |
| 114 ※ | 7月24日  | Documentary of 乃木坂46 公式お兄ちゃん 完結編                                       | バナナマン                                                     | | 秋元真夏、生田絵梨花、伊藤万理華、井上小百合、衛藤美彩、大園桃子、北野日奈子、齋藤飛鳥、桜井玲香、白石麻衣、新内眞衣、高山一実、西野七瀬、樋口日奈、与田祐希 | 0:15 - 0:45に放送 （15分繰り下げ） |
| 115 ※ | 7月31日  | 新センター大園･与田のことを もっと知ってバックアップしてあげよう!                   | 大園桃子、与田祐希                                             | | 秋元真夏、伊藤万理華、伊藤理々杏、井上小百合、岩本蓮加、梅澤美波、衛藤美彩、大園桃子、久保史緖里、齋藤飛鳥、阪口珠美、桜井玲香、佐藤楓、白石麻衣、新内眞衣、中村麗乃、西野七瀬、星野みなみ、堀未央奈、向井葉月、山下美月、吉田綾乃クリスティー、与田祐希、若月佑美 |                                    |
| 116 ※ | 8月7日   | 18thシングルヒット祈願!海に潜って幸運のウミガメを探し出せ!                          | 大園桃子、与田祐希                                             | | 秋元真夏、生田絵梨花、伊藤万理華、井上小百合、衛藤美彩、大園桃子、齋藤飛鳥、桜井玲香、白石麻衣、新内眞衣、高山一実、西野七瀬、与田祐希 | [ 注 22 ]                          |
| 117 ※ | 8月14日  | 18thシングルヒット祈願!海に潜って幸運のウミガメを探し出せ! 完結編                   | 大園桃子、与田祐希                                             | | 秋元真夏、生田絵梨花、伊藤万理華、井上小百合、衛藤美彩、大園桃子、齋藤飛鳥、桜井玲香、白石麻衣、新内眞衣、高山一実、西野七瀬、与田祐希 |                                    |
| 118 ※ | 8月21日  | 今更だけど勇気を出して 2人だけの初デート                                            | 川後陽菜、桜井玲香、伊藤万理華、高山一実                       | | 秋元真夏、生田絵梨花、生駒里奈、伊藤万理華、井上小百合、衛藤美彩、川後陽菜、齋藤飛鳥、斉藤優里、桜井玲香、白石麻衣、新内眞衣、高山一実、寺田蘭世、中田花奈、西野七瀬、樋口日奈、星野みなみ、堀未央奈、若月佑美 |                                    |
| 119 ※ | 8月28日  | 女優魂でダマしきれ！乃木坂46 演技力グランプリ 前半戦                                |                                                                | | 秋元真夏、生田絵梨花、伊藤万理華、伊藤理々杏、大園桃子、久保史緒里、斉藤優里、桜井玲香、白石麻衣、高山一実、寺田蘭世、中田花奈、中元日芽香、西野七瀬、能條愛未、樋口日奈、星野みなみ、松村沙友理、向井葉月、山下美月、与田祐希、和田まあや |                                    |
| 120 ※ | 9月4日   | 女優魂でダマしきれ！乃木坂46 演技力グランプリ 後半戦 / 19thシングル選抜メンバー発表 |                                                                | 十文字幻斎 | 秋元真夏、生田絵梨花、伊藤万理華、伊藤理々杏、大園桃子、久保史緒里、斉藤優里、桜井玲香、白石麻衣、高山一実、寺田蘭世、中田花奈、中元日芽香、西野七瀬、能條愛未、樋口日奈、星野みなみ、松村沙友理、向井葉月、山下美月、与田祐希、和田まあや |                                    |
| 121 ※ | 9月11日  | 失敗したら即ドボン 知ってて当然！！ ボーダークイズ 前半戦                           |                                                                | | 秋元真夏、伊藤かりん、伊藤万理華、井上小百合、衛藤美彩、大園桃子、齋藤飛鳥、斉藤優里、白石麻衣、新内眞衣、中田花奈、西野七瀬、能條愛未、樋口日奈、星野みなみ、堀未央奈、山下美月、与田祐希、若月佑美、和田まあや |                                    |
| 122 ※ | 9月18日  | 失敗したら即ドボン 知ってて当然！！ ボーダークイズ 後半戦                           |                                                                | | 秋元真夏、伊藤かりん、伊藤万理華、井上小百合、衛藤美彩、大園桃子、齋藤飛鳥、斉藤優里、白石麻衣、新内眞衣、中田花奈、西野七瀬、能條愛未、樋口日奈、星野みなみ、堀未央奈、山下美月、与田祐希、若月佑美、和田まあや |                                    |
| 123   | 9月25日  | 乃木坂46未来予想図 将来こうなって総選挙2017                                         |                                                                | | 秋元真夏、生田絵梨花、生駒里奈、伊藤かりん、伊藤純奈、伊藤万理華、伊藤理々杏、井上小百合、岩本蓮加、梅澤美波、衛藤美彩、大園桃子、川後陽菜、川村真洋、北野日奈子、久保史緖里、齋藤飛鳥、斎藤ちはる、斉藤優里、阪口珠美、相楽伊織、桜井玲香、佐々木琴子、佐藤楓、白石麻衣、新内眞衣、鈴木絢音、高山一実、寺田蘭世、中田花奈、中村麗乃、西野七瀬、能條愛未、樋口日奈、星野みなみ、堀未央奈、向井葉月、山崎怜奈、山下美月、吉田綾乃クリスティー、与田祐希、若月佑美、渡辺みり愛、和田まあや             |                                    |
| 124   | 10月2日  | 映画「あさひなぐ」&19thシングルWヒット祈願                                          | 秋元真夏、高山一実、星野みなみ                                 | | 秋元真夏、生田絵梨花、生駒里奈、伊藤万理華、井上小百合、衛藤美彩、齋藤飛鳥、斉藤優里、桜井玲香、白石麻衣、新内眞衣、高山一実、中田花奈、西野七瀬、星野みなみ、堀未央奈、松村沙友理、若月佑美 | 0:30 - 1:00に放送 （30分繰り下げ)  |
| 125 ※ | 10月9日  | 乃木坂46真夏の全国ツアー2017 裏でも表でもこんな事がありました                       |                                                                | | 秋元真夏、生田絵梨花、生駒里奈、伊藤かりん、井上小百合、衛藤美彩、大園桃子、川後陽菜、久保史緒里、齋藤飛鳥、斎藤ちはる、斉藤優里、桜井玲香、佐藤楓、白石麻衣、新内眞衣、高山一実、中田花奈、中村麗乃、西野七瀬、能條愛未、星野みなみ、堀未央奈、松村沙友理、向井葉月、山下美月、与田祐希、若月佑美 | [ 注 25 ]                          |
| 126 ※ | 10月16日 | 乃木坂46真夏の全国ツアー2017 裏でも表でもこんな事がありました 後半戦                |                                                                | | 秋元真夏、生田絵梨花、生駒里奈、伊藤かりん、井上小百合、衛藤美彩、大園桃子、川後陽菜、久保史緒里、齋藤飛鳥、斎藤ちはる、斉藤優里、桜井玲香、佐藤楓、白石麻衣、新内眞衣、高山一実、中田花奈、中村麗乃、西野七瀬、能條愛未、星野みなみ、堀未央奈、松村沙友理、向井葉月、山下美月、与田祐希、若月佑美 | [ 注 26 ]                          |
| 127   | 10月23日 | タイに行きたい 私をタイに連れてって!                                                |                                                                | | 秋元真夏、生田絵梨花、生駒里奈、井上小百合、衛藤美彩、川後陽菜、齋藤飛鳥、斎藤ちはる、斉藤優里、桜井玲香、白石麻衣、新内眞衣、高山一実、中田花奈、西野七瀬、樋口日奈、星野みなみ、堀未央奈、松村沙友理、若月佑美 | 0:30 - 1:00に放送（30分繰り下げ）  |
| 128 ※ | 10月30日 | タイに行きたい! 乃木坂工事中「女子旅ツアー」                                        | 桜井玲香、高山一実、松村沙友理                                 | | 秋元真夏、生駒里奈、伊藤理々杏、井上小百合、岩本蓮加、梅澤美波、衛藤美彩、大園桃子、阪口珠美、桜井玲香、白石麻衣、新内眞衣、高山一実、中村麗乃、西野七瀬、堀未央奈、松村沙友理、山下美月、吉田綾乃クリスティー、与田祐希 | [ 注 28 ]                          |
| 129 ※ | 11月6日  | タイに行きたい! 乃木坂工事中「女子旅ツアー」 後半戦                                 | 桜井玲香、高山一実、松村沙友理                                 | | 秋元真夏、生駒里奈、伊藤理々杏、井上小百合、岩本蓮加、梅澤美波、衛藤美彩、大園桃子、阪口珠美、桜井玲香、白石麻衣、新内眞衣、高山一実、中村麗乃、西野七瀬、堀未央奈、松村沙友理、山下美月、吉田綾乃クリスティー、与田祐希 | [ 注 28 ] [ 注 29 ]                |
| 130 ※ | 11月13日 | 乃木坂46 恋愛模擬テスト                                                             |                                                                | | 秋元真夏、生駒里奈、伊藤理々杏、井上小百合、岩本蓮加、梅澤美波、衛藤美彩、大園桃子、久保史緒里、阪口珠美、佐藤楓、白石麻衣、新内眞衣、高山一実、中村麗乃、西野七瀬、堀未央奈、松村沙友理、向井葉月、山下美月、吉田綾乃クリスティー、与田祐希 |                                    |
| 131 ※ | 11月20日 | 乃木坂46 恋愛模擬テスト 後半戦                                                      | 岩本蓮加                                                       | | 秋元真夏、生駒里奈、伊藤理々杏、井上小百合、岩本蓮加、梅澤美波、衛藤美彩、大園桃子、久保史緒里、阪口珠美、佐藤楓、白石麻衣、新内眞衣、高山一実、中村麗乃、西野七瀬、堀未央奈、松村沙友理、向井葉月、山下美月、吉田綾乃クリスティー、与田祐希 |                                    |
| 132 ※ | 11月27日 | 乃木坂46 心も体も温めろ! 乃木坂46鍋女王決定戦 / 乃木坂46東京ドームライブに潜入!     |                                                                | | 秋元真夏、生駒里奈、井上小百合、衛藤美彩、斉藤優里、桜井玲香、新内眞衣、高山一実、中田花奈、西野七瀬、星野みなみ、若月佑美、和田まあや |                                    |
| 133   | 12月4日  | 乃木坂46 心も体も温めろ! 乃木坂46鍋女王決定戦 後半戦                                |                                                                | | 秋元真夏、生駒里奈、井上小百合、衛藤美彩、斉藤優里、桜井玲香、新内眞衣、高山一実、中田花奈、西野七瀬、星野みなみ、若月佑美、和田まあや |                                    |
| 134 ※ | 12月11日 | 乃木坂46 センス見極めバトル                                                         |                                                                | | 秋元真夏、生駒里奈、伊藤かりん、伊藤純奈、井上小百合、衛藤美彩、川後陽菜、川村真洋、斎藤ちはる、斉藤優里、相楽伊織、桜井玲香、佐々木琴子、白石麻衣、新内眞衣、鈴木絢音、高山一実、寺田蘭世、中田花奈、西野七瀬、能條愛未、樋口日奈、星野みなみ、山崎怜奈、若月佑美、渡辺みり愛、和田まあや |                                    |
| 135 ※ | 12月18日 | 乃木坂46 センス見極めバトル 後半戦                                                  |                                                                | JP | 秋元真夏、生駒里奈、伊藤かりん、伊藤純奈、井上小百合、衛藤美彩、川後陽菜、川村真洋、斎藤ちはる、斉藤優里、相楽伊織、桜井玲香、佐々木琴子、白石麻衣、新内眞衣、鈴木絢音、高山一実、寺田蘭世、中田花奈、西野七瀬、能條愛未、樋口日奈、星野みなみ、山崎怜奈、若月佑美、渡辺みり愛、和田まあや |                                    |
| 136 ※ | 12月25日 | クリスマスSP 妄想恋愛アワード2017                                                   |                                                                | 忍成修吾 | 秋元真夏、生駒里奈、伊藤万理華、伊藤理々杏、岩本蓮加、梅澤美波、衛藤美彩、大園桃子、久保史緒里、齋藤飛鳥、斉藤優里、阪口珠美、桜井玲香、佐藤楓、白石麻衣、新内眞衣、高山一実、中田花奈、中村麗乃、星野みなみ、堀未央奈、松村沙友理、向井葉月、山下美月、吉田綾乃クリスティー、与田祐希、若月佑美 |                                    |

### 2018年
| 回    | 放送日   | 内容                                                                                       | フィーチャー ガール                                            | ゲスト             | スタジオメンバー | 備考                               |
| ----- | -------- | ------------------------------------------------------------------------------------------ | -------------------------------------------------------------- | ------------------ | --- | ---------------------------------- |
| 137 ※ | 1月8日   | 最も結束力の強いチームはどこだ!? 仲間を救え! 軍団全面対抗バトル                            |                                                                |                    | 秋元真夏、生田絵梨花、伊藤かりん、伊藤純奈、井上小百合、衛藤美彩、川後陽菜、川村真洋、齋藤飛鳥、斎藤ちはる、斉藤優里、相楽伊織、桜井玲香、佐々木琴子、新内眞衣、鈴木絢音、高山一実、中田花奈、西野七瀬、能條愛未、樋口日奈、星野みなみ、松村沙友理、山崎怜奈、渡辺みり愛、和田まあや | 1時間SP （0:00 - 1:00）            |
| 138 ※ | 1月15日  | 軍団全面対抗バトル延長戦!                                                                  |                                                                |                    | 秋元真夏、伊藤理々杏、岩本蓮加、梅澤美波、衛藤美彩、大園桃子、久保史緒里、齋藤飛鳥、斉藤優里、阪口珠美、桜井玲香、佐藤楓、白石麻衣、新内眞衣、高山一実、中田花奈、中村麗乃、星野みなみ、堀未央奈、松村沙友理、向井葉月、山下美月、吉田綾乃クリスティー、与田祐希、若月佑美 （以下VTRのみの出演）生田絵梨花、伊藤かりん、伊藤純奈、井上小百合、川後陽菜、川村真洋、斎藤ちはる、相楽伊織、佐々木琴子、鈴木絢音、西野七瀬、能條愛未、樋口日奈、山崎怜奈、渡辺みり愛、和田まあや |                                    |
| 139 ※ | 1月22日  | 絶対王者和田まあやに挑め! 乃木坂46頭NO王決定戦                                             |                                                                |                    | 秋元真夏、生田絵梨花、伊藤かりん、伊藤理々杏、井上小百合、岩本蓮加、梅澤美波、衛藤美彩、大園桃子、川後陽菜、川村真洋、久保史緖里、齋藤飛鳥、斎藤ちはる、斉藤優里、阪口珠美、相楽伊織、佐々木琴子、佐藤楓、新内眞衣、鈴木絢音、高山一実、中田花奈、中村麗乃、西野七瀬、能條愛未、樋口日奈、星野みなみ、堀未央奈、松村沙友理、向井葉月、山崎怜奈、山下美月、吉田綾乃クリスティー、与田祐希、渡辺みり愛、和田まあや                                                             |                                    |
| 140 ※ | 1月29日  | 絶対王者和田まあやに挑め! 乃木坂46頭NO王決定戦 後半戦                                      |                                                                |                    | 秋元真夏、生田絵梨花、伊藤かりん、伊藤理々杏、井上小百合、岩本蓮加、梅澤美波、衛藤美彩、大園桃子、川後陽菜、川村真洋、久保史緖里、齋藤飛鳥、斎藤ちはる、斉藤優里、阪口珠美、相楽伊織、佐々木琴子、佐藤楓、新内眞衣、鈴木絢音、高山一実、中田花奈、中村麗乃、西野七瀬、能條愛未、樋口日奈、星野みなみ、堀未央奈、松村沙友理、向井葉月、山崎怜奈、山下美月、吉田綾乃クリスティー、与田祐希、渡辺みり愛、和田まあや                                                             |                                    |
| 141 ※ | 2月5日   | 好きです先輩 乃木坂46バレンタイン2018                                                      |                                                                |                    | 秋元真夏、生田絵梨花、伊藤理々杏、井上小百合、岩本蓮加、梅澤美波、衛藤美彩、大園桃子、久保史緒里、齋藤飛鳥、斉藤優里、阪口珠美、桜井玲香、佐藤楓、白石麻衣、高山一実、中田花奈、中村麗乃、星野みなみ、堀未央奈、松村沙友理、向井葉月、山下美月、吉田綾乃クリスティー、与田祐希、若月佑美 |                                    |
| 142 ※ | 2月12日  | 好きです先輩 乃木坂46バレンタイン2018 後半戦                                               |                                                                |                    | 秋元真夏、生田絵梨花、伊藤理々杏、井上小百合、岩本蓮加、梅澤美波、衛藤美彩、大園桃子、久保史緒里、齋藤飛鳥、斉藤優里、阪口珠美、桜井玲香、佐藤楓、白石麻衣、高山一実、中田花奈、中村麗乃、星野みなみ、堀未央奈、松村沙友理、向井葉月、山下美月、吉田綾乃クリスティー、与田祐希、若月佑美 |                                    |
| 143 ※ | 2月19日  | 好きです先輩 乃木坂46バレンタイン2018 完結編                                               |                                                                |                    | 秋元真夏、生田絵梨花、伊藤理々杏、井上小百合、岩本蓮加、梅澤美波、衛藤美彩、大園桃子、久保史緒里、齋藤飛鳥、斉藤優里、阪口珠美、桜井玲香、佐藤楓、白石麻衣、高山一実、中田花奈、中村麗乃、星野みなみ、堀未央奈、松村沙友理、向井葉月、山下美月、吉田綾乃クリスティー、与田祐希、若月佑美 |                                    |
| 144 ※ | 2月26日  | ファンが選ぶ! 乃木坂46ベストソング歌謡祭                                                   |                                                                |                    | 秋元真夏、生田絵梨花、生駒里奈、伊藤かりん、伊藤純奈、伊藤理々杏、井上小百合、岩本蓮加、梅澤美波、衛藤美彩、大園桃子、川後陽菜、川村真洋、久保史緖里、齋藤飛鳥、斎藤ちはる、斉藤優里、阪口珠美、相楽伊織、桜井玲香、佐々木琴子、佐藤楓、白石麻衣、鈴木絢音、高山一実、寺田蘭世、中田花奈、中村麗乃、西野七瀬、能條愛未、樋口日奈、星野みなみ、堀未央奈、松村沙友理、向井葉月、山崎怜奈、山下美月、吉田綾乃クリスティー、与田祐希、若月佑美、渡辺みり愛、和田まあや           | 0:30 - 1:00に放送 （30分繰り下げ） |
| 145 ※ | 3月5日   | ファンが選ぶ! 乃木坂46ベストソング歌謡祭 ベスト10                                          |                                                                |                    | 秋元真夏、生田絵梨花、生駒里奈、伊藤かりん、伊藤純奈、伊藤理々杏、井上小百合、岩本蓮加、梅澤美波、衛藤美彩、大園桃子、川後陽菜、川村真洋、久保史緖里、齋藤飛鳥、斎藤ちはる、斉藤優里、阪口珠美、相楽伊織、桜井玲香、佐々木琴子、佐藤楓、白石麻衣、鈴木絢音、高山一実、寺田蘭世、中田花奈、中村麗乃、西野七瀬、能條愛未、樋口日奈、星野みなみ、堀未央奈、松村沙友理、向井葉月、山崎怜奈、山下美月、吉田綾乃クリスティー、与田祐希、若月佑美、渡辺みり愛、和田まあや           |                                    |
| 146   | 3月12日  | 20thシングル選抜メンバー発表!                                                              |                                                                |                    | 秋元真夏、生田絵梨花、生駒里奈、伊藤かりん、伊藤純奈、伊藤理々杏、井上小百合、岩本蓮加、梅澤美波、衛藤美彩、大園桃子、川後陽菜、久保史緖里、齋藤飛鳥、斎藤ちはる、斉藤優里、阪口珠美、相楽伊織、桜井玲香、佐々木琴子、佐藤楓、白石麻衣、新内眞衣、鈴木絢音、高山一実、寺田蘭世、中田花奈、中村麗乃、西野七瀬、能條愛未、樋口日奈、星野みなみ、堀未央奈、松村沙友理、向井葉月、山崎怜奈、山下美月、吉田綾乃クリスティー、与田祐希、若月佑美、渡辺みり愛、和田まあや           |                                    |
| 147 ※ | 3月19日  | 個人的にこんな事してみたいんです！私の7年目の目標発表会                                    | 生田絵梨花、井上小百合、新内眞衣、高山一実                     | 丹羽健一、上野由紀 | 秋元真夏、生田絵梨花、井上小百合、川後陽菜、齋藤飛鳥、斉藤優里、相楽伊織、桜井玲香、新内眞衣、高山一実、寺田蘭世、中田花奈、能條愛未、樋口日奈、星野みなみ、堀未央奈、松村沙友理、若月佑美、和田まあや |                                    |
| 148   | 3月26日  | 嘘つきは誰だ!? 乃木坂46 エイプリルフールバトル                                             |                                                                |                    | 秋元真夏、生田絵梨花、生駒里奈、伊藤純奈、伊藤理々杏、井上小百合、梅澤美波、衛藤美彩、川村真洋、久保史緒里、齋藤飛鳥、斉藤優里、桜井玲香、白石麻衣、新内眞衣、鈴木絢音、高山一実、寺田蘭世、中田花奈、西野七瀬、能條愛未、樋口日奈、星野みなみ、堀未央奈、松村沙友理、向井葉月、山下美月、与田祐希、若月佑美、渡辺みり愛、和田まあや |                                    |
| 149   | 4月2日   | 嘘つきは誰だ!? 乃木坂46 エイプリルフールバトル 後半戦                                      |                                                                |                    | 秋元真夏、生田絵梨花、生駒里奈、伊藤純奈、伊藤理々杏、井上小百合、梅澤美波、衛藤美彩、久保史緒里、齋藤飛鳥、斉藤優里、桜井玲香、白石麻衣、新内眞衣、鈴木絢音、高山一実、寺田蘭世、中田花奈、西野七瀬、能條愛未、樋口日奈、星野みなみ、堀未央奈、松村沙友理、向井葉月、山下美月、与田祐希、若月佑美、渡辺みり愛、和田まあや |                                    |
| 150 ※ | 4月9日   | ウチの子いいでしょGP 3期生編                                                               | 3期生                                                          |                    | 秋元真夏、生田絵梨花、生駒里奈、伊藤理々杏、井上小百合、岩本蓮加、梅澤美波、衛藤美彩、大園桃子、久保史緒里、齋藤飛鳥、阪口珠美、桜井玲香、佐藤楓、白石麻衣、新内眞衣、高山一実、寺田蘭世、中村麗乃、西野七瀬、星野みなみ、堀未央奈、松村沙友理、山下美月、吉田綾乃クリスティー、与田祐希、若月佑美 |                                    |
| 151 ※ | 4月16日  | ウチの子いいでしょGP 3期生編 後半戦                                                        | 3期生                                                          |                    | 秋元真夏、生田絵梨花、生駒里奈、伊藤理々杏、井上小百合、岩本蓮加、梅澤美波、衛藤美彩、大園桃子、久保史緒里、齋藤飛鳥、阪口珠美、桜井玲香、佐藤楓、白石麻衣、新内眞衣、高山一実、寺田蘭世、中村麗乃、西野七瀬、星野みなみ、堀未央奈、松村沙友理、山下美月、吉田綾乃クリスティー、与田祐希、若月佑美 |                                    |
| 152 ※ | 4月23日  | 20thシングルヒット祈願キャンペーン                                                         | 生駒里奈、大園桃子、久保史緒里、星野みなみ、山下美月、与田祐希 |                    | 秋元真夏、生田絵梨花、生駒里奈、井上小百合、衛藤美彩、大園桃子、久保史緒里、齋藤飛鳥、桜井玲香、白石麻衣、新内眞衣、高山一実、寺田蘭世、西野七瀬、樋口日奈、星野みなみ、堀未央奈、松村沙友理、山下美月、与田祐希、若月佑美 |                                    |
| 153   | 4月30日  | 生駒ちゃん卒業おめでとうSP / 生駒&バナナマンの3ショットトーク                              | 生駒里奈                                                       |                    | 秋元真夏、生田絵梨花、生駒里奈、伊藤かりん、伊藤純奈、井上小百合、衛藤美彩、大園桃子、川後陽菜、久保史緒里、齋藤飛鳥、斎藤ちはる、斉藤優里、相楽伊織、桜井玲香、佐々木琴子、白石麻衣、新内眞衣、鈴木絢音、高山一実、寺田蘭世、中田花奈、西野七瀬、能條愛未、樋口日奈、星野みなみ、堀未央奈、松村沙友理、山崎怜奈、山下美月、与田祐希、若月佑美、渡辺みり愛、和田まあや |                                    |
| 154 ※ | 5月7日   | 生駒里奈卒業コンサートに密着!                                                              | 生駒里奈                                                       |                    | 全編VTR |                                    |
| 155 ※ | 5月14日  | 日村さんHAPPY BIRTHDAY企画 乃木坂46手作りプレゼント選手権                                  | 日村勇紀                                                       |                    | 秋元真夏、生田絵梨花、衛藤美彩、大園桃子、久保史緒里、齋藤飛鳥、桜井玲香、白石麻衣、新内眞衣、高山一実、寺田蘭世、西野七瀬、樋口日奈、星野みなみ、堀未央奈、松村沙友理、山下美月、与田祐希、若月佑美 |                                    |
| 156 ※ | 5月21日  | 日村さんHAPPY BIRTHDAY企画 乃木坂46手作りプレゼント選手権 後半戦                           | 日村勇紀                                                       |                    | 秋元真夏、生田絵梨花、衛藤美彩、大園桃子、久保史緒里、齋藤飛鳥、桜井玲香、白石麻衣、新内眞衣、高山一実、寺田蘭世、西野七瀬、樋口日奈、星野みなみ、堀未央奈、松村沙友理、山下美月、与田祐希、若月佑美 |                                    |
| 157   | 5月28日  | 買っちゃえ! スタジオ即売会                                                                 |                                                                | レジェンド松下     | 伊藤理々杏、井上小百合、大園桃子、久保史緒里、斎藤ちはる、斉藤優里、阪口珠美、桜井玲香、佐藤楓、白石麻衣、新内眞衣、高山一実、中田花奈、西野七瀬、樋口日奈、松村沙友理、山下美月、吉田綾乃クリスティー、渡辺みり愛、和田まあや | 1:00 - 1:30に放送（60分繰り下げ）  |
| 158   | 6月4日   | 買っちゃえ! スタジオ即売会 後半戦                                                          |                                                                | レジェンド松下     | 伊藤理々杏、井上小百合、大園桃子、久保史緒里、斎藤ちはる、斉藤優里、阪口珠美、桜井玲香、佐藤楓、白石麻衣、新内眞衣、高山一実、中田花奈、西野七瀬、樋口日奈、松村沙友理、山下美月、吉田綾乃クリスティー、渡辺みり愛、和田まあや | 0:30 - 1:00に放送 （30分繰り下げ） |
| 159 ※ | 6月11日  | 乃木坂46 駆け引きバトル 前半戦                                                             |                                                                |                    | 伊藤純奈、井上小百合、川後陽菜、斉藤優里、相楽伊織、桜井玲香、白石麻衣、新内眞衣、高山一実、中田花奈、西野七瀬、樋口日奈、松村沙友理、和田まあや |                                    |
| 160 ※ | 6月18日  | 乃木坂46 駆け引きバトル 後半戦                                                             |                                                                |                    | 伊藤純奈、井上小百合、川後陽菜、斉藤優里、相楽伊織、桜井玲香、白石麻衣、新内眞衣、高山一実、中田花奈、西野七瀬、樋口日奈、松村沙友理、和田まあや |                                    |
| 161 ※ | 6月25日  | 乃木坂46 グルメ食イーン決定戦                                                              |                                                                |                    | 秋元真夏、伊藤純奈、岩本蓮加、衛藤美彩、大園桃子、川後陽菜、久保史緒里、斉藤優里、阪口珠美、桜井玲香、西野七瀬、星野みなみ、松村沙友理、向井葉月、若月佑美、和田まあや |                                    |
| 162 ※ | 7月2日   | 乃木坂46 グルメ食イーン決定戦 後半戦 / 21thシングル選抜メンバー発表!                       |                                                                |                    | 秋元真夏、伊藤純奈、岩本蓮加、衛藤美彩、大園桃子、川後陽菜、久保史緒里、斉藤優里、阪口珠美、桜井玲香、西野七瀬、星野みなみ、松村沙友理、向井葉月、若月佑美、和田まあや |                                    |
| 163 ※ | 7月9日   | 猛暑を吹っ飛ばせ! 運動能力ゲーム大会                                                       |                                                                |                    | 秋元真夏、生田絵梨花、岩本蓮加、衛藤美彩、大園桃子、斉藤優里、阪口珠美、白石麻衣、新内眞衣、鈴木絢音、高山一実、西野七瀬、樋口日奈、星野みなみ、堀未央奈、松村沙友理、向井葉月、山下美月、与田祐希、和田まあや |                                    |
| 164 ※ | 7月16日  | 猛暑を吹っ飛ばせ! 運動能力ゲーム大会 後半戦                                                |                                                                |                    | 秋元真夏、生田絵梨花、岩本蓮加、衛藤美彩、大園桃子、斎藤ちはる、斉藤優里、阪口珠美、相楽伊織、白石麻衣、新内眞衣、鈴木絢音、高山一実、西野七瀬、樋口日奈、星野みなみ、堀未央奈、松村沙友理、向井葉月、山下美月、与田祐希、和田まあや |                                    |
| 165 ※ | 7月23日  | 第2回 乃木坂46 内輪ウケものまね大賞                                                        |                                                                |                    | 秋元真夏、伊藤純奈、伊藤理々杏、井上小百合、岩本蓮加、梅澤美波、衛藤美彩、大園桃子、川後陽菜、斉藤優里、阪口珠美、佐々木琴子、佐藤楓、新内眞衣、鈴木絢音、高山一実、寺田蘭世、中田花奈、中村麗乃、西野七瀬、樋口日奈、星野みなみ、堀未央奈、向井葉月、山崎怜奈、山下美月、吉田綾乃クリスティー、与田祐希、若月佑美、渡辺みり愛、和田まあや |                                    |
| 166 ※ | 7月30日  | 第2回 乃木坂46 内輪ウケものまね大賞 後半戦 / 乃木坂46 6th YEAR BIRTHDAY LIVEの舞台裏に密着 |                                                                |                    | 秋元真夏、伊藤純奈、伊藤理々杏、井上小百合、岩本蓮加、梅澤美波、衛藤美彩、大園桃子、川後陽菜、斉藤優里、阪口珠美、佐々木琴子、佐藤楓、新内眞衣、鈴木絢音、高山一実、寺田蘭世、中田花奈、中村麗乃、西野七瀬、樋口日奈、星野みなみ、堀未央奈、向井葉月、山崎怜奈、山下美月、吉田綾乃クリスティー、与田祐希、若月佑美、渡辺みり愛、和田まあや |                                    |
| 167   | 8月6日   | 21stシングルヒット祈願キャンペーン                                                         | 岩本蓮加、梅澤美波、齋藤飛鳥、鈴木絢音、星野みなみ             |                    | 岩本蓮加、梅澤美波、齋藤飛鳥、鈴木絢音 | 0:30 - 1:00に放送 （30分繰り下げ） |
| 168   | 8月13日  | 21stシングルヒット祈願キャンペーン完結編!                                                  | 岩本蓮加、梅澤美波、齋藤飛鳥、鈴木絢音、星野みなみ             |                    | 岩本蓮加、梅澤美波、齋藤飛鳥、鈴木絢音 | 0:20 - 0:50に放送 （20分繰り下げ） |
| 169 ※ | 8月20日  | 持ってけ泥棒！日村なんでも廃品回収                                                         |                                                                |                    | 秋元真夏、生田絵梨花、岩本蓮加、衛藤美彩、大園桃子、斉藤優里、阪口珠美、白石麻衣、新内眞衣、鈴木絢音、高山一実、西野七瀬、樋口日奈、星野みなみ、堀未央奈、松村沙友理、向井葉月、山下美月、与田祐希、和田まあや |                                    |
| 170 ※ | 8月27日  | 持ってけ泥棒！日村なんでも廃品回収 後半戦                                                  |                                                                |                    | 秋元真夏、生田絵梨花、岩本蓮加、衛藤美彩、大園桃子、斉藤優里、阪口珠美、白石麻衣、新内眞衣、鈴木絢音、高山一実、西野七瀬、樋口日奈、星野みなみ、堀未央奈、松村沙友理、向井葉月、山下美月、与田祐希、和田まあや |                                    |
| 170 ※ | 8月27日  | 今度こそ活動するぞ 乃木坂46新部活プレゼン大会                                              |                                                                |                    | 秋元真夏、伊藤純奈、伊藤理々杏、井上小百合、岩本蓮加、梅澤美波、衛藤美彩、大園桃子、川後陽菜、北野日奈子、斉藤優里、阪口珠美、佐々木琴子、佐藤楓、新内眞衣、鈴木絢音、高山一実、寺田蘭世、西野七瀬、樋口日奈、星野みなみ、堀未央奈、向井葉月、山崎怜奈、山下美月、吉田綾乃クリスティー、与田祐希、若月佑美、渡辺みり愛、和田まあや |                                    |
| 171   | 9月3日   | 今度こそ活動するぞ 乃木坂46新部活プレゼン大会決定                                          |                                                                |                    | 秋元真夏、伊藤純奈、伊藤理々杏、井上小百合、岩本蓮加、梅澤美波、衛藤美彩、大園桃子、川後陽菜、北野日奈子、斉藤優里、阪口珠美、佐々木琴子、佐藤楓、新内眞衣、鈴木絢音、高山一実、寺田蘭世、西野七瀬、樋口日奈、星野みなみ、堀未央奈、向井葉月、山崎怜奈、山下美月、吉田綾乃クリスティー、与田祐希、若月佑美、渡辺みり愛、和田まあや |                                    |
| 172   | 9月10日  | クイズ部Presents 第1回 乃木坂46クイズ選手権                                                |                                                                |                    | 秋元真夏、生田絵梨花、伊藤かりん、伊藤純奈、伊藤理々杏、岩本蓮加、衛藤美彩、大園桃子、川後陽菜、北野日奈子、齋藤飛鳥、斉藤優里、阪口珠美、桜井玲香、佐々木琴子、佐藤楓、白石麻衣、新内眞衣、鈴木絢音、高山一実、寺田蘭世、中田花奈、西野七瀬、能條愛未、樋口日奈、星野みなみ、堀未央奈、向井葉月、山崎怜奈、山下美月、吉田綾乃クリスティー、与田祐希、若月佑美、和田まあや                                                                                                   |                                    |
| 173   | 9月17日  | クイズ部Presents 第1回 乃木坂46クイズ選手権 後半戦                                         |                                                                |                    | 秋元真夏、生田絵梨花、伊藤かりん、伊藤純奈、伊藤理々杏、岩本蓮加、衛藤美彩、大園桃子、川後陽菜、北野日奈子、齋藤飛鳥、斉藤優里、阪口珠美、桜井玲香、佐々木琴子、佐藤楓、白石麻衣、新内眞衣、鈴木絢音、高山一実、寺田蘭世、中田花奈、西野七瀬、能條愛未、樋口日奈、星野みなみ、堀未央奈、向井葉月、山崎怜奈、山下美月、吉田綾乃クリスティー、与田祐希、若月佑美、和田まあや                                                                                                   |                                    |
| 174 ※ | 9月24日  | 真夏の全国ツアー2018宮城公演の舞台裏を大公開!                                              |                                                                |                    | 全編VTR |                                    |
| 175 ※ | 10月1日  | 真夏の全国ツアー2018宮城公演がいよいよ開幕! / 22枚目シングル選抜メンバー発表!              |                                                                |                    | 全編VTR |                                    |
| 176 ※ | 10月8日  | 乃木坂46 ドライ部 初のドライブロケに行ってきました!                                        | 生田絵梨花、斉藤優里、松村沙友理、和田まあや                   |                    | 秋元真夏、生田絵梨花、岩本蓮加、梅澤美波、衛藤美彩、大園桃子、齋藤飛鳥、斉藤優里、桜井玲香、白石麻衣、新内眞衣、鈴木絢音、西野七瀬、堀未央奈、松村沙友理、山下美月、与田祐希、若月佑美、和田まあや |                                    |
| 177 ※ | 10月15日 | センスを爆発させろ！秋の芸術ゲーム大会 前半戦                                              |                                                                |                    | 秋元真夏、生田絵梨花、岩本蓮加、衛藤美彩、大園桃子、齋藤飛鳥、斉藤優里、阪口珠美、桜井玲香、佐藤楓、白石麻衣、新内眞衣、鈴木絢音、西野七瀬、堀未央奈、松村沙友理、向井葉月、与田祐希、若月佑美、和田まあや |                                    |
| 178 ※ | 10月22日 | センスを爆発させろ！秋の芸術ゲーム大会 後半戦                                              |                                                                |                    | 秋元真夏、生田絵梨花、岩本蓮加、衛藤美彩、大園桃子、齋藤飛鳥、斉藤優里、阪口珠美、桜井玲香、佐藤楓、白石麻衣、新内眞衣、鈴木絢音、西野七瀬、堀未央奈、松村沙友理、向井葉月、与田祐希、若月佑美、和田まあや |                                    |
| 179 ※ | 10月29日 | ゲームに負けたら罰コスプレ 強制ハロウィーンパーティー                                      |                                                                |                    | 秋元真夏、生田絵梨花、岩本蓮加、衛藤美彩、大園桃子、齋藤飛鳥、斉藤優里、佐藤楓、白石麻衣、新内眞衣、西野七瀬、星野みなみ、松村沙友理、向井葉月、与田祐希、若月佑美、和田まあや |                                    |
| 180 ※ | 11月5日  | 乃木坂46 B級ニュース大賞2018                                                               |                                                                |                    | 秋元真夏、生田絵梨花、伊藤かりん、伊藤純奈、伊藤理々杏、井上小百合、岩本蓮加、梅澤美波、衛藤美彩、大園桃子、川後陽菜、齋藤飛鳥、斉藤優里、阪口珠美、桜井玲香、佐々木琴子、佐藤楓、白石麻衣、新内眞衣、鈴木絢音、高山一実、寺田蘭世、中田花奈、中村麗乃、西野七瀬、能條愛未、樋口日奈、星野みなみ、松村沙友理、向井葉月、山下美月、吉田綾乃クリスティー、与田祐希、若月佑美、渡辺みり愛、和田まあや                                                                           |                                    |
| 181 ※ | 11月12日 | 22ndシングルヒット祈願 前編                                                                | 西野七瀬                                                       |                    | 秋元真夏、生田絵梨花、伊藤理々杏、井上小百合、梅澤美波、大園桃子、齋藤飛鳥、斉藤優里、桜井玲香、佐藤楓、白石麻衣、新内眞衣、高山一実、西野七瀬、星野みなみ、堀未央奈、松村沙友理、山下美月、与田祐希、若月佑美 |                                    |
| 182 ※ | 11月19日 | 22ndシングルヒット祈願 後半戦                                                              | 西野七瀬                                                       |                    | 秋元真夏、生田絵梨花、伊藤理々杏、井上小百合、梅澤美波、大園桃子、齋藤飛鳥、斉藤優里、桜井玲香、佐藤楓、白石麻衣、新内眞衣、高山一実、西野七瀬、星野みなみ、堀未央奈、松村沙友理、山下美月、与田祐希、若月佑美 |                                    |
| 183 ※ | 11月26日 | 絶叫部プレゼンツ ビビリクイーン決定戦                                                      |                                                                |                    | 秋元真夏、生田絵梨花、岩本蓮加、衛藤美彩、大園桃子、齋藤飛鳥、斉藤優里、佐藤楓、白石麻衣、新内眞衣、西野七瀬、星野みなみ、松村沙友理、向井葉月、与田祐希、若月佑美、和田まあや |                                    |
| 184 ※ | 12月3日  | 絶叫部プレゼンツ ビビリクイーン決定戦 後半戦                                               |                                                                |                    | 秋元真夏、生田絵梨花、岩本蓮加、衛藤美彩、大園桃子、齋藤飛鳥、斉藤優里、佐藤楓、白石麻衣、新内眞衣、西野七瀬、星野みなみ、松村沙友理、向井葉月、与田祐希、若月佑美、和田まあや |                                    |
| 185 ※ | 12月10日 | 私のために頑張って! 3期生代理戦争バトル / 4期生お見立て会                                  |                                                                |                    | 秋元真夏、生田絵梨花、伊藤理々杏、岩本蓮加、梅澤美波、衛藤美彩、大園桃子、久保史緒里、齋藤飛鳥、斉藤優里、阪口珠美、佐藤楓、白石麻衣、新内眞衣、高山一実、中村麗乃、西野七瀬、星野みなみ、松村沙友理、向井葉月、山下美月、吉田綾乃クリスティー、与田祐希、若月佑美 |                                    |
| 186 ※ | 12月17日 | 私のために頑張って! 3期生代理戦争バトル 後半戦                                             |                                                                |                    | 秋元真夏、生田絵梨花、伊藤理々杏、岩本蓮加、梅澤美波、衛藤美彩、大園桃子、久保史緒里、齋藤飛鳥、斉藤優里、阪口珠美、佐藤楓、白石麻衣、新内眞衣、高山一実、中村麗乃、西野七瀬、星野みなみ、松村沙友理、向井葉月、山下美月、吉田綾乃クリスティー、与田祐希、若月佑美 |                                    |
| 187   | 12月24日 | 1期生 合同卒業式                                                                           | 川後陽菜、西野七瀬、能條愛未、若月佑美                         |                    | 秋元真夏、生田絵梨花、伊藤かりん、伊藤純奈、伊藤理々杏、井上小百合、岩本蓮加、梅澤美波、大園桃子、川後陽菜、久保史緒里、齋藤飛鳥、斉藤優里、阪口珠美、佐々木琴子、佐藤楓、白石麻衣、新内眞衣、鈴木絢音、高山一実、寺田蘭世、中田花奈、中村麗乃、西野七瀬、能條愛未、樋口日奈、星野みなみ、堀未央奈、松村沙友理、向井葉月、山崎怜奈、吉田綾乃クリスティー、与田祐希、若月佑美、渡辺みり愛、和田まあや                                                                         |                                    |

### 2019年
| 回    | 放送日   | 内容                                                                                                 | フィーチャー ガール | ゲスト                               | スタジオメンバー | 備考                               |
| ----- | -------- | --- | --- | ------------------------------------ | --- | ---------------------------------- |
| 188 ※ | 1月7日   | 設楽軍VS日村軍 乃木坂新春ゲーム大会                                                                  | |                                      | 秋元真夏、伊藤かりん、伊藤純奈、伊藤理々杏、井上小百合、岩本蓮加、梅澤美波、衛藤美彩、大園桃子、北野日奈子、久保史緒里、齋藤飛鳥、斉藤優里、阪口珠美、桜井玲香、佐々木琴子、佐藤楓、白石麻衣、新内眞衣、鈴木絢音、高山一実、寺田蘭世、中田花奈、中村麗乃、樋口日奈、星野みなみ、堀未央奈、松村沙友理、向井葉月、山崎怜奈、吉田綾乃クリスティー、与田祐希、渡辺みり愛、和田まあや                                                                                       | 1時間SP （0:00 - 1:00）            |
| 189 ※ | 1月14日  | 設楽軍VS日村軍 乃木坂新春ゲーム大会 延長戦! 未公開SP                                                 | |                                      | 秋元真夏、伊藤かりん、伊藤純奈、伊藤理々杏、井上小百合、岩本蓮加、梅澤美波、衛藤美彩、大園桃子、北野日奈子、久保史緒里、齋藤飛鳥、斉藤優里、阪口珠美、桜井玲香、佐々木琴子、佐藤楓、白石麻衣、新内眞衣、鈴木絢音、高山一実、寺田蘭世、中田花奈、中村麗乃、樋口日奈、星野みなみ、堀未央奈、松村沙友理、向井葉月、山崎怜奈、吉田綾乃クリスティー、与田祐希、渡辺みり愛、和田まあや                                                                                       |                                    |
| 190   | 1月21日  | 4期生 売り込みショー!                                                                                | 賀喜遥香、柴田柚菜、矢久保美緒 |                                      | 秋元真夏、伊藤理々杏、井上小百合、梅澤美波、衛藤美彩、大園桃子、北野日奈子、久保史緒里、齋藤飛鳥、斉藤優里、佐藤楓、白石麻衣、新内眞衣、高山一実、中田花奈、星野みなみ、堀未央奈、松村沙友理、向井葉月、山下美月、与田祐希、和田まあや、遠藤さくら、賀喜遥香、掛橋沙耶香、金川紗耶、北川悠理、柴田柚菜、清宮レイ、田村真佑、筒井あやめ、早川聖来、矢久保美緒 |                                    |
| 191   | 1月28日  | 第2回 4期生 売り込みショー!                                                                          | 遠藤さくら、筒井あやめ、金川紗耶、北川悠理                                                                                             |                                      | 秋元真夏、伊藤理々杏、井上小百合、梅澤美波、衛藤美彩、大園桃子、北野日奈子、久保史緒里、齋藤飛鳥、斉藤優里、佐藤楓、白石麻衣、新内眞衣、高山一実、中田花奈、星野みなみ、堀未央奈、松村沙友理、向井葉月、山下美月、与田祐希、和田まあや、遠藤さくら、賀喜遥香、掛橋沙耶香、金川紗耶、北川悠理、柴田柚菜、清宮レイ、田村真佑、筒井あやめ、早川聖来、矢久保美緒 |                                    |
| 192   | 2月4日   | 4期生 売り込みショー 最終章!                                                                         | 田村真佑、清宮レイ、掛橋沙耶香、早川聖来                                                                                               |                                      | 秋元真夏、伊藤理々杏、井上小百合、梅澤美波、衛藤美彩、大園桃子、北野日奈子、久保史緒里、齋藤飛鳥、斉藤優里、佐藤楓、白石麻衣、新内眞衣、高山一実、中田花奈、星野みなみ、堀未央奈、松村沙友理、向井葉月、山下美月、与田祐希、和田まあや、遠藤さくら、賀喜遥香、掛橋沙耶香、金川紗耶、北川悠理、柴田柚菜、清宮レイ、田村真佑、筒井あやめ、早川聖来、矢久保美緒 |                                    |
| 193   | 2月11日  | 祝!8年目突入 ファンが出題! 番組名場面クイズ大会                                                      | |                                      | 秋元真夏、伊藤かりん、伊藤純奈、梅澤美波、大園桃子、北野日奈子、久保史緒里、齋藤飛鳥、斉藤優里、桜井玲香、佐々木琴子、佐藤楓、白石麻衣、新内眞衣、鈴木絢音、高山一実、寺田蘭世、中田花奈、中村麗乃、樋口日奈、堀未央奈、松村沙友理、向井葉月、吉田綾乃クリスティー、渡辺みり愛、和田まあや |                                    |
| 194   | 2月18日  | 祝!8年目突入 ファンが出題! 番組名場面クイズ大会 後半戦!                                              | |                                      | 秋元真夏、伊藤かりん、伊藤純奈、梅澤美波、大園桃子、北野日奈子、久保史緒里、齋藤飛鳥、斉藤優里、桜井玲香、佐々木琴子、佐藤楓、白石麻衣、新内眞衣、鈴木絢音、高山一実、寺田蘭世、中田花奈、中村麗乃、樋口日奈、堀未央奈、松村沙友理、向井葉月、吉田綾乃クリスティー、渡辺みり愛、和田まあや |                                    |
| 195   | 2月25日  | 祝!8年目突入 ファンが出題! 番組名場面クイズ大会 完全編!                                              | |                                      | 秋元真夏、伊藤かりん、伊藤純奈、梅澤美波、大園桃子、北野日奈子、久保史緒里、齋藤飛鳥、斉藤優里、桜井玲香、佐々木琴子、佐藤楓、白石麻衣、新内眞衣、鈴木絢音、高山一実、寺田蘭世、中田花奈、中村麗乃、樋口日奈、堀未央奈、松村沙友理、向井葉月、吉田綾乃クリスティー、渡辺みり愛、和田まあや |                                    |
| 196 ※ | 3月4日   | トラペジウム大ヒット記念 勝手に演技力研修                                                            | |                                      | 秋元真夏、伊藤純奈、井上小百合、梅澤美波、衛藤美彩、大園桃子、久保史緒里、齋藤飛鳥、斉藤優里、佐藤楓、白石麻衣、新内眞衣、高山一実、樋口日奈、星野みなみ、堀未央奈、松村沙友理、与田祐希 |                                    |
| 197 ※ | 3月11日  | トラペジウム大ヒット記念 勝手に演技力研修 後半戦 / 乃木坂46 7th YEAR BIRTHDAY 西野七瀬卒業コンサート | |                                      | 秋元真夏、伊藤純奈、井上小百合、梅澤美波、衛藤美彩、大園桃子、久保史緒里、齋藤飛鳥、斉藤優里、佐藤楓、白石麻衣、新内眞衣、高山一実、樋口日奈、星野みなみ、堀未央奈、松村沙友理、与田祐希 |                                    |
| 198 ※ | 3月18日  | ニュー運動音痴スターを探せ! 4期生 体力測定                                                           | |                                      | 秋元真夏、伊藤かりん、伊藤純奈、井上小百合、梅澤美波、衛藤美彩、大園桃子、北野日奈子、久保史緒里、齋藤飛鳥、斉藤優里、佐藤楓、新内眞衣、高山一実、樋口日奈、星野みなみ、堀未央奈、松村沙友理、向井葉月、与田祐希、遠藤さくら、賀喜遥香、掛橋沙耶香、金川紗耶、北川悠理、柴田柚菜、清宮レイ、田村真佑、筒井あやめ、早川聖来、矢久保美緒 |                                    |
| 199 ※ | 3月25日  | ニュー運動音痴スターを探せ! 4期生 体力測定 後半戦                                                    | | 飯野郁斗                             | 秋元真夏、伊藤かりん、伊藤純奈、井上小百合、梅澤美波、衛藤美彩、大園桃子、北野日奈子、久保史緒里、齋藤飛鳥、斉藤優里、佐藤楓、新内眞衣、高山一実、樋口日奈、星野みなみ、堀未央奈、松村沙友理、向井葉月、与田祐希、遠藤さくら、賀喜遥香、掛橋沙耶香、金川紗耶、北川悠理、柴田柚菜、清宮レイ、田村真佑、筒井あやめ、早川聖来、矢久保美緒 |                                    |
| 200 ※ | 4月1日   | 罰ポイント清算沖縄ツアー(1)                                                                          | |                                      | 秋元真夏、伊藤かりん、伊藤純奈、伊藤理々杏、岩本蓮加、梅澤美波、衛藤美彩、大園桃子、北野日奈子、久保史緒里、齋藤飛鳥、佐藤楓、阪口珠美、桜井玲香、佐々木琴子、新内眞衣、鈴木絢音、寺田蘭世、中田花奈、中村麗乃、星野みなみ、松村沙友理、向井葉月、山崎怜奈、山下美月、吉田綾乃クリスティー、与田祐希、渡辺みり愛、和田まあや | 0:59 - 1:29に放送 （59分繰り下げ） |
| 201 ※ | 4月8日   | 罰ポイント清算沖縄ツアー(2)                                                                          | |                                      | 秋元真夏伊藤かりん、伊藤純奈、伊藤理々杏、岩本蓮加、梅澤美波、大園桃子、北野日奈子、久保史緒里、齋藤飛鳥、佐藤楓、阪口珠美、桜井玲香、佐々木琴子、新内眞衣、鈴木絢音、寺田蘭世、中田花奈、中村麗乃、星野みなみ、松村沙友理、向井葉月、山崎怜奈、山下美月、吉田綾乃クリスティー、与田祐希、渡辺みり愛、和田まあや |                                    |
| 202 ※ | 4月15日  | 罰ポイント清算沖縄ツアー(3) / 23枚目シングル選抜メンバー                                             | |                                      | 秋元真夏、伊藤かりん、北野日奈子、久保史緒里、齋藤飛鳥、阪口珠美、新内眞衣、寺田蘭世、星野みなみ、、松村沙友理、向井葉月、山下美月、吉田綾乃クリスティー、与田祐希、渡辺みり愛、和田まあや |                                    |
| 203 ※ | 4月22日  | 罰ポイント清算沖縄ツアー(4)                                                                          | |                                      | 秋元真夏、久保史緒里、新内眞衣、寺田蘭世、山下美月、吉田綾乃クリスティー、与田祐希、渡辺みり愛 | 0:06 - 0:36に放送 （6分繰り下げ）  |
| 204 ※ | 4月29日  | 罰ポイント清算ツアーin沖縄 最下位与田のハブ退治                                                      | 与田祐希 |                                      | 秋元真夏、生田絵梨花、伊藤かりん、伊藤理々杏、岩本蓮加、梅澤美波、大園桃子、北野日奈子、久保史緒里、齋藤飛鳥、斉藤優里、阪口珠美、桜井玲香、佐々木琴子、佐藤楓、白石麻衣、新内眞衣、鈴木絢音、高山一実、寺田蘭世、中田花奈、中村麗乃、樋口日奈、星野みなみ、堀未央奈、松村沙友理、向井葉月、山崎怜奈、吉田綾乃クリスティー、与田祐希、渡辺みり愛、和田まあや | 1:00 - 1:30に放送 （60分繰り下げ） |
| 205 ※ | 5月6日   | 1期生にイッキに追いつけ! 強制 下克上対決 / 団結力対決                                                | 秋元真夏、伊藤理々杏、岩本蓮加、梅澤美波、大園桃子、久保史緒里、阪口珠美、佐藤楓、向井葉月、山下美月、与田祐希、掛橋沙耶香             |                                      | 秋元真夏、生田絵梨花、伊藤かりん、伊藤理々杏、岩本蓮加、梅澤美波、大園桃子、北野日奈子、久保史緒里、齋藤飛鳥、斉藤優里、阪口珠美、桜井玲香、佐々木琴子、佐藤楓、白石麻衣、新内眞衣、鈴木絢音、高山一実、寺田蘭世、中田花奈、中村麗乃、樋口日奈、星野みなみ、堀未央奈、松村沙友理、向井葉月、山崎怜奈、吉田綾乃クリスティー、与田祐希、渡辺みり愛、和田まあや、賀喜遥香、掛橋沙耶香、金川紗耶、北川悠理、柴田柚菜、清宮レイ、田村真佑、筒井あやめ、早川聖来、矢久保美緒 |                                    |
| 206 ※ | 5月13日  | 1期生にイッキに追いつけ! 強制 下克上対決 / 絵心対決                                                  | 伊藤理々杏、岩本蓮加、梅澤美波、大園桃子、阪口珠美、中村麗乃、向井葉月、山下美月、吉田綾乃クリスティー、掛橋沙耶香、田村真佑、早川聖来 |                                      | 秋元真夏、生田絵梨花、伊藤かりん、伊藤理々杏、岩本蓮加、梅澤美波、大園桃子、北野日奈子、久保史緒里、齋藤飛鳥、斉藤優里、阪口珠美、桜井玲香、佐々木琴子、佐藤楓、白石麻衣、新内眞衣、鈴木絢音、高山一実、寺田蘭世、中田花奈、中村麗乃、樋口日奈、星野みなみ、堀未央奈、松村沙友理、向井葉月、山崎怜奈、吉田綾乃クリスティー、与田祐希、渡辺みり愛、和田まあや、賀喜遥香、掛橋沙耶香、金川紗耶、北川悠理、柴田柚菜、清宮レイ、田村真佑、筒井あやめ、早川聖来、矢久保美緒 |                                    |
| 207 ※ | 5月20日  | 1期生にイッキに追いつけ! 強制 下克上対決 / 絵心対決                                                  | |                                      | 秋元真夏、生田絵梨花、伊藤かりん、伊藤理々杏、岩本蓮加、梅澤美波、大園桃子、北野日奈子、久保史緒里、齋藤飛鳥、斉藤優里、阪口珠美、桜井玲香、佐々木琴子、佐藤楓、白石麻衣、新内眞衣、鈴木絢音、高山一実、寺田蘭世、中田花奈、中村麗乃、樋口日奈、星野みなみ、堀未央奈、松村沙友理、向井葉月、山崎怜奈、吉田綾乃クリスティー、与田祐希、渡辺みり愛、和田まあや、賀喜遥香、掛橋沙耶香、金川紗耶、北川悠理、柴田柚菜、清宮レイ、田村真佑、筒井あやめ、早川聖来、矢久保美緒 |                                    |
| 208   | 5月27日  | 23rdシングルヒット祈願キャンペーン                                                                   | 秋元真夏、伊藤理々杏、井上小百合、岩本蓮加、梅澤美波、大園桃子、北野日奈子、齋藤飛鳥、桜井玲香、新内眞衣、堀未央奈                     |                                      | 秋元真夏、生田絵梨花、伊藤理々杏、井上小百合、岩本蓮加、梅澤美波、北野日奈子、久保史緒里、齋藤飛鳥、阪口珠美、桜井玲香、佐藤楓、白石麻衣、新内眞衣、鈴木絢音、高山一実、星野みなみ、堀未央奈、与田祐希、渡辺みり愛 | 0:30 - 1:00に放送 （30分繰り下げ） |
| 209   | 6月3日   | 23rdシングルヒット祈願キャンペーン 後半編 / 横浜アリーナでのMV撮影                                   | 生田絵梨花、久保史緒里、阪口珠美、佐藤楓、白石麻衣、鈴木絢音、高山一実、星野みなみ、与田祐希、渡辺みり愛                               |                                      | 秋元真夏、生田絵梨花、伊藤理々杏、井上小百合、岩本蓮加、梅澤美波、北野日奈子、久保史緒里、齋藤飛鳥、阪口珠美、桜井玲香、佐藤楓、白石麻衣、新内眞衣、鈴木絢音、高山一実、星野みなみ、堀未央奈、与田祐希、渡辺みり愛 |                                    |
| 210   | 6月10日  | 23rdシングルヒット祈願キャペーン 延長戦                                                              | 生田絵梨花、井上小百合、梅澤美波、大園桃子、久保史緒里、佐藤楓、白石麻衣、新内眞衣、鈴木絢音、高山一実、星野みなみ                     |                                      | 秋元真夏、生田絵梨花、伊藤かりん、伊藤理々杏、井上小百合、岩本蓮加、梅澤美波、北野日奈子、久保史緒里、齋藤飛鳥、斉藤優里、阪口珠美、桜井玲香、佐藤楓、白石麻衣、新内眞衣、鈴木絢音、高山一実、星野みなみ、堀未央奈、与田祐希、渡辺みり愛 |                                    |
| 211 ※ | 6月17日  | 改めて知って欲しい! 2期生のいいところ                                                                | 2期生 |                                      | 秋元真夏、生田絵梨花、伊藤純奈、伊藤理々杏、井上小百合、岩本蓮加、梅澤美波、北野日奈子、久保史緒里、齋藤飛鳥、桜井玲香、佐々木琴子、佐藤楓、白石麻衣、新内眞衣、高山一実、寺田蘭世、中田花奈、中村麗乃、星野みなみ、堀未央奈、山崎怜奈、与田祐希、渡辺みり愛、和田まあや |                                    |
| 212 ※ | 6月24日  | 改めて知って欲しい! 2期生のいいところ 後編                                                           | 2期生 |                                      | 秋元真夏、生田絵梨花、伊藤純奈、伊藤理々杏、井上小百合、岩本蓮加、梅澤美波、北野日奈子、久保史緒里、齋藤飛鳥、桜井玲香、佐々木琴子、佐藤楓、白石麻衣、新内眞衣、高山一実、寺田蘭世、中田花奈、中村麗乃、星野みなみ、堀未央奈、山崎怜奈、与田祐希、渡辺みり愛、和田まあや |                                    |
| 213   | 7月1日   | 令和の運勢を占え! 令-1グランプリ                                                                     | 中田花奈 | 濱口善幸                             | 秋元真夏、生田絵梨花、伊藤理々杏、井上小百合、岩本蓮加、梅澤美波、北野日奈子、久保史緒里、齋藤飛鳥、佐藤楓、白石麻衣、新内眞衣、鈴木絢音、高山一実、星野みなみ、堀未央奈、与田祐希、渡辺みり愛 |                                    |
| 214   | 7月8日   | これなら語れるグランプリ2019                                                                         | |                                      | 秋元真夏、生田絵梨花、伊藤理々杏、井上小百合、岩本蓮加、梅澤美波、北野日奈子、久保史緒里、齋藤飛鳥、桜井玲香、佐藤楓、白石麻衣、新内眞衣、高山一実、星野みなみ、堀未央奈、与田祐希、渡辺みり愛 |                                    |
| 215   | 7月15日  | これなら語れるグランプリ2019 / 24枚目シングル選抜メンバー                                            | |                                      | 秋元真夏、生田絵梨花、伊藤理々杏、井上小百合、岩本蓮加、梅澤美波、北野日奈子、久保史緒里、齋藤飛鳥、桜井玲香、佐藤楓、白石麻衣、新内眞衣、高山一実、星野みなみ、堀未央奈、与田祐希、渡辺みり愛 |                                    |
| 216   | 7月22日  | 私のコトを知ってください! 24th新選抜クイズ                                                           | 遠藤さくら、賀喜遥香、筒井あやめ |                                      | 秋元真夏、梅澤美波、遠藤さくら、賀喜遥香、久保史緒里、齋藤飛鳥、桜井玲香、新内眞衣、高山一実、筒井あやめ、星野みなみ、山下美月、与田祐希 |                                    |
| 217   | 7月29日  | 乃木坂46 真夏の恐怖体験2019                                                                          | |                                      | 秋元真夏、生田絵梨花、岩本蓮加、梅澤美波、遠藤さくら、賀喜遥香、掛橋沙耶香、金川紗耶、北野日奈子、久保史緒里、桜井玲香、柴田柚菜、新内眞衣、清宮レイ、高山一実、中田花奈、中村麗乃、樋口日奈、星野みなみ、堀未央奈、向井葉月、山下美月、吉田綾乃クリスティー、和田まあや |                                    |
| 218   | 8月5日   | 乃木坂46 真夏の恐怖体験2019 後半                                                                     | |                                      | 秋元真夏、生田絵梨花、岩本蓮加、梅澤美波、遠藤さくら、賀喜遥香、掛橋沙耶香、金川紗耶、北野日奈子、久保史緒里、桜井玲香、柴田柚菜、新内眞衣、清宮レイ、高山一実、中田花奈、中村麗乃、樋口日奈、星野みなみ、堀未央奈、向井葉月、山下美月、吉田綾乃クリスティー、和田まあや |                                    |
| 219 ※ | 8月12日  | 1カ月ぐらいでこれやります! 乃木坂46夏休みの目標発表会                                                | |                                      | 秋元真夏、生田絵梨花、伊藤理々杏、岩本蓮加、梅澤美波、遠藤さくら、賀喜遥香、掛橋沙耶香、金川紗耶、北川悠理、北野日奈子、久保史緒里、齋藤飛鳥、阪口珠美、桜井玲香、佐藤楓、柴田柚菜、新内眞衣、清宮レイ、高山一実、田村真佑、筒井あやめ、中村麗乃、早川聖来、堀未央奈、向井葉月、矢久保美緒、山下美月、吉田綾乃クリスティー、与田祐希 |                                    |
| 220 ※ | 8月19日  | 不幸話グランプリ! 2019                                                                               | 齋藤飛鳥 |                                      | 秋元真夏、梅澤美波、遠藤さくら、賀喜遥香、久保史緒里、齋藤飛鳥、阪口珠美、桜井玲香、高山一実、筒井あやめ、寺田蘭世、中田花奈、早川聖来、星野みなみ、向井葉月、矢久保美緒、山下美月、和田まあや |                                    |
| 221 ※ | 8月26日  | 不幸話グランプリ! 2019 後半戦                                                                        | 齋藤飛鳥 |                                      | 秋元真夏、梅澤美波、遠藤さくら、賀喜遥香、久保史緒里、齋藤飛鳥、阪口珠美、桜井玲香、高山一実、筒井あやめ、寺田蘭世、中田花奈、早川聖来、星野みなみ、向井葉月、矢久保美緒、山下美月、和田まあや |                                    |
| 222   | 9月2日   | 汗と涙のヒット祈願の歴史 過酷な名場面集                                                              | |                                      | 全編VTR | 0:52 - 1:22に放送 （52分繰り下げ） |
| 223 ※ | 9月9日   | 真夏の全国ツアー2019 明治神宮野球場公演にバナナマンが潜入!                                           | |                                      | 全編VTR |                                    |
| 224 ※ | 9月16日  | 真夏の全国ツアー2019 明治神宮野球場公演にバナナマンが潜入! 後編                                      | |                                      | 秋元真夏、生田絵梨花、伊藤純奈、伊藤理々杏、岩本蓮加、梅澤美波、遠藤さくら、大園桃子、賀喜遥香、掛橋沙耶香、金川紗耶、北野日奈子、久保史緒里、齋藤飛鳥、阪口珠美、桜井玲香、佐々木琴子、佐藤楓、柴田柚菜、白石麻衣、新内眞衣、鈴木絢音、清宮レイ、高山一実、田村真佑、筒井あやめ、寺田蘭世、中田花奈、中村麗乃、早川聖来、樋口日奈、星野みなみ、堀未央奈、松村沙友理、向井葉月、矢久保美緒、山崎怜奈、山下美月、吉田綾乃クリスティー、与田祐希、渡辺みり愛、和田まあや |                                    |
| 225 ※ | 9月23日  | 24thシングルヒット祈願 キャンペーン                                                                  | 秋元真夏、4期生 |                                      | 秋元真夏、生田絵梨花、梅澤美波、遠藤さくら、賀喜遥香、掛橋沙耶香、金川紗耶、北川悠理、北野日奈子、久保史緒里、齋藤飛鳥、柴田柚菜、白石麻衣、新内眞衣、清宮レイ、高山一実、田村真佑、筒井あやめ、早川聖来、星野みなみ、堀未央奈、松村沙友理、矢久保美緒、山下美月、与田祐希 |                                    |
| 226 ※ | 9月30日  | 24thシングルヒット祈願 キャンペーン 後編                                                             | 遠藤さくら、掛橋沙耶香、金川紗耶、柴田柚菜、筒井あやめ、早川聖来、矢久保美緒                                                           |                                      | 秋元真夏、生田絵梨花、梅澤美波、遠藤さくら、賀喜遥香、掛橋沙耶香、金川紗耶、北川悠理、北野日奈子、久保史緒里、齋藤飛鳥、柴田柚菜、白石麻衣、新内眞衣、清宮レイ、高山一実、田村真佑、筒井あやめ、早川聖来、星野みなみ、堀未央奈、松村沙友理、矢久保美緒、山下美月、与田祐希 |                                    |
| 227 ※ | 10月7日  | 乃木坂46 秋の四つ巴対決                                                                              | |                                      | 秋元真夏、生田絵梨花、齋藤飛鳥、白石麻衣、高山一実、中田花奈、樋口日奈、星野みなみ、松村沙友理、和田まあや、伊藤純奈、北野日奈子、佐々木琴子、新内眞衣、鈴木絢音、寺田蘭世、堀未央奈、山崎怜奈、渡辺みり愛、伊藤理々杏、岩本蓮加、梅澤美波、大園桃子、久保史緒里、阪口珠美、佐藤楓、中村麗乃、向井葉月 山下美月、吉田綾乃クリスティー、与田祐希、遠藤さくら、賀喜遥香、掛橋沙耶香、金川紗耶、柴田柚菜、清宮レイ、田村真佑、筒井あやめ、早川聖来、矢久保美緒            |                                    |
| 228 ※ | 10月14日 | 乃木坂46 秋の四つ巴対決 後半戦                                                                       | |                                      | 秋元真夏、生田絵梨花、齋藤飛鳥、白石麻衣、高山一実、中田花奈、樋口日奈、星野みなみ、松村沙友理、和田まあや、伊藤純奈、北野日奈子、佐々木琴子、新内眞衣、鈴木絢音、寺田蘭世、堀未央奈、山崎怜奈、渡辺みり愛、伊藤理々杏、岩本蓮加、梅澤美波、大園桃子、久保史緒里、阪口珠美、佐藤楓、中村麗乃、向井葉月 山下美月、吉田綾乃クリスティー、与田祐希、遠藤さくら、賀喜遥香、掛橋沙耶香、金川紗耶、柴田柚菜、清宮レイ、田村真佑、筒井あやめ、早川聖来、矢久保美緒            |                                    |
| 229 ※ | 10月21日 | 1カ月ぐらいでこれやります! 乃木坂46 みんなの目標発表会 2019                                          | 伊藤理々杏、田村真佑 | 江辺香織、柴原孝典                   | 秋元真夏、生田絵梨花、伊藤理々杏、岩本蓮加、梅澤美波、遠藤さくら、大園桃子、賀喜遥香、掛橋沙耶香、金川紗耶、北野日奈子、久保史緒里、齋藤飛鳥、佐藤楓、白石麻衣、高山一実、田村真佑、筒井あやめ、中田花奈、早川聖来、星野みなみ、松村沙友理、向井葉月、和田まあや |                                    |
| 230 ※ | 10月28日 | 1カ月ぐらいでこれやります! 乃木坂46 みんなの目標発表会 2019 後半                                     | 梅澤美波、遠藤さくら、清宮レイ、賀喜遥香                                                                                               | 武藤真也、アリス先生、せきぐちあいみ | 秋元真夏、生田絵梨花、伊藤理々杏、岩本蓮加、梅澤美波、遠藤さくら、大園桃子、賀喜遥香、掛橋沙耶香、金川紗耶、北野日奈子、久保史緒里、齋藤飛鳥、佐藤楓、白石麻衣、新内眞衣、清宮レイ、高山一実、田村真佑、筒井あやめ、中田花奈、早川聖来、星野みなみ、松村沙友理、向井葉月、和田まあや |                                    |
| 231 ※ | 11月4日  | 1カ月ぐらいでこれやります! 乃木坂46 みんなの目標発表会 2019 完結編                                   | 北川悠理、阪口珠美、齋藤飛鳥 | 西田長明、本多修、チョウ             | 秋元真夏、生田絵梨花、伊藤理々杏、岩本蓮加、梅澤美波、遠藤さくら、大園桃子、賀喜遥香、掛橋沙耶香、金川紗耶、北川悠理、北野日奈子、久保史緒里、齋藤飛鳥、阪口珠美、佐藤楓、白石麻衣、高山一実、田村真佑、筒井あやめ、中田花奈、早川聖来、星野みなみ、松村沙友理、向井葉月、山下美月、和田まあや |                                    |
| 232   | 11月11日 | 乃木坂46 VTR QUEEN決定戦                                                                             | 生田絵梨花、高山一実 | 飯尾和樹（ずん）                     | 秋元真夏、生田絵梨花、梅澤美波、遠藤さくら、賀喜遥香、掛橋沙耶香、金川紗耶、北野日奈子、久保史緒里、齋藤飛鳥、白石麻衣、新内眞衣、高山一実、筒井あやめ、星野みなみ、堀未央奈、山下美月、与田祐希 |                                    |
| 233   | 11月18日 | 乃木坂46 VTR QUEEN決定戦 中編                                                                        | 秋元真夏、白石麻衣、堀未央奈、向井葉月                                                                                                 |                                      | 秋元真夏、生田絵梨花、梅澤美波、遠藤さくら、賀喜遥香、掛橋沙耶香、金川紗耶、北野日奈子、久保史緒里、齋藤飛鳥、白石麻衣、新内眞衣、高山一実、筒井あやめ、星野みなみ、堀未央奈、向井葉月、山下美月、与田祐希 |                                    |
| 234 ※ | 11月25日 | 乃木坂46 VTR QUEEN決定戦 完結編                                                                      | 掛橋沙耶香、金川紗耶 |                                      | 秋元真夏、生田絵梨花、梅澤美波、遠藤さくら、賀喜遥香、掛橋沙耶香、金川紗耶、北野日奈子、久保史緒里、齋藤飛鳥、白石麻衣、新内眞衣、高山一実、筒井あやめ、星野みなみ、堀未央奈、向井葉月、山下美月、与田祐希 |                                    |
| 234 ※ | 11月25日 | 遅ればせながら･･･ 新キャプテン 秋元真夏をお祝いしよう!                                               | 秋元真夏 |                                      | 秋元真夏、生田絵梨花、梅澤美波、遠藤さくら、賀喜遥香、北野日奈子、久保史緒里、齋藤飛鳥、白石麻衣、新内眞衣、高山一実、筒井あやめ、星野みなみ、堀未央奈、山下美月、与田祐希 |                                    |
| 235 ※ | 12月2日  | 遅ればせながら･･･ 新キャプテン 秋元真夏をお祝いしよう! 後編                                          | 秋元真夏 |                                      | 秋元真夏、生田絵梨花、梅澤美波、遠藤さくら、賀喜遥香、北野日奈子、久保史緒里、齋藤飛鳥、白石麻衣、新内眞衣、高山一実、筒井あやめ、星野みなみ、堀未央奈、山下美月、与田祐希 |                                    |
| 236   | 12月9日  | 乃木坂46 B級ニュース大賞2019                                                                         | |                                      | 秋元真夏、伊藤純奈、伊藤理々杏、井上小百合、岩本蓮加、梅澤美波、遠藤さくら、大園桃子、賀喜遥香、掛橋沙耶香、金川紗耶、北野日奈子、久保史緒里、齋藤飛鳥、阪口珠美、佐々木琴子、佐藤楓、白石麻衣、新内眞衣、鈴木絢音、清宮レイ、高山一実、田村真佑、筒井あやめ、寺田蘭世、中田花奈、中村麗乃、早川聖来、樋口日奈、星野みなみ、堀未央奈、松村沙友理、向井葉月、山崎怜奈、山下美月、吉田綾乃クリスティー、与田祐希、渡辺みり愛、和田まあや                                 |                                    |
| 237   | 12月16日 | 乃木坂46 B級ニュース大賞2019 中編                                                                    | |                                      | 秋元真夏、伊藤純奈、伊藤理々杏、井上小百合、岩本蓮加、梅澤美波、遠藤さくら、大園桃子、賀喜遥香、掛橋沙耶香、金川紗耶、北野日奈子、久保史緒里、齋藤飛鳥、阪口珠美、佐々木琴子、佐藤楓、白石麻衣、新内眞衣、鈴木絢音、清宮レイ、高山一実、田村真佑、筒井あやめ、寺田蘭世、中田花奈、中村麗乃、早川聖来、樋口日奈、星野みなみ、堀未央奈、松村沙友理、向井葉月、山崎怜奈、山下美月、吉田綾乃クリスティー、与田祐希、渡辺みり愛、和田まあや                                 |                                    |
| 238   | 12月23日 | 乃木坂46 B級ニュース大賞2019 後編                                                                    | |                                      | 秋元真夏、伊藤純奈、伊藤理々杏、井上小百合、岩本蓮加、梅澤美波、遠藤さくら、大園桃子、賀喜遥香、掛橋沙耶香、金川紗耶、北野日奈子、久保史緒里、齋藤飛鳥、阪口珠美、佐々木琴子、佐藤楓、白石麻衣、新内眞衣、鈴木絢音、清宮レイ、高山一実、田村真佑、筒井あやめ、寺田蘭世、中田花奈、中村麗乃、早川聖来、樋口日奈、星野みなみ、堀未央奈、松村沙友理、向井葉月、山崎怜奈、山下美月、吉田綾乃クリスティー、与田祐希、渡辺みり愛、和田まあや                                 |                                    |

### 2020年
| 回    | 放送日   | 内容                                                                      | フィーチャー ガール                                                                                      | ゲスト                | スタジオメンバー | 備考      |
| ----- | -------- | ------------------------------------------------------------------------- | --- | --------------------- | --- | --------- |
| 239   | 1月6日   | 設楽軍 ご褒美 爆買いツアー!                                               | |                       | 伊藤純奈、井上小百合、岩本蓮加、北野日奈子、白石麻衣、新内眞衣、寺田蘭世、樋口日奈、星野みなみ、松村沙友理、向井葉月、山崎怜奈、与田祐希、渡辺みり愛 |           |
| 240   | 1月13日  | 設楽軍 ご褒美 爆買いツアー! 完結編                                        | |                       | 伊藤純奈、井上小百合、岩本蓮加、北野日奈子、白石麻衣、新内眞衣、寺田蘭世、樋口日奈、星野みなみ、松村沙友理、向井葉月、山崎怜奈、与田祐希、渡辺みり愛 |           |
| 241 ※ | 1月20日  | ズッキュン王国のハチャメチャパーティー                                    | |                       | 秋元真夏、梅澤美波、遠藤さくら、賀喜遥香、北野日奈子、久保史緒里、齋藤飛鳥、白石麻衣、新内眞衣、高山一実、筒井あやめ、星野みなみ、堀未央奈、松村沙友理、山下美月、与田祐希 |           |
| 242   | 1月27日  | 9年目突入! 今、話したい家族がいる2020                                     | |                       | 秋元真夏、伊藤純奈、伊藤理々杏、井上小百合、岩本蓮加、梅澤美波、遠藤さくら、大園桃子、賀喜遥香、掛橋沙耶香、金川紗耶、北川悠理、北野日奈子、久保史緒里、齋藤飛鳥、阪口珠美、佐々木琴子、佐藤楓、柴田柚菜、白石麻衣、新内眞衣、鈴木絢音、清宮レイ、高山一実、田村真佑、筒井あやめ、寺田蘭世、中田花奈、中村麗乃、早川聖来、樋口日奈、星野みなみ、堀未央奈、松村沙友理、向井葉月、矢久保美緒、山崎怜奈、山下美月、吉田綾乃クリスティー、与田祐希、渡辺みり愛、和田まあや                                            |           |
| 243   | 2月3日   | 9年目突入! 今、話したい家族がいる2020 後半戦 / 25枚目シングル選抜メンバー | |                       | 秋元真夏、伊藤純奈、伊藤理々杏、井上小百合、岩本蓮加、梅澤美波、遠藤さくら、大園桃子、賀喜遥香、掛橋沙耶香、金川紗耶、北川悠理、北野日奈子、久保史緒里、齋藤飛鳥、阪口珠美、佐々木琴子、佐藤楓、柴田柚菜、白石麻衣、新内眞衣、鈴木絢音、清宮レイ、高山一実、田村真佑、筒井あやめ、寺田蘭世、中田花奈、中村麗乃、早川聖来、樋口日奈、星野みなみ、堀未央奈、松村沙友理、向井葉月、矢久保美緒、山崎怜奈、山下美月、吉田綾乃クリスティー、与田祐希、渡辺みり愛、和田まあや                                            |           |
| 244 ※ | 2月10日  | 妄想恋愛グランプリ2020                                                    | 筒井あやめ                                                                                               |                       | 秋元真夏、伊藤純奈、岩本蓮加、梅澤美波、遠藤さくら、賀喜遥香、北野日奈子、久保史緒里、齋藤飛鳥、白石麻衣、新内眞衣、高山一実、田村真佑、筒井あやめ、早川聖来、星野みなみ、松村沙友理、山下美月、与田祐希 |           |
| 245   | 2月17日  | 世代間ギャップバトル                                                      | |                       | 秋元真夏、岩本蓮加、梅澤美波、遠藤さくら、大園桃子、賀喜遥香、久保史緒里、齋藤飛鳥、白石麻衣、新内眞衣、清宮レイ、高山一実、筒井あやめ、中田花奈、樋口日奈、星野みなみ、堀未央奈、松村沙友理、山下美月、与田祐希、和田まあや |           |
| 246   | 2月24日  | 世代間ギャップバトル 後半戦                                               | |                       | 秋元真夏、岩本蓮加、梅澤美波、遠藤さくら、大園桃子、賀喜遥香、久保史緒里、齋藤飛鳥、白石麻衣、新内眞衣、清宮レイ、高山一実、筒井あやめ、中田花奈、樋口日奈、星野みなみ、堀未央奈、松村沙友理、山下美月、与田祐希、和田まあや |           |
| 247   | 3月2日   | 第1回 オススメクイーン決定戦！                                            | |                       | 秋元真夏、岩本蓮加、梅澤美波、遠藤さくら、大園桃子、賀喜遥香、北川悠理、久保史緒里、齋藤飛鳥、白石麻衣、新内眞衣、鈴木絢音、中田花奈、樋口日奈、星野みなみ、堀未央奈、松村沙友理、山下美月、和田まあや |           |
| 248   | 3月9日   | 第1回 オススメクイーン決定戦！ 完結編！                                   | |                       | 秋元真夏、岩本蓮加、梅澤美波、遠藤さくら、大園桃子、賀喜遥香、北川悠理、久保史緒里、齋藤飛鳥、白石麻衣、新内眞衣、鈴木絢音、中田花奈、樋口日奈、星野みなみ、堀未央奈、松村沙友理、山下美月、和田まあや |           |
| 249   | 3月16日  | 団結力バトル!2020                                                         | |                       | 秋元真夏、岩本蓮加、梅澤美波、遠藤さくら、大園桃子、賀喜遥香、久保史緒里、齋藤飛鳥、白石麻衣、新内眞衣、高山一実、中田花奈、樋口日奈、星野みなみ、堀未央奈、松村沙友理、山下美月、和田まあや |           |
| 250   | 3月23日  | 団結力バトル!2020 完結編                                                  | |                       | 秋元真夏、岩本蓮加、梅澤美波、遠藤さくら、大園桃子、賀喜遥香、久保史緒里、齋藤飛鳥、白石麻衣、新内眞衣、高山一実、中田花奈、樋口日奈、星野みなみ、堀未央奈、松村沙友理、山下美月、和田まあや |           |
| 251   | 3月30日  | この後どうなっていたでしょう?                                             | |                       | 秋元真夏、生田絵梨花、井上小百合、岩本蓮加、梅澤美波、遠藤さくら、大園桃子、賀喜遥香、北野日奈子、久保史緒里、齋藤飛鳥、白石麻衣、新内眞衣、高山一実、中田花奈、樋口日奈、星野みなみ、堀未央奈、松村沙友理、山下美月、与田祐希、和田まあや |           |
| 252   | 4月6日   | ようこそ!乃木坂46 新4期生年表                                             | 黒見明香、佐藤璃果、林瑠奈、松尾美佑、弓木奈於                                                           |                       | 秋元真夏、生田絵梨花、井上小百合、岩本蓮加、梅澤美波、遠藤さくら、大園桃子、賀喜遥香、北野日奈子、久保史緒里、齋藤飛鳥、白石麻衣、新内眞衣、高山一実、中田花奈、樋口日奈、星野みなみ、堀未央奈、松村沙友理、山下美月、与田祐希、和田まあや、黒見明香、佐藤璃果、林瑠奈、松尾美佑、弓木奈於 |           |
| 253 ※ | 4月13日  | 乃木坂46 8th YEAR Birthday Live inナゴヤドーム                            | |                       | 全編VTR | [ 注 63 ] |
| 254   | 4月20日  | 白石麻衣の卒業前に・・・全てのモヤモヤを解決しておこう                    | |                       | 秋元真夏、生田絵梨花、井上小百合、岩本蓮加、梅澤美波、遠藤さくら、大園桃子、賀喜遥香、北川悠理、北野日奈子、久保史緒里、齋藤飛鳥、佐藤楓、白石麻衣、新内眞衣、清宮レイ、高山一実、筒井あやめ、中田花奈、樋口日奈、星野みなみ、堀未央奈、松村沙友理、山下美月、吉田綾乃クリスティー、与田祐希、和田まあや |           |
| 255   | 4月27日  | 白石麻衣の卒業前に・・・全てのモヤモヤを解決しておこう 後半戦             | |                       | 秋元真夏、生田絵梨花、井上小百合、岩本蓮加、梅澤美波、遠藤さくら、大園桃子、賀喜遥香、北川悠理、北野日奈子、久保史緒里、齋藤飛鳥、佐藤楓、白石麻衣、新内眞衣、清宮レイ、高山一実、筒井あやめ、中田花奈、樋口日奈、星野みなみ、堀未央奈、松村沙友理、山下美月、吉田綾乃クリスティー、与田祐希、和田まあや |           |
| 256   | 5月4日   | 設楽工事中                                                                | |                       | 全編VTR |           |
| 257   | 5月11日  | 日村工事中                                                                | |                       | 全編VTR |           |
| 258   | 5月18日  | 乃木坂46VSバナナマン                                                      | |                       | 全編VTR |           |
| 259   | 5月25日  | 離れていても心はひとつ! リモート工事中!                                   | |                       | 秋元真夏、高山一実、中田花奈、星野みなみ、松村沙友理 |           |
| 260 ※ | 6月1日   | 離れていても心はひとつ! リモート工事中!（2）                              | |                       | 生田絵梨花、齋藤飛鳥、樋口日奈、和田まあや |           |
| 261   | 6月8日   | ここがターニングポイント 私の神回                                         | |                       | 生田絵梨花、北川悠理、久保史緒里、齋藤飛鳥、中田花奈、樋口日奈、星野みなみ、渡辺みり愛 |           |
| 262   | 6月14日  | ここがターニングポイント 私の神回（2）                                    | |                       | 秋元真夏、梅澤美波、鈴木絢音、筒井あやめ、寺田蘭世、松村沙友理、和田まあや |           |
| 263   | 6月22日  | もってけ泥棒!日村なんでも廃品回収2020                                     | |                       | 生田絵梨花、梅澤美波、北野日奈子、清宮レイ、高山一実、樋口日奈、松村沙友理 |           |
| 264   | 6月29日  | もってけ泥棒!日村なんでも廃品回収2020 後半戦                              | |                       | 生田絵梨花、梅澤美波、北野日奈子、清宮レイ、高山一実、樋口日奈、松村沙友理 |           |
| 264   | 6月29日  | 乃木坂46! イメージランキング                                              | 秋元真夏、高山一実、樋口日奈                                                                             |                       | 賀喜遥香、齋藤飛鳥、新内眞衣、中田花奈、山下美月 |           |
| 265   | 7月6日   | 乃木坂46! イメージランキング 後半戦                                       | 伊藤純奈、梅澤美波、大園桃子、北野日奈子、齋藤飛鳥、新内眞衣、筒井あやめ、中田花奈、松村沙友理、山下美月 |                       | 賀喜遥香、齋藤飛鳥、新内眞衣、中田花奈、山下美月 |           |
| 266   | 7月13日  | リモート工事中 未公開編                                                   | |                       | 全編VTR |           |
| 267 ※ | 7月20日  | 第3回乃木坂46内輪ウケものまね大賞!                                        | 梅澤美波、清宮レイ、高山一実、山下美月、渡辺みり愛、和田まあや                                           |                       | 秋元真夏、生田絵梨花、岩本蓮加、大園桃子、北川悠理、齋藤飛鳥、星野みなみ |           |
| 268 ※ | 7月27日  | 第3回乃木坂46内輪ウケものまね大賞! 後編                                   | 梅澤美波、賀喜遥香、久保史緒里、早川聖来、樋口日奈、山下美月、和田まあや                                 |                       | 秋元真夏、生田絵梨花、岩本蓮加、大園桃子、北川悠理、齋藤飛鳥、星野みなみ |           |
| 269 ※ | 8月3日   | 第3回乃木坂46内輪ウケものまね大賞! 延長編                                 | 新内眞衣、早川聖来、堀未央奈、松村沙友理、和田まあや                                                     |                       | 秋元真夏、生田絵梨花、岩本蓮加、大園桃子、北川悠理、齋藤飛鳥、星野みなみ |           |
| 269 ※ | 8月3日   | 乃木坂 リベンジゲーム大会                                                 | |                       | 生田絵梨花、大園桃子、掛橋沙耶香、金川紗耶、新内眞衣、堀未央奈、松村沙友理、山下美月 |           |
| 270   | 8月10日  | 乃木坂 リベンジゲーム大会 後半戦                                          | |                       | 生田絵梨花、大園桃子、掛橋沙耶香、金川紗耶、新内眞衣、堀未央奈、松村沙友理、山下美月 |           |
| 271   | 8月17日  | 教えて先輩!今さら聞けない乃木坂46ルール                                   | |                       | 秋元真夏、梅澤美波、遠藤さくら、大園桃子、賀喜遥香、齋藤飛鳥、新内眞衣、高山一実、早川聖来、星野みなみ、松村沙友理、与田祐希 |           |
| 272   | 8月24日  | 教えて先輩!今さら聞けない乃木坂46ルール 後半                              | |                       | 秋元真夏、梅澤美波、遠藤さくら、大園桃子、賀喜遥香、齋藤飛鳥、新内眞衣、高山一実、早川聖来、星野みなみ、松村沙友理、与田祐希 |           |
| 272   | 8月24日  | カレーのコーナー                                                          | |                       | 大園桃子、掛橋沙耶香、金川紗耶、佐藤楓、新内眞衣、清宮レイ、筒井あやめ、星野みなみ、堀未央奈、松村沙友理、山下美月 |           |
| 273   | 8月31日  | 教えて先輩!今さら聞けない乃木坂46ルール 完結編                            | |                       | 秋元真夏、梅澤美波、遠藤さくら、大園桃子、賀喜遥香、齋藤飛鳥、新内眞衣、高山一実、早川聖来、星野みなみ、松村沙友理、与田祐希 |           |
| 274   | 9月7日   | 乃木坂MV注目中2020                                                        | |                       | 梅澤美波、掛橋沙耶香、金川紗耶、北野日奈子、久保史緒里、齋藤飛鳥、新内眞衣、早川聖来、星野みなみ、堀未央奈、松村沙友理、山下美月 |           |
| 275   | 9月14日  | 乃木坂MV注目中2020 完結編                                                 | |                       | 梅澤美波、掛橋沙耶香、金川紗耶、北野日奈子、久保史緒里、齋藤飛鳥、新内眞衣、早川聖来、星野みなみ、堀未央奈、松村沙友理、山下美月 |           |
| 275   | 9月14日  | 中田花奈 卒業発表記念 乃木坂46が言ってそうGP                              | |                       | 秋元真夏、梅澤美波、齋藤飛鳥、新内眞衣、清宮レイ、高山一実、中田花奈、星野みなみ、堀未央奈、松村沙友理、向井葉月、山下美月、渡辺みり愛 |           |
| 276   | 9月21日  | 中田花奈 卒業発表記念 乃木坂46が言ってそうGP 後半                         | |                       | 秋元真夏、梅澤美波、齋藤飛鳥、新内眞衣、清宮レイ、高山一実、中田花奈、星野みなみ、堀未央奈、松村沙友理、向井葉月、山下美月、渡辺みり愛 |           |
| 277   | 9月28日  | 高校生"の"クイズ大会 前半                                                 | |                       | 秋元真夏、梅澤美波、大園桃子、北野日奈子、齋藤飛鳥、新内眞衣、高山一実、中田花奈、星野みなみ、堀未央奈、松村沙友理、山下美月 |           |
| 278   | 10月5日  | 高校生"の"クイズ大会 後半                                                 | |                       | 秋元真夏、梅澤美波、大園桃子、北野日奈子、齋藤飛鳥、新内眞衣、高山一実、中田花奈、星野みなみ、堀未央奈、松村沙友理、山下美月 |           |
| 279   | 10月12日 | DJ白石への道                                                              | 白石麻衣                                                                                                 | DJ松永（Creepy Nuts） | 秋元真夏、生田絵梨花、梅澤美波、齋藤飛鳥、白石麻衣、新内眞衣、清宮レイ、筒井あやめ、堀未央奈、松村沙友理、山下美月 |           |
| 279   | 10月12日 | 最後のボンバーマン対決                                                    | 白石麻衣                                                                                                 |                       | 生田絵梨花、梅澤美波、遠藤さくら、賀喜遥香、大園桃子、久保史緒里、齋藤飛鳥、新内眞衣、白石麻衣、高山一実、堀未央奈、松村沙友理 |           |
| 279   | 10月12日 | メンバーがもう1度見たい白石名場面ランキング 前半                          | 白石麻衣                                                                                                 |                       | 秋元真夏、生田絵梨花、梅澤美波、遠藤さくら、大園桃子、賀喜遥香、久保史緒里、齋藤飛鳥、白石麻衣、新内眞衣、高山一実、樋口日奈、星野みなみ、与田祐希、和田まあや |           |
| 280   | 10月19日 | 絆で乗り越えろ! 1期生全員成功するまで卒業できません                       | 白石麻衣                                                                                                 |                       | 秋元真夏、生田絵梨花、齋藤飛鳥、白石麻衣、高山一実、中田花奈、樋口日奈、星野みなみ、松村沙友理、和田まあや |           |
| 280   | 10月19日 | メンバーがもう1度見たい白石名場面ランキング 後半                          | 白石麻衣                                                                                                 |                       | 秋元真夏、生田絵梨花、梅澤美波、遠藤さくら、大園桃子、賀喜遥香、久保史緒里、齋藤飛鳥、白石麻衣、新内眞衣、高山一実、樋口日奈、星野みなみ、与田祐希、和田まあや |           |
| 281   | 10月26日 | 絆で乗り越えろ! 1期生全員成功するまで卒業できません 後半                  | 白石麻衣                                                                                                 |                       | 秋元真夏、生田絵梨花、齋藤飛鳥、白石麻衣、高山一実、中田花奈、樋口日奈、星野みなみ、松村沙友理、和田まあや |           |
| 281   | 10月26日 | メンバーがもう1度見たい白石名場面ランキング 完結編                        | 白石麻衣                                                                                                 |                       | 秋元真夏、生田絵梨花、梅澤美波、遠藤さくら、大園桃子、賀喜遥香、久保史緒里、齋藤飛鳥、白石麻衣、新内眞衣、高山一実、樋口日奈、星野みなみ、与田祐希、和田まあや |           |
| 282 ※ | 11月2日  | 後輩に伝えたい 中田年表 白石麻衣卒業コンサート                            | 中田花奈                                                                                                 |                       | 秋元真夏、生田絵梨花、梅澤美波、齋藤飛鳥、阪口珠美、清宮レイ、高山一実、筒井あやめ、中田花奈、早川聖来、星野みなみ、与田祐希、和田まあや |           |
| 283   | 11月9日  | 乃木坂46 自己分析選手権 前半                                              | |                       | 秋元真夏、生田絵梨花、伊藤純奈、梅澤美波、大園桃子、北野日奈子、齋藤飛鳥、新内眞衣、清宮レイ、田村真佑、筒井あやめ、早川聖来、星野みなみ、堀未央奈、向井葉月、山下美月、与田祐希、渡辺みり愛、和田まあや |           |
| 284   | 11月16日 | 乃木坂46 自己分析選手権 後半 / 26枚目シングル選抜メンバー                 | |                       | 秋元真夏、生田絵梨花、伊藤純奈、梅澤美波、大園桃子、北野日奈子、齋藤飛鳥、新内眞衣、清宮レイ、田村真佑、筒井あやめ、早川聖来、星野みなみ、堀未央奈、向井葉月、山下美月、与田祐希、渡辺みり愛、和田まあや |           |
| 285   | 11月23日 | 乃木坂46 平均点クイーン決定戦                                             | |                       | 秋元真夏、生田絵梨花、岩本蓮加、梅澤美波、遠藤さくら、大園桃子、賀喜遥香、金川紗耶、北川悠理、北野日奈子、齋藤飛鳥、阪口珠美、佐藤楓、新内眞衣、高山一実、筒井あやめ、星野みなみ、堀未央奈、向井葉月、山下美月、弓木奈於、与田祐希、渡辺みり愛、和田まあや |           |
| 286 ※ | 11月30日 | 乃木坂46 声カワイイ選手権                                                 | |                       | 秋元真夏、岩本蓮加、梅澤美波、遠藤さくら、大園桃子、北川悠理、北野日奈子、久保史緒里、齋藤飛鳥、新内眞衣、清宮レイ、高山一実、田村真佑、筒井あやめ、星野みなみ、堀未央奈、松村沙友理、向井葉月、山下美月 |           |
| 287 ※ | 12月7日  | 乃木坂46 声カワイイ選手権 完結編                                          | |                       | 秋元真夏、岩本蓮加、梅澤美波、遠藤さくら、大園桃子、北川悠理、北野日奈子、久保史緒里、齋藤飛鳥、新内眞衣、清宮レイ、高山一実、田村真佑、筒井あやめ、星野みなみ、堀未央奈、松村沙友理、向井葉月、山下美月 |           |
| 288   | 12月14日 | 乃木坂46 B級ニュース大賞2020                                              | |                       | (前後半共に出演) 秋元真夏、生田絵梨花、北川悠理、齋藤飛鳥、阪口珠美、佐藤楓、田村真佑、松村沙友理、山下美月 (前半のみの出演) 伊藤純奈、伊藤理々杏、岩本蓮加、梅澤美波、遠藤さくら、賀喜遥香、掛橋沙耶香、金川紗耶、鈴木絢音、高山一実、筒井あやめ、中村麗乃、早川聖来、樋口日奈、与田祐希、弓木奈於、和田まあや (後半のみの出演) 大園桃子、北野日奈子、久保史緒里、黒見明香、佐藤璃果、柴田柚菜、新内眞衣、清宮レイ、寺田蘭世、林瑠奈、星野みなみ、堀未央奈、松尾美佑、向井葉月、吉田綾乃クリスティー、渡辺みり愛 |           |
| 289   | 12月21日 | 乃木坂46 B級ニュース大賞2020 中編                                         | |                       | (前後半共に出演) 秋元真夏、生田絵梨花、北川悠理、齋藤飛鳥、阪口珠美、佐藤楓、田村真佑、松村沙友理、山下美月 (前半のみの出演) 伊藤純奈、伊藤理々杏、岩本蓮加、梅澤美波、遠藤さくら、賀喜遥香、掛橋沙耶香、金川紗耶、鈴木絢音、高山一実、筒井あやめ、中村麗乃、早川聖来、樋口日奈、与田祐希、弓木奈於、和田まあや (後半のみの出演) 大園桃子、北野日奈子、久保史緒里、黒見明香、佐藤璃果、柴田柚菜、新内眞衣、清宮レイ、寺田蘭世、林瑠奈、星野みなみ、堀未央奈、松尾美佑、向井葉月、吉田綾乃クリスティー、渡辺みり愛 |           |
| 290   | 12月28日 | 乃木坂46 B級ニュース大賞2020 完結編                                       | |                       | (前後半共に出演) 秋元真夏、生田絵梨花、北川悠理、齋藤飛鳥、阪口珠美、佐藤楓、田村真佑、松村沙友理、山下美月 (前半のみの出演) 伊藤純奈、伊藤理々杏、岩本蓮加、梅澤美波、遠藤さくら、賀喜遥香、掛橋沙耶香、金川紗耶、鈴木絢音、高山一実、筒井あやめ、中村麗乃、早川聖来、樋口日奈、与田祐希、弓木奈於、和田まあや (後半のみの出演) 大園桃子、北野日奈子、久保史緒里、黒見明香、佐藤璃果、柴田柚菜、新内眞衣、清宮レイ、寺田蘭世、林瑠奈、星野みなみ、堀未央奈、松尾美佑、向井葉月、吉田綾乃クリスティー、渡辺みり愛 |           |

### 2021年
| 回    | 放送日   | 内容                                                                | フィーチャー ガール                                                      | ゲスト | スタジオメンバー | 備考                                                                    |
| ----- | -------- | ------------------------------------------------------------------- | ------------------------------------------------------------------------ | ------ | --- | ----------------------------------------------------------------------- |
| 291   | 1月11日  | 乃木坂46 設楽軍VS日村軍 新春ゲーム大会2021                          | 高山一実、松村沙友理                                                     |        | 秋元真夏、生田絵梨花、岩本蓮加、梅澤美波、遠藤さくら、大園桃子、賀喜遥香、久保史緒里、齋藤飛鳥、新内眞衣、清宮レイ、高山一実、田村真佑、筒井あやめ、星野みなみ、堀未央奈、松村沙友理、山下美月、与田祐希                                             | 0:15 - 0:45に放送（15分繰り下げ）                                       |
| 292   | 1月18日  | 乃木坂46 設楽軍VS日村軍 新春ゲーム大会2021                          | 梅澤美波                                                                 |        | 秋元真夏、生田絵梨花、岩本蓮加、梅澤美波、遠藤さくら、大園桃子、賀喜遥香、久保史緒里、齋藤飛鳥、新内眞衣、清宮レイ、高山一実、田村真佑、筒井あやめ、星野みなみ、堀未央奈、松村沙友理、山下美月、与田祐希                                             |                                                                         |
| 292   | 1月18日  | 26枚目シングルヒット祈願                                            | 梅澤美波、久保史緒里、山下美月                                           |        | 秋元真夏、生田絵梨花、岩本蓮加、梅澤美波、遠藤さくら、大園桃子、賀喜遥香、久保史緒里、齋藤飛鳥、新内眞衣、清宮レイ、高山一実、田村真佑、筒井あやめ、星野みなみ、堀未央奈、松村沙友理、山下美月、与田祐希                                             |                                                                         |
| 293   | 1月25日  | 26枚目シングルヒット祈願 完結編                                     | 梅澤美波、久保史緒里、山下美月、清宮レイ、田村真佑、生田絵梨花、齋藤飛鳥 |        | 秋元真夏、生田絵梨花、岩本蓮加、梅澤美波、遠藤さくら、大園桃子、賀喜遥香、久保史緒里、齋藤飛鳥、新内眞衣、清宮レイ、高山一実、田村真佑、筒井あやめ、星野みなみ、堀未央奈、松村沙友理、山下美月、与田祐希                                             |                                                                         |
| 294   | 2月1日   | 乃木坂46 設楽軍VS日村軍 新春ゲーム大会2021 イントロクイズ対決!      |                                                                          |        | 秋元真夏、生田絵梨花、岩本蓮加、梅澤美波、遠藤さくら、大園桃子、賀喜遥香、久保史緒里、齋藤飛鳥、新内眞衣、清宮レイ、高山一実、田村真佑、筒井あやめ、星野みなみ、堀未央奈、松村沙友理、山下美月、与田祐希                                             |                                                                         |
| 295   | 2月8日   | 最下位を回避せよ! 「TEIHEN」                                        |                                                                          |        | 秋元真夏、生田絵梨花、梅澤美波、大園桃子、賀喜遥香、金川紗耶、北川悠理、久保史緒里、齋藤飛鳥、阪口珠美、清宮レイ、高山一実、筒井あやめ、中村麗乃、林瑠奈、星野みなみ、堀未央奈、松村沙友理、向井葉月、矢久保美緒、山下美月、与田祐希                 |                                                                         |
| 296   | 2月15日  | 最下位を回避せよ! 「TEIHEN」完結編                                  |                                                                          |        | 秋元真夏、生田絵梨花、梅澤美波、大園桃子、賀喜遥香、金川紗耶、北川悠理、久保史緒里、齋藤飛鳥、阪口珠美、清宮レイ、高山一実、筒井あやめ、中村麗乃、林瑠奈、星野みなみ、堀未央奈、松村沙友理、向井葉月、矢久保美緒、山下美月、与田祐希                 |                                                                         |
| 297   | 2月22日  | 勝手に4期生ダービー 前半                                            | 遠藤さくら、賀喜遥香、松尾美佑、清宮レイ                                 |        | 秋元真夏、岩本蓮加、梅澤美波、大園桃子、久保史緒里、齋藤飛鳥、新内眞衣、高山一実、星野みなみ、堀未央奈、松村沙友理、山下美月、与田祐希 |                                                                         |
| 298   | 3月1日   | 勝手に4期生ダービー 後半                                            | 金川紗耶、柴田柚菜、筒井あやめ                                           |        | 秋元真夏、岩本蓮加、梅澤美波、大園桃子、久保史緒里、齋藤飛鳥、新内眞衣、高山一実、星野みなみ、堀未央奈、松村沙友理、山下美月、与田祐希 |                                                                         |
| 299   | 3月8日   | 設楽軍ご褒美プレゼン大会                                            | 梅澤美波                                                                 |        | 秋元真夏、岩本蓮加、梅澤美波、遠藤さくら、大園桃子、齋藤飛鳥、清宮レイ、田村真佑、堀未央奈、松村沙友理 |                                                                         |
| 300   | 3月15日  | 乃木坂46 バラエティ養成講座! 前半戦                                 |                                                                          |        | 秋元真夏、生田絵梨花、岩本蓮加、梅澤美波、遠藤さくら、大園桃子、賀喜遥香、久保史緒里、齋藤飛鳥、新内眞衣、清宮レイ、高山一実、田村真佑、筒井あやめ、星野みなみ、堀未央奈、松村沙友理、山下美月、与田祐希                                             |                                                                         |
| 301 ※ | 3月22日  | 乃木坂46 バラエティ養成講座! 後半戦                                 |                                                                          |        | 秋元真夏、生田絵梨花、岩本蓮加、梅澤美波、遠藤さくら、大園桃子、賀喜遥香、久保史緒里、齋藤飛鳥、新内眞衣、清宮レイ、高山一実、田村真佑、筒井あやめ、星野みなみ、堀未央奈、松村沙友理、山下美月、与田祐希                                             |                                                                         |
| 302   | 3月29日  | 堀未央奈 卒業記念やり残しSP                                         | 堀未央奈                                                                 |        | 秋元真夏、伊藤純奈、梅澤美波、大園桃子、掛橋沙耶香、北野日奈子、久保史緒里、齋藤飛鳥、新内眞衣、鈴木絢音、清宮レイ、高山一実、田村真佑、寺田蘭世、林瑠奈、星野みなみ、堀未央奈、山崎怜奈、山下美月、渡辺みり愛                                       |                                                                         |
| 303 ※ | 4月5日   | 設楽軍おすすめグルメお取り寄せ 前半                                 |                                                                          |        | 秋元真夏、岩本蓮加、梅澤美波、遠藤さくら、大園桃子、齋藤飛鳥、清宮レイ、田村真佑 |                                                                         |
| 304   | 4月12日  | 設楽軍おすすめグルメお取り寄せ 後半                                 |                                                                          |        | 秋元真夏、岩本蓮加、梅澤美波、遠藤さくら、大園桃子、齋藤飛鳥、清宮レイ、田村真佑 |                                                                         |
| 304   | 4月12日  | 1人を目指せ! 乃木坂クエスチョン 前半戦                              |                                                                          |        | 秋元真夏、生田絵梨花、岩本蓮加、梅澤美波、遠藤さくら、大園桃子、賀喜遥香、久保史緒里、齋藤飛鳥、新内眞衣、清宮レイ、高山一実、田村真佑、筒井あやめ、星野みなみ、松村沙友理、山下美月、与田祐希                                                       |                                                                         |
| 305   | 4月19日  | 1人を目指せ! 乃木坂クエスチョン 後半戦 / 27枚目シングル選抜メンバー |                                                                          |        | 秋元真夏、生田絵梨花、岩本蓮加、梅澤美波、遠藤さくら、大園桃子、賀喜遥香、久保史緒里、齋藤飛鳥、新内眞衣、清宮レイ、高山一実、田村真佑、筒井あやめ、星野みなみ、松村沙友理、山下美月、与田祐希                                                       |                                                                         |
| 306   | 4月26日  | 乃木坂46 E（絵）-1グランプリ 前編                                   |                                                                          |        | 秋元真夏、梅澤美波、遠藤さくら、賀喜遥香、北川悠理、久保史緒里、齋藤飛鳥、阪口珠美、新内眞衣、高山一実、田村真佑、筒井あやめ、早川聖来、樋口日奈、星野みなみ、松村沙友理、山崎怜奈、山下美月、与田祐希、和田まあや                                   | この回よりMCの椅子が新しくなった。                                      |
| 307   | 5月3日   | 乃木坂46 E（絵）-1グランプリ 後編                                   |                                                                          |        | 秋元真夏、梅澤美波、遠藤さくら、賀喜遥香、北川悠理、久保史緒里、齋藤飛鳥、阪口珠美、新内眞衣、高山一実、田村真佑、筒井あやめ、早川聖来、樋口日奈、星野みなみ、松村沙友理、山崎怜奈、山下美月、与田祐希、和田まあや                                   |                                                                         |
| 308 ※ | 5月10日  | 乃木坂46 イスランド前編                                             |                                                                          |        | 秋元真夏、岩本蓮加、梅澤美波、遠藤さくら、大園桃子、賀喜遥香、久保史緒里、齋藤飛鳥、新内眞衣、清宮レイ、高山一実、田村真佑、筒井あやめ、早川聖来、樋口日奈、星野みなみ、松村沙友理                                                                   |                                                                         |
| 309 ※ | 5月17日  | 乃木坂46 イスランド後編                                             |                                                                          |        | 秋元真夏、岩本蓮加、梅澤美波、遠藤さくら、大園桃子、賀喜遥香、久保史緒里、齋藤飛鳥、新内眞衣、清宮レイ、高山一実、田村真佑、筒井あやめ、早川聖来、樋口日奈、星野みなみ、松村沙友理                                                                   | この回よりYouTubeチャンネル「乃木坂配信中」でも配信が開始された。       |
| 310 ※ | 5月24日  | 乃木坂46 芸能界すごろく 前編                                        |                                                                          |        | 梅澤美波、遠藤さくら、大園桃子、賀喜遥香、久保史緒里、齋藤飛鳥、新内眞衣、高山一実、田村真佑、筒井あやめ、早川聖来、樋口日奈、松村沙友理、山下美月、与田祐希                                                                                         |                                                                         |
| 311   | 5月31日  | 乃木坂46 芸能界すごろく 後編                                        |                                                                          |        | 梅澤美波、遠藤さくら、大園桃子、賀喜遥香、久保史緒里、齋藤飛鳥、新内眞衣、高山一実、田村真佑、筒井あやめ、早川聖来、樋口日奈、松村沙友理、山下美月、与田祐希                                                                                         |                                                                         |
| 312   | 6月7日   | 乃木坂46 芸能界すごろく 完結編                                      |                                                                          |        | 梅澤美波、遠藤さくら、大園桃子、賀喜遥香、久保史緒里、齋藤飛鳥、新内眞衣、高山一実、田村真佑、筒井あやめ、早川聖来、樋口日奈、松村沙友理、山下美月、与田祐希                                                                                         |                                                                         |
| 312   | 6月7日   | 27thシングルヒット祈願！                                            | 久保史緒里、岩本蓮加、早川聖来                                           |        | 秋元真夏、岩本蓮加、梅澤美波、遠藤さくら、大園桃子、賀喜遥香、久保史緒里、齋藤飛鳥、新内眞衣、清宮レイ、高山一実、田村真佑、筒井あやめ、早川聖来、樋口日奈、星野みなみ、松村沙友理、山下美月、与田祐希                                               |                                                                         |
| 313   | 6月14日  | 27thシングルヒット祈願！                                            | 梅澤美波、山下美月、賀喜遥香、田村真佑                                   |        | 秋元真夏、岩本蓮加、梅澤美波、遠藤さくら、大園桃子、賀喜遥香、久保史緒里、齋藤飛鳥、新内眞衣、清宮レイ、高山一実、田村真佑、筒井あやめ、早川聖来、樋口日奈、星野みなみ、松村沙友理、山下美月、与田祐希                                               |                                                                         |
| 314 ※ | 6月21日  | 27thシングルヒット祈願！ 完結編                                     | 遠藤さくら、与田祐希、高山一実                                           |        | 秋元真夏、岩本蓮加、梅澤美波、遠藤さくら、大園桃子、賀喜遥香、久保史緒里、齋藤飛鳥、新内眞衣、清宮レイ、高山一実、田村真佑、筒井あやめ、早川聖来、樋口日奈、星野みなみ、松村沙友理、山下美月、与田祐希                                               |                                                                         |
| 315 ※ | 6月28日  | 奇想天外！ 与田クイズ                                               | 与田祐希                                                                 |        | 秋元真夏、岩本蓮加、梅澤美波、遠藤さくら、大園桃子、賀喜遥香、久保史緒里、齋藤飛鳥、佐藤楓、新内眞衣、清宮レイ、田村真佑、筒井あやめ、早川聖来、樋口日奈、星野みなみ、松村沙友理、向井葉月、山下美月                                                 | [ 注 92 ]                                                               |
| 316   | 7月5日   | 松村沙友理 卒業記念！ 設楽王決定戦                                  | 松村沙友理                                                               |        | 秋元真夏、伊藤純奈、岩本蓮加、梅澤美波、遠藤さくら、大園桃子、賀喜遥香、久保史緒里、齋藤飛鳥、新内眞衣、清宮レイ、高山一実、田村真佑、筒井あやめ、早川聖来、樋口日奈、星野みなみ、松村沙友理、山下美月、与田祐希、渡辺みり愛、和田まあや             |                                                                         |
| 317   | 7月12日  | 松村沙友理 卒業記念! 1期生やり残しSP                                | 松村沙友理                                                               |        | 秋元真夏、生田絵梨花、伊藤純奈、岩本蓮加、梅澤美波、遠藤さくら、大園桃子、賀喜遥香、久保史緒里、齋藤飛鳥、新内眞衣、清宮レイ、高山一実、田村真佑、筒井あやめ、早川聖来、樋口日奈、星野みなみ、松村沙友理、山下美月、与田祐希、渡辺みり愛、和田まあや |                                                                         |
| 318 ※ | 7月19日  | 上半期・私の反省大賞！                                              |                                                                          |        | 秋元真夏、岩本蓮加、梅澤美波、遠藤さくら、大園桃子、賀喜遥香、北川悠理、齋藤飛鳥、新内眞衣、早川聖来、樋口日奈、星野みなみ、山下美月、与田祐希、渡辺みり愛、和田まあや                                                                               |                                                                         |
| 319   | 7月26日  | 第3回 頭NO王決定戦                                                  |                                                                          |        | 秋元真夏、岩本蓮加、梅澤美波、遠藤さくら、大園桃子、賀喜遥香、金川紗耶、北川悠理、阪口珠美、佐藤楓、佐藤璃果、新内眞衣、早川聖来、田村真佑、樋口日奈、星野みなみ、矢久保美緒、山下美月、弓木奈於、与田祐希、和田まあや                               |                                                                         |
| 320 ※ | 8月2日   | 第3回 頭NO王決定戦 完結編                                           |                                                                          |        | 秋元真夏、岩本蓮加、梅澤美波、遠藤さくら、大園桃子、賀喜遥香、金川紗耶、北川悠理、阪口珠美、佐藤楓、佐藤璃果、新内眞衣、早川聖来、田村真佑、樋口日奈、星野みなみ、矢久保美緒、山下美月、弓木奈於、与田祐希、和田まあや                               |                                                                         |
| 321   | 8月9日   | 乃木坂46 縦割りクラス対抗戦(1)                                      |                                                                          |        | 秋元真夏、梅澤美波、遠藤さくら、賀喜遥香、掛橋沙耶香、北野日奈子、久保史緒里、齋藤飛鳥、新内眞衣、鈴木絢音、寺田蘭世、樋口日奈、星野みなみ、筒井あやめ、山下美月、与田祐希                                                                           |                                                                         |
| 322   | 8月16日  | 乃木坂46 縦割りクラス対抗戦(2) / 28枚目シングル選抜メンバー         |                                                                          |        | 秋元真夏、梅澤美波、遠藤さくら、賀喜遥香、掛橋沙耶香、北野日奈子、久保史緒里、齋藤飛鳥、新内眞衣、鈴木絢音、寺田蘭世、樋口日奈、星野みなみ、筒井あやめ、山下美月、与田祐希                                                                           |                                                                         |
| 323   | 8月23日  | 乃木坂46 縦割りクラス対抗戦 完結編                                  |                                                                          |        | 秋元真夏、梅澤美波、遠藤さくら、賀喜遥香、掛橋沙耶香、北野日奈子、久保史緒里、齋藤飛鳥、新内眞衣、鈴木絢音、寺田蘭世、樋口日奈、星野みなみ、筒井あやめ、山下美月、与田祐希                                                                           |                                                                         |
| 323   | 8月23日  | 大御所にハマれ! おじさんあるある勉強会 前編                         |                                                                          |        | 岩本蓮加、梅澤美波、遠藤さくら、大園桃子、賀喜遥香、久保史緒里、齋藤飛鳥、新内眞衣、清宮レイ、高山一実、田村真佑、筒井あやめ、早川聖来、樋口日奈、山下美月、与田祐希                                                                                 |                                                                         |
| 324   | 8月30日  | 大御所にハマれ! おじさんあるある勉強会 後編                         |                                                                          |        | 岩本蓮加、梅澤美波、遠藤さくら、大園桃子、賀喜遥香、久保史緒里、齋藤飛鳥、新内眞衣、清宮レイ、高山一実、田村真佑、筒井あやめ、早川聖来、樋口日奈、山下美月、与田祐希                                                                                 | 伊藤純奈、渡辺みり愛からエンディングにてラストメッセージのみのVTR出演。 |
| 325   | 9月6日   | 3期生 12人で最後の晩餐                                              | 3期生                                                                    |        | 秋元真夏、伊藤理々杏、岩本蓮加、梅澤美波、遠藤さくら、大園桃子、賀喜遥香、北野日奈子、久保史緒里、阪口珠美、佐藤楓、新内眞衣、鈴木絢音、高山一実、筒井あやめ、中村麗乃、向井葉月、山下美月、吉田綾乃クリスティー、与田祐希                           |                                                                         |
| 326   | 9月13日  | 28thシングルヒット祈願                                              |                                                                          |        | 秋元真夏、岩本蓮加、梅澤美波、遠藤さくら、賀喜遥香、掛橋沙耶香、北野日奈子、久保史緒里、齋藤飛鳥、新内眞衣、鈴木絢音、清宮レイ、高山一実、田村真佑、筒井あやめ、早川聖来、樋口日奈、星野みなみ、与田祐希                                             |                                                                         |
| 327   | 9月20日  | 28thシングルヒット祈願 完結編                                       |                                                                          |        | 秋元真夏、岩本蓮加、梅澤美波、遠藤さくら、賀喜遥香、掛橋沙耶香、北野日奈子、久保史緒里、齋藤飛鳥、新内眞衣、鈴木絢音、清宮レイ、高山一実、田村真佑、筒井あやめ、早川聖来、樋口日奈、星野みなみ、与田祐希                                             |                                                                         |
| 328 ※ | 9月27日  | 期別対抗 料理クイーン決定戦 前半                                    |                                                                          |        | 秋元真夏、生田絵梨花、梅澤美波、遠藤さくら、賀喜遥香、北野日奈子、新内眞衣、鈴木絢音、高山一実、筒井あやめ、山下美月、与田祐希 |                                                                         |
| 329 ※ | 10月4日  | 期別対抗 料理クイーン決定戦 後半                                    |                                                                          |        | 秋元真夏、生田絵梨花、梅澤美波、遠藤さくら、賀喜遥香、北野日奈子、新内眞衣、鈴木絢音、高山一実、筒井あやめ、山下美月、与田祐希 |                                                                         |
| 330 ※ | 10月11日 | 期別対抗 料理クイーン決定戦 完結編                                  |                                                                          |        | 秋元真夏、生田絵梨花、梅澤美波、遠藤さくら、賀喜遥香、北野日奈子、新内眞衣、鈴木絢音、高山一実、筒井あやめ、山下美月、与田祐希 |                                                                         |
| 331   | 10月18日 | 祝！番組10周年！クイズ3万人に聞きました 前半戦                      |                                                                          |        | 秋元真夏、梅澤美波、遠藤さくら、賀喜遥香、掛橋沙耶香、北野日奈子、久保史緒里、齋藤飛鳥、新内眞衣、鈴木絢音、清宮レイ、田村真佑、筒井あやめ、寺田蘭世、早川聖来、樋口日奈、向井葉月、山下美月、矢久保美緒、与田祐希、和田まあや                       |                                                                         |
| 332   | 10月25日 | 祝！番組10周年！クイズ3万人に聞きました 後半戦                      |                                                                          |        | 秋元真夏、梅澤美波、遠藤さくら、賀喜遥香、掛橋沙耶香、北野日奈子、久保史緒里、齋藤飛鳥、新内眞衣、鈴木絢音、清宮レイ、田村真佑、筒井あやめ、寺田蘭世、早川聖来、樋口日奈、向井葉月、山下美月、矢久保美緒、与田祐希、和田まあや                       |                                                                         |
| 333   | 11月1日  | これなら語れるグランプリ2021 前半戦                                 | 梅澤美波、早川聖来                                                       |        | 秋元真夏、岩本蓮加、梅澤美波、遠藤さくら、賀喜遥香、掛橋沙耶香、北野日奈子、久保史緒里、齋藤飛鳥、新内眞衣、清宮レイ、鈴木絢音、田村真佑、筒井あやめ、早川聖来、樋口日奈、星野みなみ、与田祐希                                                       |                                                                         |
| 334   | 11月8日  | これなら語れるグランプリ2021 後半戦                                 | 久保史緒里、秋元真夏                                                     |        | 秋元真夏、岩本蓮加、梅澤美波、遠藤さくら、賀喜遥香、掛橋沙耶香、北野日奈子、久保史緒里、齋藤飛鳥、新内眞衣、清宮レイ、鈴木絢音、田村真佑、筒井あやめ、早川聖来、樋口日奈、星野みなみ、与田祐希                                                       |                                                                         |
| 335   | 11月15日 | 見つけるまで卒業できません! 高山手作りかくれんぼ! 前半              | 高山一実                                                                 |        | 秋元真夏、生田絵梨花、岩本蓮加、梅澤美波、遠藤さくら、賀喜遥香、齋藤飛鳥、鈴木絢音、清宮レイ、筒井あやめ、早川聖来、樋口日奈 |                                                                         |
| 336   | 11月22日 | 見つけるまで卒業できません! 高山手作りかくれんぼ! 後半              | 高山一実                                                                 |        | 秋元真夏、生田絵梨花、岩本蓮加、梅澤美波、遠藤さくら、賀喜遥香、齋藤飛鳥、鈴木絢音、清宮レイ、筒井あやめ、早川聖来、樋口日奈 | 高山一実からエンディングにてラストメッセージのみの出演。                |
| 337   | 11月29日 | これなら語れるグランプリ2021 第3弾                                  | 鈴木絢音、新内眞衣、与田祐希                                             |        | 秋元真夏、梅澤美波、遠藤さくら、賀喜遥香、掛橋沙耶香、北野日奈子、久保史緒里、齋藤飛鳥、新内眞衣、鈴木絢音、清宮レイ、田村真佑、筒井あやめ、早川聖来、樋口日奈、山下美月、与田祐希                                                                   |                                                                         |
| 338   | 12月6日  | 番組ゲームを作ろう! 乃木坂工事中 神経衰弱                           |                                                                          |        | 秋元真夏、生田絵梨花、岩本蓮加、遠藤さくら、賀喜遥香、掛橋沙耶香、北野日奈子、齋藤飛鳥、新内眞衣、鈴木絢音、清宮レイ、田村真佑、筒井あやめ、早川聖来、樋口日奈、山下美月、与田祐希                                                                   |                                                                         |
| 339   | 12月13日 | 日村賞総決算 ワンチャンプレゼント                                   |                                                                          |        | 秋元真夏、生田絵梨花、梅澤美波、遠藤さくら、賀喜遥香、掛橋沙耶香、北野日奈子、久保史緒里、齋藤飛鳥、新内眞衣、鈴木絢音、清宮レイ、田村真佑、筒井あやめ、寺田蘭世、早川聖来、樋口日奈、山下美月、与田祐希、和田まあや                                 |                                                                         |
| 340   | 12月20日 | 乃木坂工事中大忘年会!! 前半                                         | 生田絵梨花                                                               |        | 秋元真夏、生田絵梨花、梅澤美波、遠藤さくら、賀喜遥香、掛橋沙耶香、久保史緒里、齋藤飛鳥、新内眞衣、清宮レイ、田村真佑、筒井あやめ、早川聖来、樋口日奈、星野みなみ、山下美月、与田祐希、和田まあや                                                     |                                                                         |
| 341   | 12月27日 | 乃木坂工事中大忘年会!! 後半                                         | 生田絵梨花                                                               |        | 秋元真夏、生田絵梨花、梅澤美波、遠藤さくら、賀喜遥香、掛橋沙耶香、久保史緒里、齋藤飛鳥、新内眞衣、清宮レイ、田村真佑、筒井あやめ、早川聖来、樋口日奈、星野みなみ、山下美月、与田祐希、和田まあや                                                     |                                                                         |

### 2022年
| 回    | 放送日   | 内容                                                                              | フィーチャー ガール                                  | ゲスト         | スタジオメンバー | 備考                              |
| ----- | -------- | --------------------------------------------------------------------------------- | ---------------------------------------------------- | -------------- | --- | --------------------------------- |
| 342   | 1月10日  | B級ニュース大賞2021 前半                                                          |                                                      |                | (前後半共に出演) 秋元真夏、賀喜遥香、掛橋沙耶香、賀喜遥香、掛橋沙耶香、齋藤飛鳥、新内眞衣、鈴木絢音、清宮レイ、田村真佑、筒井あやめ、山下美月、与田祐希 (前半のみの出演) 遠藤さくら、金川紗耶、北川悠理、黒見明香、佐藤璃果、柴田柚菜、林瑠奈、樋口日奈、星野みなみ、矢久保美緒、吉田綾乃クリスティー (後半のみの出演) 伊藤理々杏、梅澤美波、北野日奈子、久保史緒里、阪口珠美、佐藤楓、中村麗乃、早川聖来、松尾美佑、向井葉月、山崎怜奈、弓木奈於、和田まあや |                                   |
| 343   | 1月17日  | B級ニュース大賞2021 後半                                                          |                                                      |                | (前後半共に出演) 秋元真夏、賀喜遥香、掛橋沙耶香、賀喜遥香、掛橋沙耶香、齋藤飛鳥、新内眞衣、鈴木絢音、清宮レイ、田村真佑、筒井あやめ、山下美月、与田祐希 (前半のみの出演) 遠藤さくら、金川紗耶、北川悠理、黒見明香、佐藤璃果、柴田柚菜、林瑠奈、樋口日奈、星野みなみ、矢久保美緒、吉田綾乃クリスティー (後半のみの出演) 伊藤理々杏、梅澤美波、北野日奈子、久保史緒里、阪口珠美、佐藤楓、中村麗乃、早川聖来、松尾美佑、向井葉月、山崎怜奈、弓木奈於、和田まあや |                                   |
| 344 ※ | 1月24日  | 後輩召喚！代理バトル 前半                                                         |                                                      |                | 秋元真夏、梅澤美波、北野日奈子、久保史緒里、齋藤飛鳥、新内眞衣、鈴木絢音、中村麗乃、樋口日奈、向井葉月、山下美月、与田祐希 | [ 注 99 ]                         |
| 345 ※ | 1月31日  | 後輩召喚！代理バトル 後半                                                         |                                                      |                | 秋元真夏、梅澤美波、北野日奈子、久保史緒里、齋藤飛鳥、新内眞衣、鈴木絢音、中村麗乃、樋口日奈、向井葉月、山下美月、与田祐希 | [ 注 99 ]                         |
| 346   | 2月7日   | ロビー活動でチョコをもらえ! 乃木坂46 バレンタイン大作戦 前編                      |                                                      |                | 秋元真夏、梅澤美波、久保史緒里、齋藤飛鳥、鈴木絢音、樋口日奈、星野みなみ、山下美月、与田祐希 | 0:10 - 0:40に放送（10分繰り下げ） |
| 347   | 2月14日  | ロビー活動でチョコをもらえ! 乃木坂46 バレンタイン大作戦 後編                      |                                                      |                | 秋元真夏、梅澤美波、久保史緒里、齋藤飛鳥、鈴木絢音、樋口日奈、星野みなみ、山下美月、与田祐希 | 0:59 - 1:29に放送（59分繰り下げ） |
| 348 ※ | 2月21日  | ロビー活動でチョコをもらえ! 乃木坂46 バレンタイン大作戦 完結編 29枚目選抜メンバー |                                                      |                | 秋元真夏、梅澤美波、久保史緒里、齋藤飛鳥、鈴木絢音、樋口日奈、星野みなみ、山下美月、与田祐希 | 0:10 - 0:40に放送（10分繰り下げ） |
| 349 ※ | 2月28日  | 褒めっこグランプリ 前半                                                           |                                                      |                | 秋元真夏、梅澤美波、遠藤さくら、賀喜遥香、掛橋沙耶香、久保史緒里、齋藤飛鳥、柴田柚菜、鈴木絢音、清宮レイ、田村真佑、筒井あやめ、早川聖来、樋口日奈、向井葉月、矢久保美緒、山下美月、弓木奈於、和田まあや |                                   |
| 350 ※ | 3月7日   | 褒めっこグランプリ 後半                                                           |                                                      |                | 秋元真夏、梅澤美波、遠藤さくら、賀喜遥香、掛橋沙耶香、久保史緒里、齋藤飛鳥、柴田柚菜 清宮レイ、田村真佑、筒井あやめ、早川聖来、樋口日奈、向井葉月、矢久保美緒、山下美月、与田祐希、弓木奈於、和田まあや |                                   |
| 351   | 3月14日  | 5期生PR大作戦 前半                                                                | 一ノ瀬美空、小川彩、奥田いろは                       |                | 秋元真夏、梅澤美波、遠藤さくら、賀喜遥香、久保史緒里、齋藤飛鳥、柴田柚菜、田村真佑、筒井あやめ、樋口日奈、山下美月、与田祐希 |                                   |
| 352   | 3月21日  | 5期生PR大作戦 後半                                                                | 五百城茉央、井上和、菅原咲月、冨里奈央               |                | 秋元真夏、梅澤美波、遠藤さくら、賀喜遥香、久保史緒里、齋藤飛鳥、柴田柚菜、田村真佑、筒井あやめ、樋口日奈、山下美月、与田祐希 |                                   |
| 353   | 3月28日  | 29枚目シングルヒット祈願 前半                                                     | 五百城茉央、小川彩、奥田いろは                       |                | 五百城茉央、一ノ瀬美空、井上和、小川彩、奥田いろは、菅原咲月、冨里奈央 | 0:30 - 1:00に放送（30分繰り下げ） |
| 354   | 4月4日   | 29枚目シングルヒット祈願 後半                                                     | 一ノ瀬美空、菅原咲月、冨里奈央                       |                | 五百城茉央、一ノ瀬美空、井上和、小川彩、奥田いろは、菅原咲月、冨里奈央 | 0:30 - 1:00に放送（30分繰り下げ） |
| 355   | 4月11日  | 29枚目シングルヒット祈願 完結編                                                   | 井上和                                               |                | 五百城茉央、一ノ瀬美空、井上和、小川彩、奥田いろは、菅原咲月、冨里奈央 |                                   |
| 355   | 4月11日  | 乃木坂46 お題スマホ写真展 前半                                                    |                                                      |                | 秋元真夏、岩本蓮加、梅澤美波、遠藤さくら、賀喜遥香、掛橋沙耶香、久保史緒里、齋藤飛鳥、柴田柚菜、鈴木絢音、田村真佑、早川聖来、樋口日奈、与田祐希 |                                   |
| 356   | 4月18日  | 乃木坂46 お題スマホ写真展 後半                                                    |                                                      |                | 秋元真夏、岩本蓮加、梅澤美波、遠藤さくら、賀喜遥香、掛橋沙耶香、久保史緒里、齋藤飛鳥、柴田柚菜、鈴木絢音、田村真佑、早川聖来、樋口日奈、与田祐希 |                                   |
| 357   | 4月25日  | 乃木坂46 お題スマホ写真展 完結編                                                  |                                                      |                | 秋元真夏、岩本蓮加、梅澤美波、遠藤さくら、賀喜遥香、掛橋沙耶香、久保史緒里、齋藤飛鳥、柴田柚菜、鈴木絢音、田村真佑、早川聖来、樋口日奈、与田祐希 | [ 注 104 ]                        |
| 358 ※ | 5月2日   | 料理クイーン ご褒美企画 バナナ飯が食べたい                                        |                                                      |                | 梅澤美波、山下美月、与田祐希 |                                   |
| 359   | 5月9日   | 5期生PR大作戦 第3弾                                                               | 池田瑛紗、岡本姫奈、川﨑桜                           |                | 秋元真夏、梅澤美波、遠藤さくら、賀喜遥香、久保史緒里、齋藤飛鳥、柴田柚菜、田村真佑、筒井あやめ、樋口日奈、山下美月、与田祐希 |                                   |
| 360   | 5月16日  | 祝! 日村勇紀 50歳! 私たちが楽しませます! 乃木坂46 ヒムランド! 前半                |                                                      |                | 秋元真夏、岩本蓮加、梅澤美波、遠藤さくら、賀喜遥香、久保史緒里、齋藤飛鳥、阪口珠美、佐藤楓、清宮レイ、樋口日奈、松尾美佑、向井葉月、矢久保美緒、弓木奈於、和田まあや |                                   |
| 361   | 5月23日  | 祝! 日村勇紀 50歳! 私たちが楽しませます! 乃木坂46 ヒムランド! 後半                |                                                      |                | 秋元真夏、岩本蓮加、梅澤美波、遠藤さくら、賀喜遥香、久保史緒里、齋藤飛鳥、阪口珠美、佐藤楓、清宮レイ、樋口日奈、松尾美佑、向井葉月、矢久保美緒、弓木奈於、和田まあや |                                   |
| 362   | 5月30日  | 10周年バースデーライブに潜入! 前半                                                |                                                      |                | 全編VTR | [ 注 105 ]                        |
| 363   | 6月6日   | 10周年バースデーライブに潜入! 後半                                                |                                                      |                | 全編VTR | [ 注 105 ]                        |
| 364   | 6月13日  | 東京に染まろう! 東京イメージツアー 前半                                           |                                                      |                | 秋元真夏、伊藤理々杏、梅澤美波、遠藤さくら、賀喜遥香、金川紗耶、久保史緒里、齋藤飛鳥、佐藤楓、佐藤璃果、柴田柚菜、鈴木絢音、清宮レイ、田村真佑、林瑠奈、樋口日奈、松尾美佑、五百城茉央、一ノ瀬美空、菅原咲月 |                                   |
| 365 ※ | 6月20日  | 東京に染まろう! 東京イメージツアー 後半                                           |                                                      |                | 秋元真夏、伊藤理々杏、梅澤美波、遠藤さくら、賀喜遥香、金川紗耶、久保史緒里、齋藤飛鳥、佐藤楓、佐藤璃果、柴田柚菜、鈴木絢音、清宮レイ、田村真佑、林瑠奈、樋口日奈、松尾美佑、五百城茉央、一ノ瀬美空、菅原咲月 |                                   |
| 366   | 6月27日  | 乃木坂46 ベストメンバー（1）                                                      |                                                      |                | 秋元真夏、岩本蓮加、梅澤美波、遠藤さくら、賀喜遥香、金川紗耶、久保史緒里、齋藤飛鳥、柴田柚菜、田村真佑、樋口日奈、向井葉月、山下美月、池田瑛紗、奥田いろは、冨里奈央 |                                   |
| 367   | 7月4日   | 乃木坂46 ベストメンバー（2）                                                      |                                                      |                | 秋元真夏、岩本蓮加、梅澤美波、遠藤さくら、賀喜遥香、金川紗耶、久保史緒里、齋藤飛鳥、柴田柚菜、田村真佑、樋口日奈、向井葉月、山下美月、池田瑛紗、奥田いろは、冨里奈央 |                                   |
| 368   | 7月11日  | 乃木坂46 ベストメンバー（3）                                                      |                                                      |                | 秋元真夏、岩本蓮加、梅澤美波、遠藤さくら、賀喜遥香、金川紗耶、久保史緒里、齋藤飛鳥、柴田柚菜、田村真佑、樋口日奈、向井葉月、山下美月、池田瑛紗、奥田いろは、冨里奈央 |                                   |
| 368   | 7月11日  | 乃木坂46 キメ顔グランプリ 前半                                                    |                                                      |                | 秋元真夏、伊藤理々杏、岩本蓮加、梅澤美波、遠藤さくら、賀喜遥香、金川紗耶、久保史緒里、齋藤飛鳥、佐藤璃果、柴田柚菜、鈴木絢音、田村真佑、清宮レイ、樋口日奈、林瑠奈、向井葉月、井上和、小川彩 |                                   |
| 369   | 7月18日  | 乃木坂46 キメ顔グランプリ 後半 30枚目シングル選抜メンバー                         |                                                      |                | 秋元真夏、伊藤理々杏、岩本蓮加、梅澤美波、遠藤さくら、賀喜遥香、金川紗耶、久保史緒里、齋藤飛鳥、佐藤璃果、柴田柚菜、鈴木絢音、田村真佑、清宮レイ、樋口日奈、林瑠奈、向井葉月、井上和、小川彩 | [ 注 106 ]                        |
| 370   | 7月25日  | 乃木坂46 キメ顔グランプリ 完結編                                                  |                                                      |                | 秋元真夏、伊藤理々杏、岩本蓮加、梅澤美波、遠藤さくら、賀喜遥香、金川紗耶、久保史緒里、齋藤飛鳥、佐藤璃果、柴田柚菜、鈴木絢音、田村真佑、清宮レイ、樋口日奈、林瑠奈、向井葉月、井上和、小川彩 |                                   |
| 371   | 8月1日   | 乃木坂46 5期生スポーツ女王No.1決定戦 前半戦                                       |                                                      |                | 秋元真夏、梅澤美波、遠藤さくら、賀喜遥香、金川紗耶、久保史緒里、齋藤飛鳥、筒井あやめ、林瑠奈、樋口日奈、矢久保美緒、弓木奈於、五百城茉央、池田瑛紗、井上和、岡本姫奈、小川彩、奥田いろは、川﨑桜、菅原咲月、冨里奈央、中西アルノ |                                   |
| 372   | 8月8日   | 乃木坂46 5期生スポーツ女王No.1決定戦 後半戦                                       |                                                      |                | 秋元真夏、梅澤美波、遠藤さくら、賀喜遥香、金川紗耶、久保史緒里、齋藤飛鳥、筒井あやめ、林瑠奈、樋口日奈、矢久保美緒、弓木奈於、五百城茉央、池田瑛紗、井上和、岡本姫奈、小川彩、奥田いろは、川﨑桜、菅原咲月、冨里奈央、中西アルノ |                                   |
| 373   | 8月15日  | 全国ツアーで何食べまショー! 前半戦                                                | 遠藤さくら、金川紗耶、久保史緒里、佐藤楓、筒井あやめ | 枡田慎太郎     | 秋元真夏、梅澤美波、遠藤さくら、賀喜遥香、掛橋沙耶香、金川紗耶、久保史緒里、齋藤飛鳥、佐藤楓、田村真佑、筒井あやめ、樋口日奈、山下美月、弓木奈於、与田祐希、和田まあや、五百城茉央、川﨑桜 |                                   |
| 374   | 8月22日  | 全国ツアーで何食べまショー! 後半戦                                                | 賀喜遥香、与田祐希、和田まあや                       |                | 秋元真夏、梅澤美波、遠藤さくら、賀喜遥香、掛橋沙耶香、金川紗耶、久保史緒里、齋藤飛鳥、佐藤楓、田村真佑、筒井あやめ、樋口日奈、山下美月、弓木奈於、与田祐希、和田まあや、五百城茉央、川﨑桜 |                                   |
| 375   | 8月29日  | 30枚目シングルヒット祈願 前半戦                                                   | 弓木奈於                                             |                | 秋元真夏、岩本蓮加、梅澤美波、遠藤さくら、賀喜遥香、掛橋沙耶香、金川紗耶、久保史緒里、齋藤飛鳥、佐藤楓、柴田柚菜、鈴木絢音、清宮レイ、田村真佑、筒井あやめ、樋口日奈、山下美月、弓木奈於、与田祐希、和田まあや、池田瑛紗、菅原咲月 |                                   |
| 376 ※ | 9月5日   | 30枚目シングルヒット祈願 後半戦                                                   | 賀喜遥香、金川紗耶、佐藤楓、山下美月、弓木奈於       |                | 秋元真夏、岩本蓮加、梅澤美波、遠藤さくら、賀喜遥香、掛橋沙耶香、金川紗耶、久保史緒里、齋藤飛鳥、佐藤楓、柴田柚菜、鈴木絢音、清宮レイ、田村真佑、筒井あやめ、樋口日奈、山下美月、弓木奈於、与田祐希、和田まあや、池田瑛紗、菅原咲月 |                                   |
| 377   | 9月12日  | 真夏の全国ツアー裏側を大公開 〜北海道ライブ〜 前半戦                              |                                                      |                | 全編VTR |                                   |
| 378   | 9月19日  | 真夏の全国ツアー in 北海道 大潜入                                                 |                                                      |                | 秋元真夏、岩本蓮加、梅澤美波、遠藤さくら、賀喜遥香、掛橋沙耶香、金川紗耶、北川悠理、久保史緒里、齋藤飛鳥、阪口珠美、佐藤楓、柴田柚菜、鈴木絢音、筒井あやめ、田村真佑、林瑠奈、樋口日奈、山下美月、弓木奈於、与田祐希、和田まあや、一ノ瀬美空、井上和 |                                   |
| 379   | 9月26日  | 真夏の全国ツアー in 北海道 大潜入 完結編!                                         |                                                      |                | 秋元真夏、岩本蓮加、梅澤美波、遠藤さくら、賀喜遥香、掛橋沙耶香、金川紗耶、北川悠理、久保史緒里、齋藤飛鳥、阪口珠美、佐藤楓、柴田柚菜、鈴木絢音、筒井あやめ、田村真佑、林瑠奈、樋口日奈、山下美月、弓木奈於、与田祐希、和田まあや、一ノ瀬美空、井上和 |                                   |
| 380   | 10月3日  | 夏だから買っちゃおう! スタジオ即売会2022 前半                                     |                                                      |                | 秋元真夏、岩本蓮加、梅澤美波、遠藤さくら、賀喜遥香、掛橋沙耶香、金川紗耶、齋藤飛鳥、佐藤楓、柴田柚菜、鈴木絢音、清宮レイ、田村真佑、筒井あやめ、樋口日奈、山下美月、弓木奈於、与田祐希、和田まあや | [ 注 110 ]                        |
| 381   | 10月10日 | 夏だから買っちゃおう! スタジオ即売会2022 後半                                     |                                                      | レジェンド松下 | 秋元真夏、岩本蓮加、梅澤美波、遠藤さくら、賀喜遥香、掛橋沙耶香、金川紗耶、齋藤飛鳥、佐藤楓、柴田柚菜、鈴木絢音、清宮レイ、田村真佑、筒井あやめ、樋口日奈、山下美月、弓木奈於、与田祐希、和田まあや |                                   |
| 382   | 10月17日 | 5期生 富士登山                                                                    | 5期生                                                |                | 秋元真夏、岩本蓮加、梅澤美波、遠藤さくら、賀喜遥香、金川紗耶、久保史緒里、齋藤飛鳥、佐藤楓、柴田柚菜、田村真佑、筒井あやめ、樋口日奈、山下美月、弓木奈於、五百城茉央、池田瑛紗、一ノ瀬美空、井上和、岡本姫奈、小川彩、奥田いろは、川﨑桜、菅原咲月、冨里奈央、中西アルノ |                                   |
| 383   | 10月24日 | 目指せ大女優! 乃木ザカデミー賞 前半                                               |                                                      |                | 秋元真夏、岩本蓮加、梅澤美波、遠藤さくら、賀喜遥香、金川紗耶、久保史緒里、齋藤飛鳥、佐藤楓、柴田柚菜、鈴木絢音、田村真佑、筒井あやめ、山下美月、弓木奈於、与田祐希、五百城茉央、池田瑛紗、一ノ瀬美空、井上和、岡本姫奈、小川彩、奥田いろは、冨里奈央、中西アルノ |                                   |
| 384   | 10月31日 | 目指せ大女優! 乃木ザカデミー賞 後半                                               |                                                      |                | 秋元真夏、岩本蓮加、梅澤美波、遠藤さくら、賀喜遥香、金川紗耶、久保史緒里、齋藤飛鳥、佐藤楓、柴田柚菜、鈴木絢音、田村真佑、筒井あやめ、山下美月、弓木奈於、与田祐希、五百城茉央、池田瑛紗、一ノ瀬美空、井上和、岡本姫奈、小川彩、奥田いろは、冨里奈央、中西アルノ | [ 注 111 ]                        |
| 385 ※ | 11月7日  | 目指せ大女優! 乃木ザカデミー賞 完結編 31枚目シングル選抜メンバー                  |                                                      |                | 秋元真夏、岩本蓮加、梅澤美波、遠藤さくら、賀喜遥香、金川紗耶、久保史緒里、齋藤飛鳥、佐藤楓、柴田柚菜、鈴木絢音、田村真佑、筒井あやめ、山下美月、弓木奈於、与田祐希、五百城茉央、池田瑛紗、一ノ瀬美空、井上和、岡本姫奈、小川彩、奥田いろは、冨里奈央、中西アルノ |                                   |
| 386   | 11月14日 | 第4回内輪ウケものまね大賞 前半                                                    |                                                      |                | 秋元真夏、伊藤理々杏、岩本蓮加、梅澤美波、遠藤さくら、賀喜遥香、金川紗耶、北川悠理、久保史緒里、黒見明香、齋藤飛鳥、佐藤楓、柴田柚菜、鈴木絢音、田村真佑、中村麗乃、林瑠奈、松尾美佑、向井葉月、矢久保美緒、弓木奈於、和田まあや、五百城茉央、池田瑛紗、一ノ瀬美空、井上和、岡本姫奈、小川彩、菅原咲月、冨里奈央、中西アルノ |                                   |
| 387   | 11月21日 | 第4回内輪ウケものまね大賞 後半                                                    |                                                      |                | 秋元真夏、伊藤理々杏、岩本蓮加、梅澤美波、遠藤さくら、賀喜遥香、金川紗耶、北川悠理、久保史緒里、黒見明香、齋藤飛鳥、佐藤楓、柴田柚菜、鈴木絢音、田村真佑、中村麗乃、林瑠奈、松尾美佑、向井葉月、矢久保美緒、弓木奈於、和田まあや、五百城茉央、池田瑛紗、一ノ瀬美空、井上和、岡本姫奈、小川彩、菅原咲月、冨里奈央、中西アルノ |                                   |
| 388   | 11月28日 | 第4回内輪ウケものまね大賞 完結編                                                  | 黒見明香、林瑠奈                                     |                | 秋元真夏、伊藤理々杏、岩本蓮加、梅澤美波、遠藤さくら、賀喜遥香、金川紗耶、北川悠理、久保史緒里、黒見明香、齋藤飛鳥、佐藤楓、柴田柚菜、鈴木絢音、田村真佑、中村麗乃、林瑠奈、松尾美佑、向井葉月、矢久保美緒、弓木奈於、和田まあや、五百城茉央、池田瑛紗、一ノ瀬美空、井上和、岡本姫奈、小川彩、菅原咲月、冨里奈央、中西アルノ |                                   |
| 389   | 12月5日  | 31stシングルヒット祈願 前半戦                                                     | 齋藤飛鳥                                             |                | 秋元真夏、岩本蓮加、梅澤美波、遠藤さくら、賀喜遥香、金川紗耶、久保史緒里、齋藤飛鳥、阪口珠美、柴田柚菜、鈴木絢音、田村真佑、筒井あやめ、早川聖来、林瑠奈、弓木奈於、与田祐希、小川彩、菅原咲月、中西アルノ |                                   |
| 390   | 12月12日 | 31stシングルヒット祈願 後半戦                                                     | 齋藤飛鳥                                             |                | 秋元真夏、岩本蓮加、梅澤美波、遠藤さくら、賀喜遥香、金川紗耶、久保史緒里、齋藤飛鳥、阪口珠美、柴田柚菜、鈴木絢音、田村真佑、筒井あやめ、早川聖来、林瑠奈、弓木奈於、与田祐希、小川彩、菅原咲月、中西アルノ |                                   |
| 391   | 12月19日 | 乃木坂46 紅白忘年会 前半戦                                                        |                                                      |                | 秋元真夏、岩本蓮加、梅澤美波、賀喜遥香、金川紗耶、久保史緒里、齋藤飛鳥、阪口珠美、柴田柚菜、鈴木絢音、田村真佑、筒井あやめ、早川聖来、林瑠奈、山下美月、弓木奈於、与田祐希 |                                   |
| 392   | 12月26日 | 乃木坂46 紅白忘年会 後半戦                                                        |                                                      |                | 秋元真夏、岩本蓮加、梅澤美波、賀喜遥香、金川紗耶、久保史緒里、齋藤飛鳥、阪口珠美、柴田柚菜、鈴木絢音、田村真佑、筒井あやめ、早川聖来、林瑠奈、山下美月、弓木奈於、与田祐希 | 1:00 - 1:30に放送（60分繰り下げ） |

### 2023年
| 回    | 放送日   | 内容                                                              | フィーチャー ガール  | ゲスト   | スタジオメンバー | 備考       |
| ----- | -------- | ----------------------------------------------------------------- | -------------------- | -------- | --- | ---------- |
| 393   | 1月9日   | B級ニュース大賞2022 前半                                          |                      |          | (前後半共に出演) 秋元真夏、梅澤美波、遠藤さくら、賀喜遥香、北川悠理、黒見明香、柴田柚菜、田村真佑、筒井あやめ、林瑠奈、矢久保美緒、弓木奈於 (前半のみの出演) 伊藤理々杏、岩本蓮加、久保史緒里、佐藤楓、鈴木絢音、中村麗乃、早川聖来、松尾美佑、向井葉月、吉田綾乃クリスティー、井上和、小川彩、中西アルノ (後半のみの出演) 佐藤璃果、阪口珠美、与田祐希、五百城茉央、池田瑛紗、一ノ瀬美空、岡本姫奈、奥田いろは、菅原咲月、冨里奈央 |            |
| 394   | 1月16日  | B級ニュース大賞2022 後半                                          |                      |          | (前後半共に出演) 秋元真夏、梅澤美波、遠藤さくら、賀喜遥香、北川悠理、黒見明香、柴田柚菜、田村真佑、筒井あやめ、林瑠奈、矢久保美緒、弓木奈於 (前半のみの出演) 伊藤理々杏、岩本蓮加、久保史緒里、佐藤楓、鈴木絢音、中村麗乃、早川聖来、松尾美佑、向井葉月、吉田綾乃クリスティー、井上和、小川彩、中西アルノ (後半のみの出演) 佐藤璃果、阪口珠美、与田祐希、五百城茉央、池田瑛紗、一ノ瀬美空、岡本姫奈、奥田いろは、菅原咲月、冨里奈央 |            |
| 395   | 1月23日  | 先輩を守れ! 代理ゲームバトル 前編                                 |                      |          | 秋元真夏、伊藤理々杏、岩本蓮加、梅澤美波、遠藤さくら、賀喜遥香、金川紗耶、久保史緒里、黒見明香、阪口珠美、佐藤楓、佐藤璃果、柴田柚菜、鈴木絢音、田村真佑、筒井あやめ、中村麗乃、早川聖来、林瑠奈、向井葉月、矢久保美緒、山下美月、弓木奈於、吉田綾乃クリスティー、与田祐希、五百城茉央、井上和、小川彩、菅原咲月 |            |
| 396   | 1月30日  | 先輩を守れ! 代理ゲームバトル 後編                                 |                      |          | 秋元真夏、伊藤理々杏、岩本蓮加、梅澤美波、遠藤さくら、賀喜遥香、金川紗耶、久保史緒里、黒見明香、阪口珠美、佐藤楓、佐藤璃果、柴田柚菜、鈴木絢音、田村真佑、筒井あやめ、中村麗乃、早川聖来、林瑠奈、向井葉月、矢久保美緒、山下美月、弓木奈於、吉田綾乃クリスティー、与田祐希、五百城茉央、井上和、小川彩、菅原咲月 |            |
| 397 ※ | 2月6日   | 先輩を守れ! 代理ゲームバトル 完結編                               |                      |          | 秋元真夏、伊藤理々杏、岩本蓮加、梅澤美波、遠藤さくら、賀喜遥香、金川紗耶、久保史緒里、黒見明香、阪口珠美、佐藤楓、佐藤璃果、柴田柚菜、鈴木絢音、田村真佑、筒井あやめ、中村麗乃、早川聖来、林瑠奈、向井葉月、矢久保美緒、山下美月、弓木奈於、吉田綾乃クリスティー、与田祐希、五百城茉央、井上和、小川彩、菅原咲月 |            |
| 397 ※ | 2月6日   | 秋元を泣かせたら即ご褒美 前半                                     | 秋元真夏             |          | 秋元真夏、五百城茉央、一ノ瀬美空、井上和、岩本蓮加、梅澤美波、遠藤さくら、小川彩、賀喜遥香、金川紗耶、久保史緒里、阪口珠美、柴田柚菜、菅原咲月、鈴木絢音、田村真佑、筒井あやめ、早川聖来、林瑠奈、向井葉月、弓木奈於、与田祐希 |            |
| 398 ※ | 2月13日  | 秋元を泣かせたら即ご褒美 後半                                     | 秋元真夏             |          | 秋元真夏、五百城茉央、一ノ瀬美空、井上和、岩本蓮加、梅澤美波、遠藤さくら、小川彩、賀喜遥香、金川紗耶、久保史緒里、阪口珠美、柴田柚菜、菅原咲月、鈴木絢音、田村真佑、筒井あやめ、早川聖来、林瑠奈、向井葉月、弓木奈於、与田祐希 |            |
| 399   | 2月20日  | 乃木坂46 ソングマスター 前半 32枚目シングル選抜メンバー           |                      |          | 秋元真夏、岩本蓮加、梅澤美波、遠藤さくら、賀喜遥香、金川紗耶、柴田柚菜、鈴木絢音、筒井あやめ、早川聖来、山下美月、弓木奈於 |            |
| 400   | 2月27日  | 乃木坂46 ソングマスター 後半                                      |                      |          | 秋元真夏、岩本蓮加、梅澤美波、遠藤さくら、賀喜遥香、金川紗耶、柴田柚菜、鈴木絢音、筒井あやめ、早川聖来、山下美月、弓木奈於 |            |
| 401   | 3月6日   | 秋元真夏のレジェンドヒット祈願                                    | 秋元真夏             | 出川哲朗 | 秋元真夏、五百城茉央、一ノ瀬美空、井上和、岩本蓮加、梅澤美波、遠藤さくら、賀喜遥香、金川紗耶、川﨑桜、佐藤璃果、柴田柚菜、菅原咲月、鈴木絢音、田村真佑、筒井あやめ、早川聖来、松尾美佑、山下美月、弓木奈於、与田祐希 |            |
| 402 ※ | 3月13日  | 乃木坂46 11th YEAR BIRTHDAY LIVE in 横浜アリーナ                  |                      |          | 全編VTR | [ 注 116 ] |
| 403   | 3月20日  | 新キャプテンと一致団結 前半                                       |                      |          | 五百城茉央、一ノ瀬美空、井上和、岩本蓮加、梅澤美波、遠藤さくら、賀喜遥香、金川紗耶、北川悠理、久保史緒里、黒見明香、佐藤璃果、柴田柚菜、菅原咲月、清宮レイ、田村真佑、筒井あやめ、早川聖来、林瑠奈、松尾美佑、矢久保美緒、弓木奈於、与田祐希 |            |
| 404   | 3月27日  | 新キャプテンと一致団結 後半                                       |                      |          | 五百城茉央、池田瑛紗、一ノ瀬美空、井上和、岩本蓮加、梅澤美波、遠藤さくら、岡本姫奈、小川彩、奥田いろは、賀喜遥香、金川紗耶、川﨑桜、久保史緒里、佐藤璃果、柴田柚菜、菅原咲月、田村真佑、筒井あやめ、冨里奈央、中西アルノ、早川聖来、松尾美佑、弓木奈於、与田祐希 |            |
| 405 ※ | 4月3日   | どいつの料理が良いでショー! 前半                                  |                      |          | 五百城茉央、一ノ瀬美空、井上和、岩本蓮加、梅澤美波、遠藤さくら、小川彩、賀喜遥香、金川紗耶、川﨑桜、佐藤璃果、柴田柚菜、菅原咲月、田村真佑、筒井あやめ、林瑠奈、松尾美佑、山下美月、弓木奈於、与田祐希 |            |
| 406 ※ | 4月10日  | どいつの料理が良いでショー! 後半                                  |                      |          | 五百城茉央、一ノ瀬美空、井上和、岩本蓮加、梅澤美波、遠藤さくら、小川彩、賀喜遥香、金川紗耶、川﨑桜、佐藤璃果、柴田柚菜、菅原咲月、田村真佑、筒井あやめ、林瑠奈、松尾美佑、山下美月、弓木奈於、与田祐希 | [ 注 117 ] |
| 407   | 4月17日  | こっそり教えます! コレ今、私が好きなやつ 前半                     |                      |          | 五百城茉央、一ノ瀬美空、井上和、岩本蓮加、梅澤美波、遠藤さくら、賀喜遥香、金川紗耶、川﨑桜、久保史緒里、黒見明香、佐藤璃果、柴田柚菜、菅原咲月、筒井あやめ、早川聖来、松尾美佑、山下美月、弓木奈於、与田祐希 |            |
| 408   | 4月24日  | こっそり教えます! コレ今、私が好きなやつ 後半                     |                      |          | 五百城茉央、一ノ瀬美空、井上和、岩本蓮加、梅澤美波、遠藤さくら、賀喜遥香、金川紗耶、川﨑桜、久保史緒里、黒見明香、佐藤璃果、柴田柚菜、菅原咲月、筒井あやめ、早川聖来、松尾美佑、山下美月、弓木奈於、与田祐希 |            |
| 408   | 4月24日  | クイズWセンター 前半                                              | 久保史緒里、山下美月 |          | 五百城茉央、一ノ瀬美空、井上和、梅澤美波、遠藤さくら、賀喜遥香、金川紗耶、川﨑桜、久保史緒里、佐藤璃果、柴田柚菜、菅原咲月、田村真佑、筒井あやめ、松尾美佑、山下美月、弓木奈於、与田祐希 | [ 注 118 ] |
| 409   | 5月1日   | クイズWセンター 後半                                              | 久保史緒里、山下美月 |          | 五百城茉央、一ノ瀬美空、井上和、梅澤美波、遠藤さくら、賀喜遥香、金川紗耶、川﨑桜、久保史緒里、佐藤璃果、柴田柚菜、菅原咲月、田村真佑、筒井あやめ、松尾美佑、山下美月、弓木奈於、与田祐希 |            |
| 410   | 5月8日   | 瞬発力養成講座スピードクイーン決定戦 前半                         |                      |          | 五百城茉央、一ノ瀬美空、岩本蓮加、井上和、梅澤美波、遠藤さくら、賀喜遥香、金川紗耶、川﨑桜、久保史緒里、佐藤璃果、柴田柚菜、菅原咲月、筒井あやめ、早川聖来、松尾美佑、山下美月、弓木奈於、与田祐希 |            |
| 411   | 5月15日  | 瞬発力養成講座スピードクイーン決定戦 後半                         |                      |          | 五百城茉央、一ノ瀬美空、岩本蓮加、井上和、梅澤美波、遠藤さくら、賀喜遥香、金川紗耶、川﨑桜、久保史緒里、佐藤璃果、柴田柚菜、菅原咲月、筒井あやめ、早川聖来、松尾美佑、山下美月、弓木奈於、与田祐希 |            |
| 412   | 5月22日  | 想いよ届け! お兄ちゃんプレゼント選手権 前半                       |                      |          | 五百城茉央、一ノ瀬美空、井上和、梅澤美波、遠藤さくら、賀喜遥香、金川紗耶、川﨑桜、久保史緒里、佐藤璃果、柴田柚菜、菅原咲月、清宮レイ、筒井あやめ、松尾美佑、山下美月、弓木奈於、与田祐希 |            |
| 413   | 5月29日  | 想いよ届け! お兄ちゃんプレゼント選手権 後半                       |                      |          | 五百城茉央、一ノ瀬美空、井上和、梅澤美波、遠藤さくら、賀喜遥香、金川紗耶、川﨑桜、久保史緒里、佐藤璃果、柴田柚菜、菅原咲月、清宮レイ、筒井あやめ、松尾美佑、山下美月、弓木奈於、与田祐希 |            |
| 414   | 6月5日   | 最強スナック菓子決定戦 前半                                       |                      |          | 五百城茉央、井上和、岩本蓮加、梅澤美波、遠藤さくら、賀喜遥香、金川紗耶、川﨑桜、久保史緒里、佐藤璃果、柴田柚菜、菅原咲月、田村真佑、筒井あやめ、早川聖来、松尾美佑、山下美月、弓木奈於 |            |
| 415   | 6月12日  | 最強スナック菓子決定戦 後半                                       |                      |          | 五百城茉央、井上和、岩本蓮加、梅澤美波、遠藤さくら、賀喜遥香、金川紗耶、川﨑桜、久保史緒里、佐藤璃果、柴田柚菜、菅原咲月、田村真佑、筒井あやめ、早川聖来、松尾美佑、山下美月、弓木奈於 |            |
| 415   | 6月12日  | こんな子いたかな? 前半                                            |                      |          | 五百城茉央、井上和、岩本蓮加、梅澤美波、遠藤さくら、賀喜遥香、金川紗耶、川﨑桜、久保史緒里、佐藤璃果、柴田柚菜、菅原咲月、田村真佑、筒井あやめ、早川聖来、松尾美佑、山下美月、弓木奈於 |            |
| 416   | 6月19日  | こんな子いたかな? 後半                                            |                      |          | 五百城茉央、井上和、岩本蓮加、梅澤美波、遠藤さくら、賀喜遥香、金川紗耶、川﨑桜、久保史緒里、佐藤璃果、柴田柚菜、菅原咲月、田村真佑、筒井あやめ、早川聖来、松尾美佑、山下美月、弓木奈於 |            |
| 417   | 6月26日  | 乃木坂46ボウリング2023 前半 33枚目シングル選抜メンバー            |                      |          | （全編ロケ）岩本蓮加、遠藤さくら、小川彩、久保史緒里、佐藤璃果、菅原咲月、田村真佑、筒井あやめ、冨里奈央、松尾美佑 |            |
| 418   | 7月3日   | 乃木坂46ボウリング2023 後半                                       |                      |          | （全編ロケ）岩本蓮加、遠藤さくら、小川彩、久保史緒里、佐藤璃果、菅原咲月、田村真佑、筒井あやめ、冨里奈央、松尾美佑 | [ 注 120 ] |
| 419   | 7月10日  | 仕掛け人グランプリ 前半                                           |                      |          | 五百城茉央、池田瑛紗、一ノ瀬美空、伊藤理々杏、井上和、岩本蓮加、梅澤美波、遠藤さくら、小川彩、奥田いろは、賀喜遥香、金川紗耶、川﨑桜、久保史緒里、阪口珠美、佐藤楓、佐藤璃果、柴田柚菜、清宮レイ、田村真佑、筒井あやめ、冨里奈央、中西アルノ、中村麗乃、向井葉月、山下美月、弓木奈於 |            |
| 420   | 7月17日  | 仕掛け人グランプリ 後半                                           |                      |          | 五百城茉央、池田瑛紗、一ノ瀬美空、伊藤理々杏、井上和、岩本蓮加、梅澤美波、遠藤さくら、小川彩、奥田いろは、賀喜遥香、金川紗耶、川﨑桜、久保史緒里、阪口珠美、佐藤楓、佐藤璃果、柴田柚菜、清宮レイ、田村真佑、筒井あやめ、冨里奈央、中西アルノ、中村麗乃、向井葉月、山下美月、弓木奈於 |            |
| 421   | 7月24日  | 美術ゲーム大会2023 前半                                           |                      |          | 五百城茉央、池田瑛紗、一ノ瀬美空、伊藤理々杏、井上和、岩本蓮加、梅澤美波、遠藤さくら、小川彩、賀喜遥香、金川紗耶、川﨑桜、久保史緒里、阪口珠美、佐藤楓、柴田柚菜、清宮レイ、田村真佑、筒井あやめ、中西アルノ、中村麗乃、向井葉月、山下美月、弓木奈於 |            |
| 422   | 7月31日  | 美術ゲーム大会2023 後半                                           |                      |          | 五百城茉央、池田瑛紗、一ノ瀬美空、伊藤理々杏、井上和、岩本蓮加、梅澤美波、遠藤さくら、小川彩、賀喜遥香、金川紗耶、川﨑桜、久保史緒里、阪口珠美、佐藤楓、柴田柚菜、清宮レイ、田村真佑、筒井あやめ、中西アルノ、中村麗乃、向井葉月、山下美月、弓木奈於 |            |
| 423   | 8月7日   | 期別対抗三つ巴バトル 前半                                         |                      |          | 伊藤理々杏、井上和、梅澤美波、小川彩、奥田いろは、賀喜遥香、川﨑桜、久保史緒里、阪口珠美、柴田柚菜、菅原咲月、清宮レイ、田村真佑、筒井あやめ、中西アルノ、中村麗乃、弓木奈於、与田祐希 |            |
| 424   | 8月14日  | 期別対抗三つ巴バトル 後半                                         |                      |          | 伊藤理々杏、井上和、梅澤美波、小川彩、奥田いろは、賀喜遥香、川﨑桜、久保史緒里、阪口珠美、柴田柚菜、菅原咲月、清宮レイ、田村真佑、筒井あやめ、中西アルノ、中村麗乃、弓木奈於、与田祐希 |            |
| 425   | 8月21日  | 新センター強化トレーニング 前半                                   |                      |          | 伊藤理々杏、井上和、梅澤美波、小川彩、奥田いろは、賀喜遥香、川﨑桜、久保史緒里、阪口珠美、柴田柚菜、菅原咲月、清宮レイ、田村真佑、筒井あやめ、中村麗乃、弓木奈於、与田祐希 |            |
| 426   | 8月28日  | 新センター強化トレーニング 後半                                   |                      |          | 伊藤理々杏、井上和、梅澤美波、小川彩、奥田いろは、賀喜遥香、川﨑桜、久保史緒里、阪口珠美、柴田柚菜、菅原咲月、清宮レイ、田村真佑、筒井あやめ、中村麗乃、弓木奈於、与田祐希 |            |
| 426   | 8月28日  | 33枚目 シングルヒット祈願 前半                                    | 井上和               |          | 五百城茉央、池田瑛紗、一ノ瀬美空、伊藤理々杏、井上和、梅澤美波、遠藤さくら、賀喜遥香、金川紗耶、川﨑桜、久保史緒里、柴田柚菜、菅原咲月、田村真佑、筒井あやめ、中村麗乃、山下美月、弓木奈於、与田祐希 | [ 注 121 ] |
| 427   | 9月4日   | 33枚目 シングルヒット祈願 後半                                    | 井上和               |          | 五百城茉央、池田瑛紗、一ノ瀬美空、伊藤理々杏、井上和、梅澤美波、遠藤さくら、賀喜遥香、金川紗耶、川﨑桜、久保史緒里、柴田柚菜、菅原咲月、田村真佑、筒井あやめ、中村麗乃、山下美月、弓木奈於、与田祐希 |            |
| 428   | 9月11日  | 33枚目 シングルヒット祈願 完結編                                  | 井上和               |          | 五百城茉央、池田瑛紗、一ノ瀬美空、伊藤理々杏、井上和、梅澤美波、遠藤さくら、賀喜遥香、金川紗耶、川﨑桜、久保史緒里、柴田柚菜、菅原咲月、田村真佑、筒井あやめ、中村麗乃、山下美月、弓木奈於、与田祐希 |            |
| 428   | 9月11日  | 知ったかグランプリ 前半                                           |                      |          | 五百城茉央、池田瑛紗、一ノ瀬美空、伊藤理々杏、井上和、梅澤美波、遠藤さくら、小川彩、金川紗耶、川﨑桜、久保史緒里、黒見明香、柴田柚菜、菅原咲月、清宮レイ、田村真佑、筒井あやめ、中村麗乃、松尾美佑、向井葉月、山下美月、弓木奈於、与田祐希 |            |
| 429   | 9月18日  | 知ったかグランプリ 後半                                           |                      |          | 五百城茉央、池田瑛紗、一ノ瀬美空、伊藤理々杏、井上和、梅澤美波、遠藤さくら、小川彩、金川紗耶、川﨑桜、久保史緒里、黒見明香、柴田柚菜、菅原咲月、清宮レイ、田村真佑、筒井あやめ、中村麗乃、松尾美佑、向井葉月、山下美月、弓木奈於、与田祐希 | [ 注 122 ] |
| 430   | 9月25日  | 新センター強化トレーニング 後半                                   | 井上和               |          | 伊藤理々杏、井上和、梅澤美波、小川彩、奥田いろは、賀喜遥香、川﨑桜、久保史緒里、阪口珠美、柴田柚菜、菅原咲月、清宮レイ、田村真佑、筒井あやめ、中村麗乃、弓木奈於、与田祐希 |            |
| 431   | 10月2日  | 真夏の全国ツアー裏でこんなことありました 前半                     |                      |          | 五百城茉央、池田瑛紗、一ノ瀬美空、伊藤理々杏、井上和、岩本蓮加、梅澤美波、遠藤さくら、小川彩、奥田いろは、金川紗耶、川﨑桜、黒見明香、阪口珠美、佐藤楓、佐藤璃果、柴田柚菜、菅原咲月、清宮レイ、田村真佑、筒井あやめ、中西アルノ、中村麗乃、松尾美佑、向井葉月、矢久保美緒、弓木奈於、吉田綾乃クリスティー、与田祐希 | [ 注 123 ] |
| 432   | 10月9日  | 真夏の全国ツアー裏でこんなことありました 後半                     |                      |          | 五百城茉央、池田瑛紗、一ノ瀬美空、伊藤理々杏、井上和、岩本蓮加、梅澤美波、遠藤さくら、小川彩、奥田いろは、金川紗耶、川﨑桜、黒見明香、阪口珠美、佐藤楓、佐藤璃果、柴田柚菜、菅原咲月、清宮レイ、田村真佑、筒井あやめ、中西アルノ、中村麗乃、松尾美佑、向井葉月、矢久保美緒、弓木奈於、吉田綾乃クリスティー、与田祐希 |            |
| 433   | 10月16日 | 乃木坂46 歌王 前半                                                |                      |          | 五百城茉央、伊藤理々杏、井上和、岩本蓮加、梅澤美波、遠藤さくら、小川彩、奥田いろは、柴田柚菜、菅原咲月、筒井あやめ、中西アルノ、中村麗乃、弓木奈於、与田祐希 |            |
| 434   | 10月23日 | 乃木坂46 歌王 後半                                                |                      |          | 五百城茉央、伊藤理々杏、井上和、岩本蓮加、梅澤美波、遠藤さくら、小川彩、奥田いろは、柴田柚菜、菅原咲月、筒井あやめ、中西アルノ、中村麗乃、弓木奈於、与田祐希 |            |
| 435   | 10月30日 | 乃木坂46 ハロウィンパーティー2023 前半                            |                      |          | 五百城茉央、池田瑛紗、一ノ瀬美空、井上和、岩本蓮加、梅澤美波、遠藤さくら、賀喜遥香、川﨑桜、黒見明香、阪口珠美、柴田柚菜、田村真佑、筒井あやめ、弓木奈於、与田祐希 | [ 注 124 ] |
| 436   | 11月6日  | 乃木坂46 ハロウィンパーティー2023 後半 34枚目シングル選抜メンバー |                      |          | 五百城茉央、池田瑛紗、一ノ瀬美空、井上和、岩本蓮加、梅澤美波、遠藤さくら、賀喜遥香、川﨑桜、黒見明香、阪口珠美、柴田柚菜、田村真佑、筒井あやめ、弓木奈於、与田祐希 |            |
| 437   | 11月13日 | 乃木坂46 ハロウィンパーティー2023 完結編                          |                      |          | 五百城茉央、池田瑛紗、一ノ瀬美空、井上和、岩本蓮加、梅澤美波、遠藤さくら、賀喜遥香、川﨑桜、黒見明香、阪口珠美、柴田柚菜、田村真佑、筒井あやめ、弓木奈於、与田祐希 |            |
| 437   | 11月13日 | どんくさダービー 前半                                             |                      |          | 池田瑛紗、伊藤理々杏、井上和、梅澤美波、遠藤さくら、奥田いろは、賀喜遥香、佐藤楓、佐藤璃果、清宮レイ、筒井あやめ、中西アルノ、中村麗乃、向井葉月、矢久保美緒、与田祐希 |            |
| 438 ※ | 11月20日 | どんくさダービー 後半                                             |                      |          | 池田瑛紗、伊藤理々杏、井上和、梅澤美波、遠藤さくら、奥田いろは、賀喜遥香、佐藤楓、佐藤璃果、清宮レイ、筒井あやめ、中西アルノ、中村麗乃、向井葉月、矢久保美緒、与田祐希 |            |
| 438 ※ | 11月20日 | 先輩 今年もありがとうございます! 乃木坂46お歳暮グランプリ 前半    |                      |          | 五百城茉央、池田瑛紗、一ノ瀬美空、井上和、岩本蓮加、梅澤美波、遠藤さくら、岡本姫奈、小川彩、奥田いろは、賀喜遥香、黒見明香、阪口珠美、佐藤楓、柴田柚菜、菅原咲月、清宮レイ、田村真佑、筒井あやめ、冨里奈央、中西アルノ、向井葉月、山下美月、弓木奈於、与田祐希 |            |
| 439 ※ | 11月27日 | 先輩 今年もありがとうございます! 乃木坂46お歳暮グランプリ 後半    |                      |          | 五百城茉央、池田瑛紗、一ノ瀬美空、井上和、岩本蓮加、梅澤美波、遠藤さくら、岡本姫奈、小川彩、奥田いろは、賀喜遥香、黒見明香、阪口珠美、佐藤楓、柴田柚菜、菅原咲月、清宮レイ、田村真佑、筒井あやめ、冨里奈央、中西アルノ、向井葉月、山下美月、弓木奈於、与田祐希 |            |
| 440 ※ | 12月4日  | 先輩 今年もありがとうございます! 乃木坂46お歳暮グランプリ 完結編  |                      |          | 五百城茉央、池田瑛紗、一ノ瀬美空、井上和、岩本蓮加、梅澤美波、遠藤さくら、岡本姫奈、小川彩、奥田いろは、賀喜遥香、黒見明香、阪口珠美、佐藤楓、柴田柚菜、菅原咲月、清宮レイ、田村真佑、筒井あやめ、冨里奈央、中西アルノ、向井葉月、山下美月、弓木奈於、与田祐希 |            |
| 440 ※ | 12月4日  | 34枚目 シングルヒット祈願 前半                                    | 遠藤さくら、賀喜遥香 |          | 岩本蓮加、梅澤美波、遠藤さくら、賀喜遥香、久保史緒里、黒見明香、柴田柚菜、田村真佑、筒井あやめ、林瑠奈、松尾美佑、向井葉月、矢久保美緒、山下美月 |            |
| 441   | 12月11日 | 34枚目 シングルヒット祈願 後半                                    | 遠藤さくら、賀喜遥香 |          | 岩本蓮加、梅澤美波、遠藤さくら、賀喜遥香、久保史緒里、黒見明香、柴田柚菜、田村真佑、筒井あやめ、林瑠奈、松尾美佑、向井葉月、矢久保美緒、山下美月 |            |
| 442   | 12月18日 | 34枚目 シングルヒット祈願 完結編                                  | 遠藤さくら、賀喜遥香 |          | 岩本蓮加、梅澤美波、遠藤さくら、賀喜遥香、久保史緒里、黒見明香、柴田柚菜、田村真佑、筒井あやめ、林瑠奈、松尾美佑、向井葉月、矢久保美緒、山下美月 | [ 注 125 ] |
| 443   | 12月25日 | 乃木坂46 期別大忘年会 4期生                                       | 4期生                |          | 五百城茉央、池田瑛紗、一ノ瀬美空、井上和、岩本蓮加、梅澤美波、遠藤さくら、岡本姫奈、小川彩、奥田いろは、賀喜遥香、黒見明香、阪口珠美、佐藤楓、柴田柚菜、菅原咲月、清宮レイ、田村真佑、筒井あやめ、冨里奈央、中西アルノ、向井葉月、山下美月、弓木奈於、吉田綾乃クリスティー |            |

### 2024年
| 回    | 放送日   | 内容                                                              | フィーチャー ガール                      | ゲスト   | スタジオメンバー | 備考                                                          |
| ----- | -------- | ----------------------------------------------------------------- | ---------------------------------------- | -------- | --- | ------------------------------------------------------------- |
| 444 ※ | 1月8日   | 乃木坂46 期別大忘年会 3期生                                       | 3期生                                    |          | 五百城茉央、池田瑛紗、一ノ瀬美空、井上和、岩本蓮加、梅澤美波、遠藤さくら、岡本姫奈、小川彩、奥田いろは、賀喜遥香、黒見明香、阪口珠美、佐藤楓、柴田柚菜、菅原咲月、清宮レイ、田村真佑、筒井あやめ、冨里奈央、中西アルノ、向井葉月、山下美月、弓木奈於、吉田綾乃クリスティー                                                       |                                                               |
| 445   | 1月15日  | 乃木坂46 期別大忘年会 5期生                                       | 5期生                                    |          | 五百城茉央、池田瑛紗、一ノ瀬美空、井上和、岩本蓮加、梅澤美波、遠藤さくら、岡本姫奈、小川彩、奥田いろは、賀喜遥香、黒見明香、阪口珠美、佐藤楓、柴田柚菜、菅原咲月、清宮レイ、田村真佑、筒井あやめ、冨里奈央、中西アルノ、向井葉月、山下美月、弓木奈於、吉田綾乃クリスティー                                                       |                                                               |
| 446   | 1月22日  | 乃木坂46 顔面選手権 前半                                          |                                          |          | 岩本蓮加、梅澤美波、遠藤さくら、賀喜遥香、久保史緒里、黒見明香、柴田柚菜、田村真佑、筒井あやめ、林瑠奈、松尾美佑、向井葉月、矢久保美緒、山下美月、与田祐希 |                                                               |
| 447   | 1月29日  | 乃木坂46 顔面選手権 後半                                          |                                          | 元気先生 | 岩本蓮加、梅澤美波、遠藤さくら、賀喜遥香、久保史緒里、黒見明香、柴田柚菜、田村真佑、筒井あやめ、林瑠奈、松尾美佑、向井葉月、矢久保美緒、山下美月、与田祐希 |                                                               |
| 448   | 2月5日   | 乃木坂工事中 大新年会2024 前半                                    |                                          |          | 五百城茉央、池田瑛紗、一ノ瀬美空、井上和、岩本蓮加、梅澤美波、遠藤さくら、賀喜遥香、久保史緒里、黒見明香、柴田柚菜、菅原咲月、田村真佑、筒井あやめ、冨里奈央、向井葉月、弓木奈於、与田祐希 |                                                               |
| 449   | 2月12日  | 乃木坂工事中 大新年会2024 後半                                    |                                          |          | 五百城茉央、池田瑛紗、一ノ瀬美空、井上和、岩本蓮加、梅澤美波、遠藤さくら、賀喜遥香、久保史緒里、黒見明香、柴田柚菜、菅原咲月、田村真佑、筒井あやめ、冨里奈央、向井葉月、弓木奈於、与田祐希 |                                                               |
| 450   | 2月19日  | 2023年を振り返るB級ニュース大賞！ 前半 35枚目シングル選抜メンバー |                                          |          | 五百城茉央、池田瑛紗、一ノ瀬美空、伊藤理々杏、井上和、梅澤美波、遠藤さくら、岡本姫奈、小川彩、奥田いろは、賀喜遥香、久保史緒里、黒見明香、阪口珠美、佐藤楓、佐藤璃果、柴田柚菜、菅原咲月、清宮レイ、田村真佑、筒井あやめ、中西アルノ、中村麗乃、林瑠奈、向井葉月、矢久保美緒、山下美月、弓木奈於、吉田綾乃クリスティー、与田祐希 |                                                               |
| 451   | 2月26日  | 2023年を振り返るB級ニュース大賞！ 後半                            | 林瑠奈                                   |          | 五百城茉央、池田瑛紗、一ノ瀬美空、伊藤理々杏、井上和、梅澤美波、遠藤さくら、岡本姫奈、小川彩、奥田いろは、賀喜遥香、久保史緒里、黒見明香、阪口珠美、佐藤楓、佐藤璃果、柴田柚菜、菅原咲月、清宮レイ、田村真佑、筒井あやめ、中西アルノ、中村麗乃、林瑠奈、向井葉月、矢久保美緒、山下美月、弓木奈於、吉田綾乃クリスティー、与田祐希 |                                                               |
| 452   | 3月4日   | 6期生いらっしゃい!! オーディションあるある勉強会                  |                                          |          | 五百城茉央、池田瑛紗、伊藤理々杏、井上和、岩本蓮加、梅澤美波、遠藤さくら、小川彩、賀喜遥香、川﨑桜、久保史緒里、黒見明香、阪口珠美、柴田柚菜、菅原咲月、清宮レイ、田村真佑、筒井あやめ、冨里奈央、向井葉月、弓木奈於、与田祐希                                                                                                   |                                                               |
| 453   | 3月11日  | 第4回 頭NO王決定戦 前半                                           |                                          |          | 五百城茉央、池田瑛紗、伊藤理々杏、井上和、岩本蓮加、梅澤美波、遠藤さくら、岡本姫奈、小川彩、奥田いろは、賀喜遥香、川﨑桜、久保史緒里、黒見明香、阪口珠美、佐藤楓、佐藤璃果、柴田柚菜、菅原咲月、清宮レイ、田村真佑、筒井あやめ、冨里奈央、中西アルノ、松尾美佑、向井葉月、矢久保美緒、弓木奈於、吉田綾乃クリスティー、与田祐希   |                                                               |
| 454   | 3月18日  | 第4回 頭NO王決定戦 後半                                           |                                          |          | 五百城茉央、池田瑛紗、伊藤理々杏、井上和、岩本蓮加、梅澤美波、遠藤さくら、岡本姫奈、小川彩、奥田いろは、賀喜遥香、川﨑桜、久保史緒里、黒見明香、阪口珠美、佐藤楓、佐藤璃果、柴田柚菜、菅原咲月、清宮レイ、田村真佑、筒井あやめ、冨里奈央、中西アルノ、松尾美佑、向井葉月、矢久保美緒、弓木奈於、吉田綾乃クリスティー、与田祐希   |                                                               |
| 455   | 3月25日  | B級特技発表会 前半                                                |                                          |          | 五百城茉央、池田瑛紗、伊藤理々杏、井上和、梅澤美波、遠藤さくら、岡本姫奈、小川彩、久保史緒里、黒見明香、阪口珠美、佐藤楓、柴田柚菜、菅原咲月、清宮レイ、田村真佑、筒井あやめ、冨里奈央、松尾美佑、向井葉月、弓木奈於、吉田綾乃クリスティー、与田祐希                                                                             |                                                               |
| 456   | 4月1日   | B級特技発表会 後半                                                |                                          |          | 五百城茉央、池田瑛紗、伊藤理々杏、井上和、梅澤美波、遠藤さくら、岡本姫奈、小川彩、久保史緒里、黒見明香、阪口珠美、佐藤楓、柴田柚菜、菅原咲月、清宮レイ、田村真佑、筒井あやめ、冨里奈央、松尾美佑、向井葉月、弓木奈於、吉田綾乃クリスティー、与田祐希                                                                             |                                                               |
| 457 ※ | 4月8日   | これがあったら頑張ります! ご褒美説明会                            |                                          |          | 五百城茉央、一ノ瀬美空、伊藤理々杏、井上和、梅澤美波、遠藤さくら、小川彩、川﨑桜、久保史緒里、柴田柚菜、田村真佑、筒井あやめ、山下美月、弓木奈於、与田祐希 | このレギュラー放送回より15分繰り下げされ、0:15 - 0:45の放送。 |
| 458   | 4月15日  | 35枚目シングルヒット祈願                                          | 山下美月                                 | 木下英樹 | 伊藤理々杏、岩本蓮加、梅澤美波、遠藤さくら、賀喜遥香、久保史緒里、阪口珠美、佐藤楓、田村真佑、向井葉月、山下美月、弓木奈於、吉田綾乃クリスティー、与田祐希 |                                                               |
| 459   | 4月22日  | サングラス選手権 前半                                             |                                          |          | 岩本蓮加、梅澤美波、遠藤さくら、賀喜遥香、久保史緒里、黒見明香、柴田柚菜、筒井あやめ、林瑠奈、松尾美佑、山下美月、弓木奈於、与田祐希 |                                                               |
| 460   | 4月29日  | サングラス選手権 後半                                             |                                          |          | 岩本蓮加、梅澤美波、遠藤さくら、賀喜遥香、久保史緒里、黒見明香、柴田柚菜、筒井あやめ、林瑠奈、松尾美佑、山下美月、弓木奈於、与田祐希 |                                                               |
| 461 ※ | 5月6日   | 山下といっしょ                                                    | 山下美月                                 |          | 一ノ瀬美空、伊藤理々杏、岩本蓮加、梅澤美波、遠藤さくら、奥田いろは、賀喜遥香、川﨑桜、久保史緒里、阪口珠美、佐藤楓、佐藤璃果、柴田柚菜、菅原咲月、田村真佑、冨里奈央、中西アルノ、向井葉月、山下美月、弓木奈於、吉田綾乃クリスティー、与田祐希                                                                                   |                                                               |
| 462   | 5月13日  | 今、話したい誰かがいる 前半                                       |                                          |          | 伊藤理々杏、岩本蓮加、梅澤美波、遠藤さくら、奥田いろは、賀喜遥香、久保史緒里、黒見明香、阪口珠美、佐藤楓、柴田柚菜、田村真佑、筒井あやめ、松尾美佑、向井葉月、弓木奈於、吉田綾乃クリスティー、与田祐希 |                                                               |
| 463   | 5月20日  | 今、話したい誰かがいる 後半                                       |                                          |          | 伊藤理々杏、岩本蓮加、梅澤美波、遠藤さくら、奥田いろは、賀喜遥香、久保史緒里、黒見明香、阪口珠美、佐藤楓、柴田柚菜、田村真佑、筒井あやめ、松尾美佑、向井葉月、弓木奈於、吉田綾乃クリスティー、与田祐希 |                                                               |
| 464 ※ | 5月27日  | 深夜の飯テロクイーン決定戦！ 前半                                 | 梅澤美波                                 |          | 五百城茉央、岩本蓮加、梅澤美波、遠藤さくら、小川彩、賀喜遥香、川﨑桜、久保史緒里、佐藤楓、菅原咲月、田村真佑、弓木奈於 |                                                               |
| 465 ※ | 6月3日   | 深夜の飯テロクイーン決定戦！ 後半                                 | 梅澤美波                                 |          | 五百城茉央、岩本蓮加、梅澤美波、遠藤さくら、小川彩、賀喜遥香、川﨑桜、久保史緒里、佐藤楓、菅原咲月、田村真佑、弓木奈於 |                                                               |
| 466   | 6月10日  | 後輩召喚バトル！ 前半                                             |                                          |          | 伊藤理々杏、岩本蓮加、梅澤美波、久保史緒里、阪口珠美、佐藤楓、吉田綾乃クリスティー | [ 注 127 ]                                                    |
| 467   | 6月17日  | 後輩召喚バトル！ 後半                                             |                                          |          | 伊藤理々杏、岩本蓮加、梅澤美波、久保史緒里、阪口珠美、佐藤楓、吉田綾乃クリスティー | [ 注 127 ]                                                    |
| 468   | 6月24日  | 乃木坂No.1の駆け引き女王 前半                                     |                                          |          | 五百城茉央、池田瑛紗、一ノ瀬美空、伊藤理々杏、井上和、梅澤美波、遠藤さくら、岡本姫奈、小川彩、賀喜遥香、久保史緒里、菅原咲月、清宮レイ、田村真佑、筒井あやめ、中西アルノ、林瑠奈、弓木奈於 |                                                               |
| 469   | 7月1日   | 乃木坂No.1の駆け引き女王 後半                                     |                                          |          | 五百城茉央、池田瑛紗、一ノ瀬美空、伊藤理々杏、井上和、梅澤美波、遠藤さくら、岡本姫奈、小川彩、賀喜遥香、久保史緒里、菅原咲月、清宮レイ、田村真佑、筒井あやめ、中西アルノ、林瑠奈、弓木奈於 |                                                               |
| 470   | 7月8日   | 乃木坂46 セルフクイズ大会 前半                                    |                                          |          | 五百城茉央、池田瑛紗、一ノ瀬美空、伊藤理々杏、井上和、梅澤美波、遠藤さくら、賀喜遥香、川﨑桜、久保史緒里、阪口珠美、佐藤楓、中村麗乃、向井葉月、弓木奈於、吉田綾乃クリスティー |                                                               |
| 471   | 7月15日  | 乃木坂46 セルフクイズ大会 後半 36枚目シングル選抜メンバー         |                                          |          | 五百城茉央、池田瑛紗、一ノ瀬美空、伊藤理々杏、井上和、梅澤美波、遠藤さくら、賀喜遥香、川﨑桜、久保史緒里、阪口珠美、佐藤楓、中村麗乃、向井葉月、弓木奈於、吉田綾乃クリスティー | [ 注 129 ]                                                    |
| 472   | 7月22日  | 新軍団ドラフトバトル 前半                                         | 佐藤楓、田村真佑、弓木奈於               |          | 五百城茉央、池田瑛紗、一ノ瀬美空、岩本蓮加、梅澤美波、岡本姫奈、小川彩、奥田いろは、川﨑桜、久保史緒里、佐藤楓、佐藤璃果、柴田柚菜、菅原咲月、田村真佑、筒井あやめ、冨里奈央、中西アルノ、林瑠奈、松尾美佑、矢久保美緒、弓木奈於、与田祐希                                                                                       |                                                               |
| 473   | 7月29日  | 新軍団ドラフトバトル 後半                                         | 佐藤楓、田村真佑、弓木奈於               |          | 五百城茉央、池田瑛紗、一ノ瀬美空、岩本蓮加、梅澤美波、岡本姫奈、小川彩、奥田いろは、川﨑桜、久保史緒里、佐藤楓、佐藤璃果、柴田柚菜、菅原咲月、田村真佑、筒井あやめ、冨里奈央、中西アルノ、林瑠奈、松尾美佑、矢久保美緒、弓木奈於、与田祐希                                                                                       | 0:25 - 0:55に放送（10分繰り下げ）                             |
| 474   | 8月5日   | 小吉のお供選手権 前半                                             | 菅原咲月                                 |          | 五百城茉央、池田瑛紗、一ノ瀬美空、井上和、梅澤美波、遠藤さくら、小川彩、賀喜遥香、久保史緒里、菅原咲月、田村真佑、筒井あやめ、冨里奈央、中西アルノ、弓木奈於、与田祐希 |                                                               |
| 475   | 8月12日  | 小吉のお供選手権 後半                                             | 菅原咲月                                 |          | 五百城茉央、池田瑛紗、一ノ瀬美空、井上和、梅澤美波、遠藤さくら、小川彩、賀喜遥香、久保史緒里、菅原咲月、田村真佑、筒井あやめ、冨里奈央、中西アルノ、弓木奈於、与田祐希 |                                                               |
| 475   | 8月12日  | 駆け引きお買い物ツアー 前半                                       | 菅原咲月                                 |          | （全編ロケ）池田瑛紗、一ノ瀬美空、梅澤美波、遠藤さくら、小川彩、賀喜遥香、久保史緒里、菅原咲月、与田祐希 |                                                               |
| 476   | 8月19日  | 駆け引きお買い物ツアー 後半                                       | 池田瑛紗、梅澤美波、菅原咲月             |          | （全編ロケ）池田瑛紗、一ノ瀬美空、梅澤美波、遠藤さくら、小川彩、賀喜遥香、久保史緒里、菅原咲月、与田祐希 | [ 注 131 ]                                                    |
| 477   | 8月26日  | 36枚目シングルヒット祈願                                          |                                          |          | 五百城茉央、池田瑛紗、一ノ瀬美空、井上和、遠藤さくら、小川彩、賀喜遥香、金川紗耶、川﨑桜、久保史緒里、菅原咲月、田村真佑、筒井あやめ、冨里奈央、中西アルノ、弓木奈於、与田祐希 |                                                               |
| 478   | 9月2日   | スタジオで夏を満喫しよう！ 夏女選手権 前半                        |                                          |          | 池田瑛紗、井上和、遠藤さくら、小川彩、賀喜遥香、久保史緒里、筒井あやめ、中西アルノ、弓木奈於、与田祐希 |                                                               |
| 479   | 9月9日   | スタジオで夏を満喫しよう！ 夏女選手権 後半                        | 筒井あやめ                               |          | 池田瑛紗、井上和、遠藤さくら、小川彩、賀喜遥香、久保史緒里、筒井あやめ、中西アルノ、弓木奈於、与田祐希 | [ 注 132 ]                                                    |
| 480   | 9月16日  | Ｂ級肩書発表会                                                    |                                          |          | 五百城茉央、池田瑛紗、一ノ瀬美空、伊藤理々杏、井上和、遠藤さくら、岡本姫奈、小川彩、賀喜遥香、金川紗耶、川﨑桜、久保史緒里、菅原咲月、田村真佑、筒井あやめ、冨里奈央、中西アルノ、松尾美佑、弓木奈於、与田祐希 | 0:51 - 1:21に放送（36分繰り下げ）                             |
| 481   | 9月23日  | 真夏の全国ツアー 裏でも表でもこんなことがありました2024 前半      |                                          |          | 五百城茉央、池田瑛紗、一ノ瀬美空、伊藤理々杏、井上和、岩本蓮加、梅澤美波、遠藤さくら、岡本姫奈、小川彩、奥田いろは、賀喜遥香、金川紗耶、川﨑桜、久保史緒里、黒見明香、佐藤楓、佐藤璃果、柴田柚菜、菅原咲月、田村真佑、筒井あやめ、冨里奈央、中村麗乃、林瑠奈、松尾美佑、向井葉月、矢久保美緒、弓木奈於、吉田綾乃クリスティー     | 0:45 - 1:15に放送（30分繰り下げ）                             |
| 482   | 9月30日  | 真夏の全国ツアー 裏でも表でもこんなことがありました2024 後半      |                                          |          | 五百城茉央、池田瑛紗、一ノ瀬美空、伊藤理々杏、井上和、岩本蓮加、梅澤美波、遠藤さくら、岡本姫奈、小川彩、奥田いろは、賀喜遥香、金川紗耶、川﨑桜、久保史緒里、黒見明香、佐藤楓、佐藤璃果、柴田柚菜、菅原咲月、田村真佑、筒井あやめ、冨里奈央、中村麗乃、林瑠奈、松尾美佑、向井葉月、矢久保美緒、弓木奈於、吉田綾乃クリスティー     | 0:25 - 0:55に放送（10分繰り下げ）                             |
| 483   | 10月7日  | 乃木坂イスランドII 前半                                           |                                          |          | 五百城茉央、池田瑛紗、一ノ瀬美空、井上和、岩本蓮加、梅澤美波、遠藤さくら、小川彩、賀喜遥香、金川紗耶、川﨑桜、久保史緒里、菅原咲月、田村真佑、筒井あやめ、冨里奈央、弓木奈於 |                                                               |
| 484   | 10月14日 | 乃木坂イスランドII 後半                                           |                                          |          | 五百城茉央、池田瑛紗、一ノ瀬美空、井上和、岩本蓮加、梅澤美波、遠藤さくら、小川彩、賀喜遥香、金川紗耶、川﨑桜、久保史緒里、菅原咲月、田村真佑、筒井あやめ、冨里奈央、弓木奈於 |                                                               |
| 485   | 10月21日 | ハロウィンなりきり女王決定戦 前半                                 |                                          |          | 五百城茉央、池田瑛紗、井上和、梅澤美波、遠藤さくら、小川彩、賀喜遥香、川﨑桜、久保史緒里、柴田柚菜、菅原咲月、田村真佑、筒井あやめ、冨里奈央、林瑠奈、松尾美佑、弓木奈於、与田祐希 |                                                               |
| 486 ※ | 10月28日 | ハロウィンなりきり女王決定戦 後半                                 | 賀喜遥香                                 |          | 五百城茉央、池田瑛紗、井上和、梅澤美波、遠藤さくら、小川彩、賀喜遥香、川﨑桜、久保史緒里、柴田柚菜、菅原咲月、田村真佑、筒井あやめ、冨里奈央、林瑠奈、松尾美佑、弓木奈於、与田祐希 | 1:03 - 1:33に放送（48分繰り下げ）                             |
| 487   | 11月4日  | いい旅選手権 前半                                                 |                                          |          | 五百城茉央、池田瑛紗、一ノ瀬美空、井上和、岩本蓮加、梅澤美波、遠藤さくら、岡本姫奈、小川彩、奥田いろは、賀喜遥香、金川紗耶、川﨑桜、久保史緒里、黒見明香、佐藤楓、佐藤璃果、柴田柚菜、菅原咲月、田村真佑、筒井あやめ、冨里奈央、中西アルノ、松尾美佑、矢久保美緒、弓木奈於、与田祐希                                             |                                                               |
| 488   | 11月11日 | いい旅選手権 後半 37枚目シングル選抜メンバー                      | 筒井あやめ                               |          | 五百城茉央、池田瑛紗、一ノ瀬美空、井上和、岩本蓮加、梅澤美波、遠藤さくら、岡本姫奈、小川彩、奥田いろは、賀喜遥香、金川紗耶、川﨑桜、久保史緒里、黒見明香、佐藤楓、佐藤璃果、柴田柚菜、菅原咲月、田村真佑、筒井あやめ、冨里奈央、中西アルノ、松尾美佑、矢久保美緒、弓木奈於、与田祐希                                             |                                                               |
| 489   | 11月18日 | おすすめ二次元キャラ発表会                                        | 梅澤美波                                 |          | 五百城茉央、池田瑛紗、一ノ瀬美空、伊藤理々杏、井上和、岩本蓮加、梅澤美波、遠藤さくら、小川彩、奥田いろは、賀喜遥香、金川紗耶、川﨑桜、筒井あやめ、中西アルノ、林瑠奈、弓木奈於、与田祐希 |                                                               |
| 490   | 11月25日 | 新選抜メンバー！ 今さら意外な一面クイズ！ 前半                    |                                          |          | 五百城茉央、池田瑛紗、一ノ瀬美空、井上和、岩本蓮加、梅澤美波、遠藤さくら、小川彩、奥田いろは、賀喜遥香、金川紗耶、川﨑桜、久保史緒里、筒井あやめ、中西アルノ、林瑠奈、弓木奈於、与田祐希 |                                                               |
| 491   | 12月2日  | 新選抜メンバー！ 今さら意外な一面クイズ！ 後半                    | 岩本蓮加                                 |          | 五百城茉央、池田瑛紗、一ノ瀬美空、井上和、岩本蓮加、梅澤美波、遠藤さくら、小川彩、奥田いろは、賀喜遥香、金川紗耶、川﨑桜、久保史緒里、筒井あやめ、中西アルノ、林瑠奈、弓木奈於、与田祐希 |                                                               |
| 492   | 12月9日  | 37枚目シングルヒット祈願                                          | 梅澤美波、遠藤さくら、小川彩、筒井あやめ |          | 五百城茉央、池田瑛紗、一ノ瀬美空、井上和、梅澤美波、遠藤さくら、小川彩、奥田いろは、賀喜遥香、金川紗耶、川﨑桜、久保史緒里、田村真佑、筒井あやめ、中西アルノ、林瑠奈、弓木奈於、与田祐希 |                                                               |
| 493   | 12月16日 | 年末！持ち寄りビンゴ大会 前半                                     |                                          |          | 五百城茉央、池田瑛紗、一ノ瀬美空、井上和、梅澤美波、遠藤さくら、小川彩、奥田いろは、賀喜遥香、金川紗耶、川﨑桜、久保史緒里、田村真佑、筒井あやめ、中西アルノ、林瑠奈、与田祐希 | 0:45 - 1:15に放送（30分繰り下げ）                             |
| 494   | 12月23日 | 年末！持ち寄りビンゴ大会 後半                                     |                                          |          | 五百城茉央、池田瑛紗、一ノ瀬美空、井上和、梅澤美波、遠藤さくら、小川彩、奥田いろは、賀喜遥香、金川紗耶、川﨑桜、久保史緒里、田村真佑、筒井あやめ、中西アルノ、林瑠奈、与田祐希 | 0:55 - 1:25に放送（40分繰り下げ）                             |

### 2025年
| 回    | 放送日  | 内容                                                                | フィーチャー ガール                                                    | ゲスト   | スタジオメンバー | 備考                               |
| ----- | ------- | ------------------------------------------------------------------- | ---------------------------------------------------------------------- | -------- | --- | ---------------------------------- |
| 495 ※ | 1月6日  | 昨年の感謝を込めて 年賀状グランプリ 前半                            |                                                                        |          | 五百城茉央、池田瑛紗、一ノ瀬美空、伊藤理々杏、井上和、岩本蓮加、梅澤美波、遠藤さくら、岡本姫奈、小川彩、奥田いろは、賀喜遥香、川﨑桜、久保史緒里、黒見明香、佐藤楓、佐藤璃果、柴田柚菜、菅原咲月、田村真佑、筒井あやめ、中西アルノ、中村麗乃、林瑠奈、松尾美佑、弓木奈於、吉田綾乃クリスティー、与田祐希                                                           |                                    |
| 496 ※ | 1月13日 | 昨年の感謝を込めて 年賀状グランプリ 後半                            | 梅澤美波                                                               |          | 五百城茉央、池田瑛紗、一ノ瀬美空、伊藤理々杏、井上和、岩本蓮加、梅澤美波、遠藤さくら、岡本姫奈、小川彩、奥田いろは、賀喜遥香、川﨑桜、久保史緒里、黒見明香、佐藤楓、佐藤璃果、柴田柚菜、菅原咲月、田村真佑、筒井あやめ、中西アルノ、中村麗乃、林瑠奈、松尾美佑、弓木奈於、吉田綾乃クリスティー、与田祐希                                                           |                                    |
| 497 ※ | 1月20日 | みんな大好き!おもち選手権                                           | 佐藤璃果                                                               |          | 五百城茉央、池田瑛紗、一ノ瀬美空、井上和、岩本蓮加、梅澤美波、遠藤さくら、小川彩、奥田いろは、賀喜遥香、川﨑桜、久保史緒里、佐藤璃果、田村真佑、筒井あやめ、中西アルノ、林瑠奈、弓木奈於、与田祐希 |                                    |
| 498   | 1月27日 | 乃木坂工事中 大新年会2025 前半                                      |                                                                        |          | 五百城茉央、池田瑛紗、一ノ瀬美空、伊藤理々杏、井上和、梅澤美波、遠藤さくら、岡本姫奈、小川彩、奥田いろは、賀喜遥香、金川紗耶、川﨑桜、久保史緒里、黒見明香、佐藤楓、佐藤璃果、柴田柚菜、菅原咲月、田村真佑、筒井あやめ、冨里奈央、中西アルノ、中村麗乃、林瑠奈、松尾美佑、矢久保美緒、弓木奈於、吉田綾乃クリスティー                                               |                                    |
| 499   | 2月3日  | 乃木坂工事中 大新年会2025 後半                                      |                                                                        |          | 五百城茉央、池田瑛紗、一ノ瀬美空、伊藤理々杏、井上和、梅澤美波、遠藤さくら、岡本姫奈、小川彩、奥田いろは、賀喜遥香、金川紗耶、川﨑桜、久保史緒里、黒見明香、佐藤楓、佐藤璃果、柴田柚菜、菅原咲月、田村真佑、筒井あやめ、冨里奈央、中西アルノ、中村麗乃、林瑠奈、松尾美佑、矢久保美緒、弓木奈於、吉田綾乃クリスティー                                               |                                    |
| 500 ※ | 2月10日 | 与田ランド                                                          | 与田祐希                                                               |          | 五百城茉央、池田瑛紗、一ノ瀬美空、井上和、梅澤美波、遠藤さくら、小川彩、奥田いろは、賀喜遥香、金川紗耶、川﨑桜、久保史緒里、田村真佑、筒井あやめ、中西アルノ、林瑠奈、弓木奈於、与田祐希 |                                    |
| 501   | 2月17日 | 乃木坂46 音楽王 前半                                                |                                                                        |          | 五百城茉央、井上和、梅澤美波、遠藤さくら、小川彩、奥田いろは、賀喜遥香、久保史緒里、筒井あやめ、中西アルノ、林瑠奈、弓木奈於 |                                    |
| 502   | 2月24日 | 乃木坂46 音楽王 後半                                                |                                                                        |          | 五百城茉央、井上和、梅澤美波、遠藤さくら、小川彩、奥田いろは、賀喜遥香、久保史緒里、筒井あやめ、中西アルノ、林瑠奈、弓木奈於 | [ 注 141 ]                         |
| 503   | 3月3日  | B級ニュース大賞 2024 前半 38枚目シングル選抜メンバー                |                                                                        |          | 五百城茉央、池田瑛紗、一ノ瀬美空、伊藤理々杏、井上和、梅澤美波、遠藤さくら、岡本姫奈、小川彩、奥田いろは、賀喜遥香、金川紗耶、川﨑桜、久保史緒里、黒見明香、佐藤楓、佐藤璃果、柴田柚菜、菅原咲月、田村真佑、筒井あやめ、中西アルノ、中村麗乃、林瑠奈、松尾美佑、矢久保美緒、吉田綾乃クリスティー                                                                   |                                    |
| 504   | 3月10日 | B級ニュース大賞 2024 後半                                           | 井上和                                                                 |          | 五百城茉央、池田瑛紗、一ノ瀬美空、伊藤理々杏、井上和、梅澤美波、遠藤さくら、岡本姫奈、小川彩、奥田いろは、賀喜遥香、金川紗耶、川﨑桜、久保史緒里、黒見明香、佐藤楓、佐藤璃果、柴田柚菜、菅原咲月、田村真佑、筒井あやめ、中西アルノ、中村麗乃、林瑠奈、松尾美佑、矢久保美緒、吉田綾乃クリスティー                                                                   | 0:45 - 1:15の放送（30分繰り下げ）  |
| 505   | 3月17日 | 梅澤を超えろ! 副キャプテン強化企画! 前半                            | 菅原咲月                                                               | 海老谷浩 | 五百城茉央、池田瑛紗、一ノ瀬美空、井上和、梅澤美波、遠藤さくら、岡本姫奈、小川彩、奥田いろは、賀喜遥香、金川紗耶、川﨑桜、久保史緒里、佐藤楓、柴田柚菜、菅原咲月、田村真佑、筒井あやめ、中西アルノ、林瑠奈、松尾美佑 | 0:45 - 1:15の放送（30分繰り下げ）  |
| 506   | 3月24日 | 梅澤を超えろ! 副キャプテン強化企画! 後半                            | 菅原咲月                                                               | 海老谷浩 | 五百城茉央、池田瑛紗、一ノ瀬美空、井上和、梅澤美波、遠藤さくら、岡本姫奈、小川彩、奥田いろは、賀喜遥香、金川紗耶、川﨑桜、久保史緒里、佐藤楓、柴田柚菜、菅原咲月、田村真佑、筒井あやめ、中西アルノ、林瑠奈、松尾美佑 |                                    |
| 507   | 3月31日 | 38thシングルヒット祈願! 前半                                        | 井上和、賀喜遥香、菅原咲月、中西アルノ、林瑠奈                         |          | 五百城茉央、池田瑛紗、一ノ瀬美空、井上和、梅澤美波、遠藤さくら、小川彩、奥田いろは、賀喜遥香、金川紗耶、川﨑桜、久保史緒里、菅原咲月、田村真佑、筒井あやめ、冨里奈央、中西アルノ、林瑠奈、弓木奈於 | 1:15 - 1:45の放送（1時間繰り下げ） |
| 508   | 4月7日  | 38thシングルヒット祈願! 後半                                        | 井上和、賀喜遥香、菅原咲月、中西アルノ、林瑠奈                         |          | 五百城茉央、池田瑛紗、一ノ瀬美空、井上和、梅澤美波、遠藤さくら、小川彩、奥田いろは、賀喜遥香、金川紗耶、川﨑桜、久保史緒里、菅原咲月、田村真佑、筒井あやめ、冨里奈央、中西アルノ、林瑠奈、弓木奈於 |                                    |
| 509   | 4月14日 | はじめまして6期生! 自己PR大作戦 前半                                | 海邉朱莉、川端晃菜、瀬戸口心月、長嶋凛桜、矢田萌華                     |          | 五百城茉央、池田瑛紗、一ノ瀬美空、井上和、梅澤美波、遠藤さくら、小川彩、賀喜遥香、金川紗耶、川﨑桜、久保史緒里、菅原咲月、田村真佑、筒井あやめ、冨里奈央、中西アルノ、林瑠奈、弓木奈於、愛宕心響、大越ひなの、小津玲奈、海邉朱莉、川端晃菜、鈴木佑捺、瀬戸口心月、長嶋凛桜、増田三莉音、森平麗心、矢田萌華                                                         |                                    |
| 510   | 4月21日 | はじめまして6期生! 自己PR大作戦 後半                                | 愛宕心響、大越ひなの、小津玲奈、鈴木佑捺、増田三莉音、森平麗心         |          | 五百城茉央、池田瑛紗、一ノ瀬美空、井上和、梅澤美波、遠藤さくら、小川彩、賀喜遥香、金川紗耶、川﨑桜、久保史緒里、菅原咲月、田村真佑、筒井あやめ、冨里奈央、中西アルノ、林瑠奈、弓木奈於、愛宕心響、大越ひなの、小津玲奈、海邉朱莉、川端晃菜、鈴木佑捺、瀬戸口心月、長嶋凛桜、増田三莉音、森平麗心、矢田萌華                                                         |                                    |
| 511   | 4月28日 | これにて一件落着！因縁相撲                                          | 梅澤美波                                                               |          | 五百城茉央、池田瑛紗、一ノ瀬美空、井上和、梅澤美波、遠藤さくら、小川彩、賀喜遥香、金川紗耶、川﨑桜、久保史緒里、佐藤楓、柴田柚菜、菅原咲月、田村真佑、筒井あやめ、冨里奈央、中西アルノ、林瑠奈、松尾美佑、弓木奈於 |                                    |
| 512   | 5月5日  | MVここ見て選手権 前半                                               |                                                                        |          | 五百城茉央、池田瑛紗、一ノ瀬美空、井上和、梅澤美波、遠藤さくら、岡本姫奈、小川彩、奥田いろは、賀喜遥香、金川紗耶、川﨑桜、久保史緒里、黒見明香、佐藤璃果、柴田柚菜、菅原咲月、田村真佑、筒井あやめ、冨里奈央、中西アルノ、松尾美佑、矢久保美緒、弓木奈於 |                                    |
| 513   | 5月12日 | MVここ見て選手権 後半                                               |                                                                        |          | 五百城茉央、池田瑛紗、一ノ瀬美空、井上和、梅澤美波、遠藤さくら、岡本姫奈、小川彩、奥田いろは、賀喜遥香、金川紗耶、川﨑桜、久保史緒里、黒見明香、佐藤璃果、柴田柚菜、菅原咲月、田村真佑、筒井あやめ、冨里奈央、中西アルノ、松尾美佑、矢久保美緒、弓木奈於 | [ 注 144 ]                         |
| 514   | 5月19日 | 6期生スポーツ女王決定戦 前半                                        |                                                                        |          | 五百城茉央、池田瑛紗、一ノ瀬美空、井上和、梅澤美波、遠藤さくら、小川彩、奥田いろは、賀喜遥香、金川紗耶、川﨑桜、久保史緒里、菅原咲月、田村真佑、筒井あやめ、冨里奈央、弓木奈於、愛宕心響、大越ひなの、小津玲奈、海邉朱莉、川端晃菜、鈴木佑捺、瀬戸口心月、長嶋凛桜、増田三莉音、森平麗心、矢田萌華                                                                 | 0:45 - 1:15の放送（30分繰り下げ）  |
| 515   | 5月26日 | 6期生スポーツ女王決定戦 後半                                        |                                                                        |          | 五百城茉央、池田瑛紗、一ノ瀬美空、井上和、梅澤美波、遠藤さくら、小川彩、奥田いろは、賀喜遥香、金川紗耶、川﨑桜、久保史緒里、菅原咲月、田村真佑、筒井あやめ、冨里奈央、弓木奈於、愛宕心響、大越ひなの、小津玲奈、海邉朱莉、川端晃菜、鈴木佑捺、瀬戸口心月、長嶋凛桜、増田三莉音、森平麗心、矢田萌華                                                                 |                                    |
| 516   | 6月2日  | 遠藤VS中西！最弱王決定戦                                            | 遠藤さくら、中西アルノ                                                 |          | 五百城茉央、池田瑛紗、一ノ瀬美空、井上和、梅澤美波、遠藤さくら、岡本姫奈、小川彩、賀喜遥香、川﨑桜、久保史緒里、黒見明香、菅原咲月、田村真佑、筒井あやめ、中西アルノ、林瑠奈、弓木奈於 |                                    |
| 517   | 6月9日  | 1年目にやっておいた方がいい事リスト 前半                            |                                                                        |          | 五百城茉央、池田瑛紗、一ノ瀬美空、伊藤理々杏、井上和、梅澤美波、遠藤さくら、岡本姫奈、小川彩、賀喜遥香、金川紗耶、川﨑桜、久保史緒里、黒見明香、菅原咲月、田村真佑、筒井あやめ、冨里奈央、中西アルノ、林瑠奈、松尾美佑、弓木奈於 |                                    |
| 518   | 6月16日 | 1年目にやっておいた方がいい事リスト 後半 39枚目シングル選抜メンバー |                                                                        |          | 五百城茉央、池田瑛紗、一ノ瀬美空、伊藤理々杏、井上和、梅澤美波、遠藤さくら、岡本姫奈、小川彩、賀喜遥香、金川紗耶、川﨑桜、久保史緒里、黒見明香、菅原咲月、田村真佑、筒井あやめ、冨里奈央、中西アルノ、林瑠奈、松尾美佑、弓木奈於 |                                    |
| 519   | 6月23日 | 乃木坂ケンミンSAY 前半                                              |                                                                        |          | 五百城茉央、池田瑛紗、一ノ瀬美空、伊藤理々杏、井上和、遠藤さくら、岡本姫奈、小川彩、奥田いろは、金川紗耶、川﨑桜、久保史緒里、黒見明香、佐藤璃果、柴田柚菜、菅原咲月、田村真佑、中西アルノ、林瑠奈、松尾美佑、矢久保美緒、弓木奈於、吉田綾乃クリスティー、愛宕心響、大越ひなの、海邉朱莉、川端晃菜、鈴木佑捺、瀬戸口心月、長嶋凛桜、増田三莉音、森平麗心、矢田萌華 | 0:45 - 1:15の放送（30分繰り下げ）  |
| 520   | 6月30日 | 乃木坂ケンミンSAY 後半                                              |                                                                        |          | 五百城茉央、池田瑛紗、一ノ瀬美空、伊藤理々杏、井上和、遠藤さくら、岡本姫奈、小川彩、奥田いろは、金川紗耶、川﨑桜、久保史緒里、黒見明香、佐藤璃果、柴田柚菜、菅原咲月、田村真佑、中西アルノ、林瑠奈、松尾美佑、矢久保美緒、弓木奈於、吉田綾乃クリスティー、愛宕心響、大越ひなの、海邉朱莉、川端晃菜、鈴木佑捺、瀬戸口心月、長嶋凛桜、増田三莉音、森平麗心、矢田萌華 |                                    |
| 521   | 7月7日  | 勝手に6期生ダービー 前半                                            |                                                                        |          | 五百城茉央、池田瑛紗、一ノ瀬美空、井上和、遠藤さくら、岡本姫奈、小川彩、川﨑桜、久保史緒里、菅原咲月、中西アルノ、弓木奈於 |                                    |
| 522   | 7月14日 | 勝手に6期生ダービー 後半                                            | 遠藤さくら、菅原咲月                                                   |          | 五百城茉央、池田瑛紗、一ノ瀬美空、井上和、遠藤さくら、岡本姫奈、小川彩、川﨑桜、久保史緒里、菅原咲月、中西アルノ、弓木奈於 |                                    |
| 523   | 7月21日 | 39thシングルヒット祈願 前半                                         | 一ノ瀬美空、井上和、川﨑桜、菅原咲月、中西アルノ、弓木奈於             |          | 五百城茉央、一ノ瀬美空、井上和、梅澤美波、遠藤さくら、岡本姫奈、小川彩、賀喜遥香、川﨑桜、久保史緒里、菅原咲月、筒井あやめ、冨里奈央、中西アルノ、弓木奈於 | 1:15 - 1:45の放送（60分繰り下げ）  |
| 524   | 7月28日 | みんなで目指せ大河女優 チーム対抗 時代劇合戦 前半                   |                                                                        |          | 五百城茉央、一ノ瀬美空、井上和、梅澤美波、遠藤さくら、岡本姫奈、小川彩、賀喜遥香、川﨑桜、久保史緒里、菅原咲月、筒井あやめ、冨里奈央、中西アルノ、弓木奈於 |                                    |
| 525   | 8月4日  | みんなで目指せ大河女優 チーム対抗 時代劇合戦 後半                   | 久保軍                                                                 |          | 五百城茉央、一ノ瀬美空、井上和、梅澤美波、遠藤さくら、岡本姫奈、小川彩、賀喜遥香、川﨑桜、久保史緒里、菅原咲月、筒井あやめ、冨里奈央、中西アルノ、弓木奈於 | [ 注 151 ]                         |
| 526   | 8月11日 | 39thシングルヒット祈願 完結編                                       | 一ノ瀬美空、遠藤さくら、岡本姫奈、小川彩、賀喜遥香、川﨑桜、久保史緒里 |          | 五百城茉央、一ノ瀬美空、井上和、梅澤美波、遠藤さくら、岡本姫奈、小川彩、賀喜遥香、川﨑桜、久保史緒里、菅原咲月、筒井あやめ、冨里奈央、中西アルノ、弓木奈於 | 1:15 - 1:45の放送（60分繰り下げ）  |
| 527   | 8月18日 | 人生の円タメグラフ 前半                                             |                                                                        |          | 池田瑛紗、一ノ瀬美空、井上和、梅澤美波、遠藤さくら、岡本姫奈、賀喜遥香、久保史緒里、佐藤璃果、菅原咲月、筒井あやめ、林瑠奈、弓木奈於、海邉朱莉、川端晃菜、鈴木佑捺、増田三莉音 |                                    |